# Torneo Federal B 2015
El Torneo Federal B 2015, fue la segunda temporada del certamen, perteneciente a la cuarta categoría para los clubes indirectamente afiliados a la AFA en el esquema de las competiciones oficiales del fútbol argentino.
Hubo siete equipos ascendidos del Torneo Federal C 2015, mientras que no hubo descendidos del Torneo Federal A 2014.

## Ascensos y descensos
- Equipos salientes

| Zona    | Descendidos del Federal B 2014 |
| ------- | ------------------------------ |
| No hubo |                                |

| Posición | Ascendidos al Torneo Federal A 2015 |
| -------- | ----------------------------------- |
| Campeón  | Tiro Federal (BB)                   |
| Campeón  | Unión (S)                           |
| Campeón  | Sportivo Las Parejas                |
| Campeón  | Vélez Sarsfield (SdE)               |
| Campeón  | Concepción FC                       |
| Campeón  | 9 de Julio (M)                      |
| Campeón  | Gutiérrez SC                        |

- Equipos entrantes

| Posición | Ascendidos del Torneo Federal C 2015 |
| -------- | ------------------------------------ |
| Campeón  | Sansinena                            |
| Campeón  | Sportsman                            |
| Campeón  | Belgrano (SN)                        |
| Campeón  | San Martín Iglesia                   |
| Campeón  | Sportivo Guzmán                      |
| Campeón  | San Martín (F)                       |
| Campeón  | Atlético Uruguay                     |

| Posición | Descendidos del Federal A 2014 |
| -------- | ------------------------------ |
| No hubo  |                                |

## Renuncias
Cinco equipos renunciaron a sus plazas ante las dificultades económicas del torneo, descendiendo automáticamente de categoría.
| Provincia           | Equipo                                      | Ciudad        | Liga de origen                   |
| ------------------- | ------------------------------------------- | ------------- | -------------------------------- |
| Neuquén             | Club Social y Deportivo Petrolero Argentino | Plaza Huincul | Liga de Fútbol del Neuquén       |
| Río Negro           | Club Atlético Regina                        | Villa Regina  | Liga Deportiva Confluencia       |
| Santa Cruz          | Club Boca Río Gallegos                      | Río Gallegos  | Liga de Fútbol Sur de Santa Cruz |
| Santiago del Estero | Club Atlético Independiente                 | Fernández     | Liga Santiagueña de Fútbol       |
| Santiago del Estero | Club Sportivo Tintina                       | Tintina       | Liga Añatuyense de Fútbol        |

## Formato

### Sistema de disputa

#### Fases de clasificación
Se dividió a los 134 equipos por cercanía geográfica en 6 zonas de 11, 4 de 12 y 2 de 10. Dentro de su respectiva zona se enfrentaron entre sí en dos ruedas de todos contra todos. En las zonas de 10 equipos (zona 8 y zona 9) hubo dos fechas de interzonales. Los cinco primeros de las zonas de 12 más los cuatro primeros y los cuatro mejores quintos de las de 10 y 11 clasificaron a la segunda fase. 
Los 56 equipos clasificados se dividieron, por cercanía geográfica, en 8 zonas de 7 equipos cada uno, los cuales jugaron entre sí a una rueda de todos contra todos. Clasificaron a la Tercera fase los 3 primeros de cada zona, un total de 24 equipos. 

#### Fases por eliminación
La Tercera fase la disputaron, por eliminación directa, a doble partido, uno en cada sede, los 24 equipos clasificados en la Segunda . Los 12 equipos ganadores clasifican a la Cuarta Fase.
La Cuarta fase estará integrada por los 12 ganadores de la Tercera, que se enfrentarán a doble partido por eliminación directa. Los 6 ganadores clasificarán a la Quinta fase, en la que se volverán a enfrentar por eliminación directa a doble partido. 
Los ganadores de cada llave ascenderán al Torneo Federal A 2016.

### Régimen de descenso
Perdieron la categoría los tres peores equipos de cada zona de la Primera fase. En todos los casos de empates en puntos de dos o más equipos de la misma zona, a los fines de determinar los descensos, se realizaron partidos definitorios entre ellos, de acuerdo con lo establecido en el art. 111 del Reglamento General de la AFA.

### Clasificación a la Copa Argentina 2015-16
Clasificaron a la Copa Argentina 2015-16 los 12 equipos que llegaron a la cuarta fase del torneo.

## Equipos participantes
| Zona                                                         | Equipo                              | Ciudad              | Provincia                                | Estadio       | Capacidad                                | Liga de Origen |
| ------------------------------------------------------------ | ----------------------------------- | ------------------- | ---------------------------------------- | ------------- | ---------------------------------------- | -------------- |
| Zona 1                                                       |                                     |                     |                                          |               |                                          |                |
| Asociación Atlético Boxing Club                              | Río Gallegos                        | Santa Cruz          | Ciudad del Centenario                    | 1500          | Liga de Fútbol Sur de Santa Cruz         |                |
| Club Atlético Germinal                                       | Rawson                              | Chubut              | El Fortín                                | 8000          | Liga de Fútbol Valle del Chubut          |                |
| Club Atlético Huracán                                        | Comodoro Rivadavia                  | Chubut              | César Muñoz                              | 6500          | Liga de Fútbol de Comodoro Rivadavia     |                |
| Club Atlético Maronese                                       | Neuquén                             | Neuquén             | Estadio sin nombre                       | 6000          | Liga de Fútbol del Neuquén               |                |
| Club Deportivo Cruz del Sur                                  | Bariloche                           | Río Negro           | Municipal                                | 3000          | Liga de Fútbol de Bariloche              |                |
| Club Deportivo Independiente                                 | Río Colorado                        | Río Negro           | Antonio López Belzagui                   | 6000          | Liga de Fútbol de Río Colorado           |                |
| Club Social y Deportivo 25 de Mayo                           | 25 de Mayo                          | La Pampa            | Municipal de 25 de Mayo                  | 3000          | Liga Deportiva Confluencia               |                |
| Club Social y Deportivo Belgrano                             | Esquel                              | Chubut              | Municipal Dante Aristeo Brozzi           | 5000          | Liga de Fútbol del Oeste de Chubut       |                |
| Club Social y Deportivo Patagones                            | Carmen de Patagones                 | Buenos Aires        | Estadio sin nombre                       | 7000          | Liga Rionegrina de Fútbol                |                |
| Club Social y Deportivo Petrolero Argentino                  | Plaza Huincul                       | Neuquén             | Estadio sin nombre                       | 2000          | Liga de Fútbol del Neuquén               |                |
| Club Sol de Mayo                                             | Viedma                              | Río Negro           | Estadio sin nombre                       | 5000          | Liga Rionegrina de Fútbol                |                |
| Racing Club                                                  | Trelew                              | Chubut              | Cayetano Castro                          | 5000          | Liga de Fútbol Valle del Chubut          |                |
| Zona 2                                                       |                                     |                     |                                          |               |                                          |                |
| Centro Deportivo Sarmiento                                   | Coronel Suárez                      | Buenos Aires        | Juan Emilio Bove                         | 4000          | Liga Regional de fútbol                  |                |
| Club Atlético Kimberley                                      | Mar del Plata                       | Buenos Aires        | José Antonio Valle José María Minella    | 4000 35 354   | Liga Marplatense de fútbol               |                |
| Club Atlético Liniers                                        | Bahía Blanca                        | Buenos Aires        | Alejandro Pérez                          | 12 000        | Liga del Sur                             |                |
| Club Atlético Sansinena Social y Deportivo                   | General Cerri                       | Buenos Aires        | Luis Molina                              | 4000          | Liga del Sur                             |                |
| Club Atlético Sarmiento                                      | Ayacucho                            | Buenos Aires        | Municipal Dr. José Antonio Barbieri      | 3000          | Liga Ayacuchense de fútbol               |                |
| Club Bella Vista                                             | Bahía Blanca                        | Buenos Aires        | Ignacio Nicolás                          | 4000          | Liga del Sur                             |                |
| Club Cívico Social Recreativo y Deportivo América            | General Pirán                       | Buenos Aires        | Don Bosco                                | 1000          | Liga Maipuense de fútbol                 |                |
| Club Social y Deportivo Defensores de Valeria del Mar        | Valeria del Mar                     | Buenos Aires        | Francisco Alcuaz                         | 8000          | Liga Madariaguense de fútbol             |                |
| Club Villa Mitre                                             | Bahía Blanca                        | Buenos Aires        | El Fortín                                | 6000          | Liga del Sur                             |                |
| Fútbol Club Ferro Carril Sud                                 | Olavarría                           | Buenos Aires        | Domingo Colasurdo                        | 2000          | Liga de Fútbol de Olavarría              |                |
| Fútbol Club Tres Algarrobos                                  | Tres Algarrobos                     | Buenos Aires        | Pedro Tártara                            | 7000          | Liga de fútbol del Oeste                 |                |
| Racing Athletic Club                                         | Olavarría                           | Buenos Aires        | José Buglione Martinese                  | 12 000        | Liga de Fútbol de Olavarría              |                |
| Zona 3                                                       |                                     | Buenos Aires        |                                          |               |                                          |                |
| Bragado Club y Biblioteca Pública                            | Bragado                             | Buenos Aires        | Municipal de Bragado                     | 1000          | Liga Bragadense de fútbol                |                |
| Club Agropecuario Argentino                                  | Carlos Casares                      | Buenos Aires        | De la Calle Carlos Arroyo                | 5000          | Liga Casarense de Fútbol                 |                |
| Club Atlético Argentinos                                     | Veinticinco de Mayo                 | Buenos Aires        | Estadio sin nombre                       | 3000          | Liga Veinticinqueña de fútbol            |                |
| Club Atlético El Linqueño                                    | Lincoln                             | Buenos Aires        | Leonardo Costa                           | 6000          | Liga Amateur de Deportes                 |                |
| Club Atlético Juventud                                       | Pergamino                           | Buenos Aires        | Carlos Raúl Grondona                     | 7000          | Liga de Fútbol de Pergamino              |                |
| Club Atlético Once Tigres                                    | 9 de Julio                          | Buenos Aires        | Abel Del Fabro                           | 3000          | Liga Nuevejuliense de fútbol             |                |
| Club Atlético Social y Deportivo Camioneros                  | General Rodríguez                   | Buenos Aires        | Hugo Moyano                              | 2000          | Liga Lujanense de fútbol                 |                |
| Club Atlético Sportsman                                      | Carmen de Areco                     | Buenos Aires        | Municipal de Carmen de Areco             | -             | Liga de fútbol de Arrecifes              |                |
| Club Everton                                                 | La Plata                            | Buenos Aires        | Predio de 7 y 629                        | 2500          | Liga Amateur Platense de fútbol          |                |
| Club Social y Deportivo Ferrocarril Nacional General Roca    | Las Flores                          | Buenos Aires        | Estadio sin nombre                       | 3000          | Liga de fútbol de Las Flores             |                |
| Club Football Jorge Newbery                                  | Junín                               | Buenos Aires        | Parque General San Martín                | 6000          | Liga Deportiva del Oeste                 |                |
| Club Rivadavia                                               | Lincoln                             | Buenos Aires        | El Coliseo                               | 10 000        | Liga Deportiva del Oeste                 |                |
| Zona 4                                                       |                                     |                     |                                          |               |                                          |                |
| Club Atlético Aprendices Casildenses                         | Casilda                             | Santa Fe            | Estadio sin nombre                       | 3500          | Liga Casildense de Fútbol                |                |
| Club Atlético Coronel Aguirre                                | Villa Gobernador Gálvez             | Santa Fe            | Estadio sin nombre                       | 12 000        | Asociación Rosarina de Fútbol            |                |
| / Club Social y Deportivo Obrero                             | Pilar                               | Buenos Aires        | Municipal de Pilar                       | 10 000        | Liga Escobarense de fútbol               |                |
| Club Belgrano                                                | San Nicolás                         | Buenos Aires        | Fortunato Bonelli                        | 3500          | Liga Nicoleña de fútbol                  |                |
| Club Defensores de Salto                                     | Salto                               | Buenos Aires        | Carlos Testa                             | 7500          | Liga de Fútbol de Salto                  |                |
| Club Social y Deportivo La Emilia                            | La Emilia                           | Buenos Aires        | Jacinto López                            | 6000          | Liga Nicoleña de Fútbol                  |                |
| Club Sportivo Baradero                                       | Baradero                            | Buenos Aires        | Estadio sin nombre                       | 1200          | Liga de fútbol de Baradero               |                |
| Club Sportivo Bernardino Rivadavia                           | Venado Tuerto                       | Santa Fe            | El Coloso de Calle Sarmiento             | 6000          | Liga Venadense de Fútbol                 |                |
| Club Sports Salto                                            | Salto                               | Buenos Aires        | Esteban Chiari                           | 7500          | Liga de Fútbol de Salto                  |                |
| General Rojo Unión Deportiva                                 | General Rojo                        | Buenos Aires        | José Natta                               | 2000          | Liga Nicoleña de Fútbol                  |                |
| Polideportivo Puerto General San Martín                      | Puerto General San Martín           | Santa Fe            | Polideportivo Municipal                  | 1000          | Liga Regional Sanlorencina de Fútbol     |                |
| Zona 5                                                       |                                     | Santa Fe            |                                          |               |                                          |                |
| Club Atlético 9 de Julio                                     | Rafaela                             | Santa Fe            | Germán Solterman                         | 8000          | Liga Rafaelina de Fútbol                 |                |
| Club Atlético Belgrano                                       | Paraná                              | Entre Ríos          | Nuevo Mondonguero                        | 3000          | Liga Paranaense de Fútbol                |                |
| Club Atlético Colegiales                                     | Concordia                           | Entre Ríos          | Parque Mitre                             | 5000          | Liga Concordiense de Fútbol              |                |
| Club Atlético Libertad                                       | Concordia                           | Entre Ríos          | Parque Mitre                             | 5000          | Liga Concordiense de Fútbol              |                |
| Club Atlético Uruguay                                        | Concepción del Uruguay              | Entre Ríos          | Simón Luciano Plazaola                   | 12 000        | Liga de Fútbol de Concepción del Uruguay |                |
| Club Defensores de Pronunciamiento                           | Pronunciamiento                     | Entre Ríos          | Delio Cardozo                            | 2000          | Liga Departamental de Colón              |                |
| Club La Salle Jobson                                         | Santa Fe                            | Santa Fe            | Juan Richard de Cabaña Leiva             | 1000          | Liga Santafesina de Fútbol               |                |
| Club Sanjustino                                              | San Justo                           | Santa Fe            | Estadio sin nombre                       | 3000          | Liga Santafesina de Fútbol               |                |
| Club Social y Deportivo Achirense                            | Colón                               | Entre Ríos          | Guillermo Bonnín                         | 1000          | Liga Departamental de Colón              |                |
| Club Sportivo Ben Hur                                        | Rafaela                             | Santa Fe            | Parque                                   | 13 000        | Liga Rafaelina de Fútbol                 |                |
| Viale Foot-Ball Club                                         | Viale                               | Entre Ríos          | Estadio sin nombre                       | 1000          | Liga de Paraná Campaña                   |                |
| Zona 6                                                       |                                     |                     |                                          |               |                                          |                |
| Asociación Ex Alumnos Escuela N°185                          | Oberá                               | Misiones            | Lobo Fischer                             | 8000          | Liga Regional Obereña de Fútbol          |                |
| Club Atlético Adelante                                       | Reconquista                         | Santa Fe            | Parque Rojo                              | 6000          | Liga Reconquistense de Fútbol            |                |
| Club Atlético Independiente Fontana                          | Formosa                             | Formosa             | Club Chacra 8 Antonio Romero             | 500 23 000    | Liga Formoseña de Fútbol                 |                |
| Club Atlético Ocampo Fábrica                                 | Villa Ocampo                        | Santa Fe            | Estadio sin nombre                       | 4000          | Liga Ocampense de fútbol                 |                |
| Club Atlético Resistencia Central                            | Resistencia                         | Chaco               | Estadio sin nombre                       | 1500          | Liga Chaqueña de Fútbol                  |                |
| Club Atlético Sportivo                                       | Presidencia Roque Sáenz Peña        | Chaco               | Del Decano                               | 5000          | Liga Saenzpeñense de fútbol              |                |
| Club Deportivo Jorge Gibson Brown                            | Posadas                             | Misiones            | Estadio sin nombre                       | 1500          | Liga Posadeña de Fútbol                  |                |
| Club Social y Deportivo Fontana                              | Fontana                             | Chaco               | Juan Alberto García Centenario           | 20 000 25 000 | Liga Chaqueña de Fútbol                  |                |
| Ferroviario Corrientes Fútbol Club                           | Corrientes                          | Corrientes          | Juan Carlos Vallejos                     | 5000          | Liga Correntina de Fútbol                |                |
| Club Sportivo General San Martín                             | Formosa                             | Formosa             | Antonio Romero                           | 23 000        | Liga Formoseña de Fútbol                 |                |
| Huracán Football Club                                        | Goya                                | Corrientes          | Ramón Cacique Oviedo                     | 6000          | Liga Goyana de Fútbol                    |                |
| Zona 7                                                       |                                     |                     |                                          |               |                                          |                |
| Asociación de Tiro y Deportes Río Grande                     | La Mendieta                         | Jujuy               | Raúl René Romero                         | 1800          | Liga Regional Jujeña                     |                |
| Centro Cultural y Deportivo Ingeniero Herminio Arrieta       | Libertador General San Martín       | Jujuy               | Monumental del Barrio Norte              | 10 000        | Liga Jujeña de Fútbol                    |                |
| Club Atlético Central Norte                                  | Salta                               | Salta               | Dr. Luis Güemes Padre Ernesto Martearena | 4000 20 408   | Liga Salteña de Fútbol                   |                |
| Club Atlético Chicoana                                       | Chicoana                            | Salta               | Roberto Raúl Robles                      | 3000          | Liga Tabacalera Chicoana                 |                |
| Club Atlético Independiente                                  | Hipólito Yrigoyen                   | Salta               | Julio Verna Orquera                      | 4500          | Liga Regional de Fútbol de Bermejo       |                |
| Club Atlético Mitre                                          | Salta                               | Salta               | Miguel Pascual Soler                     | 4000          | Liga Salteña de Fútbol                   |                |
| Club Atlético Monterrico San Vicente                         | Monterrico                          | Jujuy               | Antonio Berruezo                         | 3500          | Liga Departamental de El Carmen          |                |
| Club Atlético Pellegrini                                     | Salta                               | Salta               | Municipal de Salta                       | 3500          | Liga Salteña de Fútbol                   |                |
| Club Atlético Talleres                                       | Perico                              | Jujuy               | Doctor Plinio Zabala                     | 5000          | Liga Jujeña de Fútbol                    |                |
| Club Camioneros Argentinos del Norte                         | Salta                               | Salta               | Fray Honorato Pistoia                    | 8000          | Liga Salteña de Fútbol                   |                |
| Club Deportivo Tabacal                                       | El Tabacal                          | Salta               | Estadio sin nombre                       | 6000          | Liga Regional de Fútbol de Bermejo       |                |
| Club Sociedad de Tiro y Gimnasia                             | San Pedro                           | Jujuy               | Estadio sin nombre                       | 5000          | Liga Regional Jujeña                     |                |
| Zona 8                                                       |                                     |                     |                                          |               |                                          |                |
| Club Atlético Concepción                                     | Banda del Río Salí                  | Tucumán             | Ingeniero José María Paz                 | 15 000        | Liga Tucumana de Fútbol                  |                |
| Club Atlético Güemes                                         | Santiago del Estero                 | Santiago del Estero | Arturo Miranda                           | 2000          | Liga Santiagueña de Fútbol               |                |
| Club Atlético Sarmiento                                      | La Banda                            | Santiago del Estero | Ciudad de La Banda                       | 8000          | Liga Santiagueña de Fútbol               |                |
| Club Atlético Unión Santiago                                 | Santiago del Estero                 | Santiago del Estero | Estadio sin nombre                       | 5000          | Liga Santiagueña de Fútbol               |                |
| Club Comercio Central Unidos                                 | Santiago del Estero                 | Santiago del Estero | Raúl Adolfo Seijas                       | 1000          | Liga Santiagueña de Fútbol               |                |
| Club Deportivo Comercio                                      | Santa Sylvina                       | Chaco               | Estadio sin nombre                       | 5000          | Asociación de fútbol del Oeste Chaqueño  |                |
| Club San Carlos                                              | La Escondida                        | Chaco               | Barrio Centro                            | 3000          | Liga Regional de fútbol                  |                |
| Club Sportivo Guzmán                                         | Tucumán                             | Tucumán             | Estadio sin nombre                       | 7155          | Liga Tucumana de Fútbol                  |                |
| Club Sportivo Juventud Unida                                 | Charata                             | Chaco               | Coliseo Rojo                             | 3000          | Liga de Fútbol del Noroeste Chaqueño     |                |
| Instituto Deportivo Santiago                                 | Santiago del Estero                 | Santiago del Estero | Raúl Adolfo Seijas                       | 1000          | Liga Santiagueña de Fútbol               |                |
| Zona 9                                                       |                                     |                     |                                          |               |                                          |                |
| Club Atlético Almirante Brown                                | Lules                               | Tucumán             | Estadio sin nombre                       | 9000          | Liga Tucumana de Fútbol                  |                |
| Club Atlético Amalia                                         | Villa Amalia                        | Tucumán             | Independencia de Tucumán                 | 3000          | Liga Tucumana de Fútbol                  |                |
| Club Atlético Famaillá                                       | San Miguel de Tucumán               | Tucumán             | Ricardo Enrique Bochini                  | 5000          | Liga Tucumana de Fútbol                  |                |
| Club Atlético Policial                                       | San Fernando del Valle de Catamarca | Catamarca           | Bicentenario Ciudad de Catamarca         | 20 000        | Liga Catamarqueña de Fútbol              |                |
| Club Atlético Progreso                                       | Rosario de la Frontera              | Salta               | Municipal Rosario de la Frontera         | 2500          | Liga de Rosario de la Frontera           |                |
| Club Atlético Talleres                                       | Frías                               | Santiago del Estero | Manuel Misael Castellanos                | 8000          | Liga Cultural de Fútbol de Frías         |                |
| Club Deportivo Aguilares                                     | Aguilares                           | Tucumán             | Agustín Fernández                        | 12 000        | Liga Tucumana de Fútbol                  |                |
| Club Social y Deportivo Lastenia                             | Lastenia                            | Tucumán             | Segundo 'Saitilla' Reynoso               | 1500          | Liga Tucumana de Fútbol                  |                |
| Club Sportivo Bella Vista                                    | Bella Vista                         | Tucumán             | De Las Palmeras                          | 10 000        | Liga Tucumana de Fútbol                  |                |
| Club Sportivo Villa Cubas                                    | San Fernando del Valle de Catamarca | Catamarca           | Bicentenario Ciudad de Catamarca         | 20 000        | Liga Catamarqueña de Fútbol              |                |
| Zona 10                                                      |                                     |                     |                                          |               |                                          |                |
| Club Atenas de Pocito                                        | La Rinconada                        | San Juan            | Estadio sin nombre                       | 2000          | Liga Sanjuanina de Fútbol                |                |
| Club Atlético Colón Juniors                                  | San Juan                            | San Juan            | Dr. Jorge R. Barassi                     | 4000          | Liga Sanjuanina de Fútbol                |                |
| Club Atlético de la Juventud Alianza                         | Santa Lucía                         | San Juan            | Centenario                               | 15 000        | Liga Sanjuanina de Fútbol                |                |
| Club Atlético Independiente de Villa Obrera                  | Villa Obrera                        | San Juan            | La Boutique                              | 7000          | Liga Sanjuanina de Fútbol                |                |
| Club Atlético Trinidad                                       | San Juan                            | San Juan            | El Templo                                | 15 000        | Liga Sanjuanina de Fútbol                |                |
| Club Empleados de Comercio                                   | Guaymallén                          | Mendoza             | Padre Gagliardi                          | 5000          | Liga Mendocina de Fútbol                 |                |
| Club Sportivo Desamparados                                   | San Juan                            | San Juan            | El Serpentario                           | 12 000        | Liga Sanjuanina de Fútbol                |                |
| Club Sportivo Juan Bautista Del Bono                         | Rivadavia                           | San Juan            | Juan Bautista del Bono                   | 5000          | Liga Sanjuanina de Fútbol                |                |
| Club Sportivo Peñarol                                        | Chimbas                             | San Juan            | Ramón Pablo Rojas                        | 4000          | Liga Sanjuanina de Fútbol                |                |
| Club Sportivo San Martín Iglesia                             | Rodeo                               | San Juan            | Ingelmo Nicolás Blázquez                 | 10 000        | Liga Iglesiana de Fútbol                 |                |
| Luján Sport Club                                             | Luján de Cuyo                       | Mendoza             | Jardín del Bajo                          | 8000          | Liga Mendocina de Fútbol                 |                |
| Zona 11                                                      |                                     | Mendoza             |                                          |               |                                          |                |
| Andes Foot-Ball Club                                         | General Alvear                      | Mendoza             | Alfredo Laiseca García                   | 9800          | Liga Alvearense de Fútbol                |                |
| Atlético Club San Martín                                     | San Martín                          | Mendoza             | General José de San Martín               | 8782          | Liga Mendocina de Fútbol                 |                |
| Club Atlético Argentino                                      | San José                            | Mendoza             | Ingeniero Mauricio Serra                 | 15 000        | Liga Mendocina de Fútbol                 |                |
| Club Atlético Huracán Las Heras                              | Las Heras                           | Mendoza             | General San Martín                       | 10 000        | Liga Mendocina de Fútbol                 |                |
| Club Atlético Palmira                                        | Palmira                             | Mendoza             | José Castro                              | 5000          | Liga Mendocina de Fútbol                 |                |
| Club Deportivo y Social Guaymallén                           | Guaymallén                          | Mendoza             | Hugo Pedro Alastra                       | 5100          | Liga Mendocina de Fútbol                 |                |
| Club Huracán                                                 | San Rafael                          | Mendoza             | Pretel hermanos                          | 10 000        | Liga Sanrafaelina de Fútbol              |                |
| Club Jorge Newbery                                           | Villa Mercedes                      | San Luis            | Osvaldo Centioni                         | 7500          | Liga de Fútbol de Villa Mercedes         |                |
| Club Social y Deportivo Montecaseros                         | San Martín                          | Mendoza             | Estadio sin nombre                       | 3000          | Liga Rivadaviense de Fútbol              |                |
| Club Sportivo Balloffet                                      | San Rafael                          | Mendoza             | Estadio sin nombre                       | 2000          | Liga Sanrafaelina de Fútbol              |                |
| Sport Club Pacífico                                          | General Alvear                      | Mendoza             | El Coliseo                               | 7000          | Liga Alvearense de Fútbol                |                |
| Zona 12                                                      |                                     |                     |                                          |               |                                          |                |
| Alianza Coronel Moldes                                       | Coronel Moldes                      | Córdoba             | Coliseo Azul-grana                       | 4000          | Liga Regional de fútbol de Río Cuarto    |                |
| Asociación Atlética Estudiantes                              | Río Cuarto                          | Córdoba             | Ciudad de Río Cuarto                     | 15 000        | Liga Regional de fútbol de Río Cuarto    |                |
| Asociación Mutual del Club Tiro Federal y Deportivo Morteros | Morteros                            | Córdoba             | Bautista Monetti                         | 5500          | Liga Regional de Fútbol San Francisco    |                |
| Club Atlético Aeronáutico Biblioteca y Mutual Sarmiento      | Leones                              | Córdoba             | La Calderita                             | 3200          | Liga Bellvillense de Fútbol              |                |
| Club Atlético Alumni                                         | Villa María                         | Córdoba             | Plaza Ocampo                             | 7000          | Liga Villamariense de Fútbol             |                |
| Club Atlético Argentino Peñarol                              | Córdoba                             | Córdoba             | El Trampero                              | 4000          | Liga Cordobesa de Fútbol                 |                |
| Club Atlético General Paz Juniors                            | Córdoba                             | Córdoba             | General Paz Juniors                      | 15 200        | Liga Cordobesa de Fútbol                 |                |
| Club Atlético Las Palmas                                     | Córdoba                             | Córdoba             | Avenida Ramón García Martínez            | 5000          | Liga Cordobesa de Fútbol                 |                |
| Club Atlético Racing                                         | Córdoba                             | Córdoba             | Miguel Sancho                            | 18 000        | Liga Cordobesa de Fútbol                 |                |
| Club Atlético San Jorge                                      | San Jorge                           | Santa Fe            | Parque 23 de Junio                       | 4000          | Liga Departamental de fútbol San Martín  |                |
| Club Sportivo y Biblioteca Atenas                            | Río Cuarto                          | Córdoba             | 9 de Julio                               | 6000          | Liga Regional de fútbol de Río Cuarto    |                |

### Distribución geográfica
| Región                   | Cant. | Equipos |
| ------------------------ | ----- | --- |
| Interior de Buenos Aires | 31    | Agropecuario, América (GP), Argentinos (VdM), Atlético Pilar/Social Obrero, Belgrano (SN), Bella Vista (BB), Bragado Club, Defensores de Salto, Defensores de Valeria del Mar, Deportivo Patagones, El Linqueño, Everton, FC Tres Algarrobos, Ferro (O), Ferrocarril Roca (LF), General Rojo, Jorge Newbery (J), Juventud (P), Kimberley, La Emilia, Liniers (BB), Once Tigres, Racing (O), Rivadavia (L), Sansinena, Sarmiento (A), Sarmiento (CS), Sportivo Baradero, Sports Salto, Sportsman y Villa Mitre. |
| Mendoza                  | 12    | Andes FBC, Atlético Argentino (M), Atlético Palmira, Deportivo Guaymallén, Deportivo Montecaseros, Empleados de Comercio, Huracán Las Heras, Huracán (SR), Luján SC, Pacífico, San Martín (M) y Sportivo Balloffet. |
| Santa Fe                 | 11    | 9 de Julio (R), Aprendices Casildenses, Atlético Adelante, Ben Hur, Coronel Aguirre, La Salle Jobson, Ocampo Fábrica, Puerto General San Martín, Sanjustino, San Jorge (SF) y Sportivo Rivadavia (VT). |
| Córdoba                  | 10    | Alianza (CM), Alumni (VM), Argentino Peñarol, Atenas (RC), Estudiantes (RC), General Paz Juniors, Las Palmas, Racing (C), Sarmiento (L) y Tiro Federal (M). |
| San Juan                 | 9     | Atenas de Pocito, Atlético Trinidad, Colón Juniors, Desamparados, Independiente Villa Obrera, Juventud Alianza, San Martín (R), Sportivo Del Bono y Sportivo Peñarol (C). |
| Salta                    | 8     | Atlético Chicoana, Atlético Pellegrini (S), Camioneros Argentinos del Norte, Central Norte (S), Deportivo Tabacal, Independiente (HY), Mitre (S) y Progreso (RdlF). |
| Tucumán                  | 8     | Almirante Brown (L), Atlético Amalia, Atlético Concepción, Atlético Famaillá, Bella Vista (T), Deportivo Aguilares, Deportivo Lastenia y Sportivo Guzmán. |
| Entre Ríos               | 7     | Atlético Uruguay, Belgrano (P), Colegiales (C), Defensores de Pronunciamiento, Deportivo Achirense, Libertad (C) y Viale FBC. |
| Chaco                    | 6     | Comercio (SS), Deportivo Fontana, Juventud Unida (C), Resistencia Central, San Carlos (LE) y Sportivo (PRSP). |
| Santiago del Estero      | 6     | Comercio Central Unidos, Güemes (SdE), Instituto Santiago, Sarmiento (LB), Talleres (F) y Unión Santiago. |
| Jujuy                    | 5     | Herminio Arrieta, Monterrico San Vicente, Río Grande, Talleres (P) y Tiro y Gimnasia. |
| Chubut                   | 4     | Belgrano (E), Germinal, Huracán (CR) y Racing (T). |
| Río Negro                | 3     | Cruz del Sur, Independiente (RC) y Sol de Mayo. |
| Catamarca                | 2     | Atlético Policial y Villa Cubas. |
| Corrientes               | 2     | Ferroviario y Huracán (G). |
| Formosa                  | 2     | Independiente Fontana y San Martín (F). |
| Misiones                 | 2     | Ex Alumnos Escuela N°185 y Jorge Gibson Brown. |
| Neuquén                  | 2     | Maronese y Petrolero Argentino. |
| Conurbano bonaerense     | 1     | Atlético Camioneros. |
| La Pampa                 | 1     | Deportivo 25 de Mayo (LP). |
| San Luis                 | 1     | Jorge Newbery (VM). |
| Santa Cruz               | 1     | Boxing Club. |
| Total                    | 134   | |

## Fase Clasificatoria

### Primera fase

#### Zona 1

##### Tabla de posiciones final
| Pos  | Equipo                          | Pts | PJ | PG | PE | PP | GF | GC | Dif |
| ---- | ------------------------------- | --- | -- | -- | -- | -- | -- | -- | --- |
| 1.º  | Germinal                        | 42  | 20 | 13 | 3  | 4  | 36 | 12 | 24  |
| 2.º  | Huracán (Comodoro Rivadavia)    | 37  | 20 | 11 | 4  | 5  | 36 | 18 | 18  |
| 3.º  | Boxing Club                     | 34  | 20 | 9  | 7  | 4  | 25 | 14 | 11  |
| 4.º  | Cruz del Sur (Bariloche)        | 33  | 20 | 9  | 6  | 5  | 26 | 23 | 3   |
| 5.º  | Sol de Mayo 1                   | 32  | 20 | 9  | 5  | 6  | 29 | 27 | 2   |
| 6.º  | Racing (Trelew) 1               | 32  | 20 | 9  | 5  | 6  | 29 | 19 | 10  |
| 7.º  | Deportivo 25 de Mayo (La Pampa) | 28  | 20 | 7  | 7  | 6  | 20 | 22 | -2  |
| 8.º  | Independiente (Río Colorado)    | 25  | 20 | 7  | 4  | 9  | 24 | 32 | -8  |
| 9.º  | Deportivo Patagones             | 21  | 20 | 6  | 3  | 11 | 26 | 38 | -12 |
| 10.º | Belgrano (Esquel)               | 11  | 20 | 1  | 8  | 11 | 14 | 35 | -21 |
| 11.º | Maronese                        | 9   | 20 | 3  | 0  | 17 | 19 | 44 | -25 |
| 12.º | Petrolero Argentino 2           | -   | -  | -  | -  | -  | -  | -  | -   |

|  | Clasificaron a la segunda fase del torneo. |
|  | Descendieron al Federal C 2016.            |

1: Sol de Mayo supera a Racing (Trelew) en la tabla de posiciones al haber ganado ambos encuentros disputados entre ellos. Ante igualdad de puntos al definir la clasificación a la siguiente fase del torneo se utiliza el sistema olímpico.

2: El equipo renunció a su plaza, por lo que automáticamente descendió de categoría.

##### Resultados
| Belgrano (E)        | 1 - 2 | Cruz del Sur (B)          |
| Huracán (CR)        | 2 - 2 | Deportivo 25 de Mayo (LP) |
| Racing (T)          | 0 - 1 | Germinal                  |
| Sol de Mayo         | 1 - 0 | Deportivo Patagones       |
| Independiente (RC)  | 0 - 0 | Boxing Club               |
| Petrolero Argentino | -     | Maronese                  |

| Huracán (CR)              | 2 - 0 | Belgrano (E)        |
| Deportivo Patagones       | 2 - 1 | Cruz del Sur (B)    |
| Deportivo 25 de Mayo (LP) | 1 - 1 | Racing (T)          |
| Boxing Club               | 2 - 0 | Sol de Mayo         |
| Maronese                  | 1 - 2 | Independiente (RC)  |
| Germinal                  | -     | Petrolero Argentino |

| Sol de Mayo         | 3 - 2 | Maronese                  |
| Cruz del Sur (B)    | 0 - 0 | Boxing Club               |
| Racing (T)          | 1 - 0 | Huracán (CR)              |
| Belgrano (E)        | 0 - 0 | Deportivo Patagones       |
| Independiente (RC)  | 1 - 1 | Germinal                  |
| Petrolero Argentino | -     | Deportivo 25 de Mayo (LP) |

| Racing (T)                | 5 - 0 | Belgrano (E)        |
| Maronese                  | 1 - 2 | Cruz del Sur (B)    |
| Boxing Club               | 2 - 0 | Deportivo Patagones |
| Germinal                  | 5 - 1 | Sol de Mayo         |
| Deportivo 25 de Mayo (LP) | 1 - 0 | Independiente (RC)  |
| Huracán (CR)              | -     | Petrolero Argentino |

| Belgrano (E)        | 0 - 0 | Boxing Club               |
| Sol de Mayo         | 2 - 4 | Deportivo 25 de Mayo (LP) |
| Deportivo Patagones | 2 - 0 | Maronese                  |
| Cruz del Sur (B)    | 0 - 4 | Germinal                  |
| Independiente (RC)  | 0 - 3 | Huracán (CR)              |
| Petrolero Argentino | -     | Racing (T)                |

| Deportivo 25 de Mayo (LP) | 0 - 0 | Cruz del Sur (B)    |
| Maronese                  | 0 - 3 | Boxing Club         |
| Racing (T)                | 2 - 0 | Independiente (RC)  |
| Huracán (CR)              | 2 - 2 | Sol de Mayo         |
| Germinal                  | 3 - 1 | Deportivo Patagones |
| Petrolero Argentino       | -     | Belgrano (E)        |

| Boxing Club         | 0 - 1 | Germinal                  |
| Belgrano (E)        | 4 - 2 | Maronese                  |
| Deportivo Patagones | 3 - 1 | Deportivo 25 de Mayo (LP) |
| Sol de Mayo         | 3 - 2 | Racing (T)                |
| Cruz del Sur (B)    | 2 - 1 | Huracán (CR)              |
| Independiente (RC)  | -     | Petrolero Argentino       |

| Germinal                  | 2 - 1 | Maronese            |
| Racing (T)                | 2 - 0 | Cruz del Sur (B)    |
| Huracán (CR)              | 1 - 0 | Deportivo Patagones |
| Deportivo 25 de Mayo (LP) | 0 - 0 | Boxing Club         |
| Independiente (RC)        | 2 - 2 | Belgrano (E)        |
| Petrolero Argentino       | -     | Sol de Mayo         |

| Belgrano (E)        | 0 - 1 | Germinal                  |
| Maronese            | 1 - 2 | Deportivo 25 de Mayo (LP) |
| Boxing Club         | 1 - 0 | Huracán (CR)              |
| Sol de Mayo         | 0 - 0 | Independiente (RC)        |
| Deportivo Patagones | 2 - 0 | Racing (T)                |
| Cruz del Sur (B)    | -     | Petrolero Argentino       |

| Racing (T)                | 3 - 1 | Boxing Club         |
| Huracán (CR)              | 4 - 1 | Maronese            |
| Independiente (RC)        | 1 - 2 | Cruz del Sur (B)    |
| Sol de Mayo               | 0 - 0 | Belgrano (E)        |
| Deportivo 25 de Mayo (LP) | 0 - 5 | Germinal            |
| Petrolero Argentino       | -     | Deportivo Patagones |

| Maronese            | 0 - 2 | Racing (T)                |
| Deportivo Patagones | 3 - 1 | Independiente (RC)        |
| Belgrano (E)        | 1 - 1 | Deportivo 25 de Mayo (LP) |
| Germinal            | 0 - 1 | Huracán (CR)              |
| Cruz del Sur (B)    | 2 - 1 | Sol de Mayo               |
| Boxing Club         | -     | Petrolero Argentino       |

| Boxing Club               | 2 - 1 | Independiente (RC)  |
| Cruz del Sur (B)          | 2 - 2 | Belgrano (E)        |
| Germinal                  | 0 - 0 | Racing (T)          |
| Deportivo 25 de Mayo (LP) | 0 - 0 | Huracán (CR)        |
| Deportivo Patagones       | 0 - 2 | Sol de Mayo         |
| Maronese                  | -     | Petrolero Argentino |

| Racing (T)          | 2 - 1 | Deportivo 25 de Mayo (LP) |
| Belgrano (E)        | 1 - 2 | Huracán (CR)              |
| Sol de Mayo         | 1 - 1 | Boxing Club               |
| Independiente (RC)  | 2 - 0 | Maronese                  |
| Cruz del Sur (B)    | 3 - 1 | Deportivo Patagones       |
| Petrolero Argentino | -     | Germinal                  |

| Germinal                  | 4 - 1 | Independiente (RC)  |
| Deportivo Patagones       | 4 - 1 | Belgrano (E)        |
| Huracán (CR)              | 1 - 1 | Racing (T)          |
| Boxing Club               | 0 - 0 | Cruz del Sur (B)    |
| Maronese                  | 0 - 1 | Sol de Mayo         |
| Deportivo 25 de Mayo (LP) | -     | Petrolero Argentino |

| Cruz del Sur (B)    | 2 - 0 | Maronese                  |
| Deportivo Patagones | 1 - 1 | Boxing Club               |
| Sol de Mayo         | 0 - 1 | Germinal                  |
| Belgrano (E)        | 1 - 1 | Racing (T)                |
| Independiente (RC)  | 1 - 0 | Deportivo 25 de Mayo (LP) |
| Petrolero Argentino | -     | Huracán (CR)              |

| Boxing Club               | 2 - 1 | Belgrano (E)        |
| Huracán (CR)              | 5 - 0 | Independiente (RC)  |
| Germinal                  | 2 - 0 | Cruz del Sur (B)    |
| Deportivo 25 de Mayo (LP) | 0 - 1 | Sol de Mayo         |
| Maronese                  | 5 - 3 | Deportivo Patagones |
| Racing (T)                | -     | Petrolero Argentino |

| Boxing Club         | 2 - 1 | Maronese                  |
| Sol de Mayo         | 3 - 1 | Huracán (CR)              |
| Cruz del Sur (B)    | 0 - 1 | Deportivo 25 de Mayo (LP) |
| Deportivo Patagones | 1 - 1 | Germinal                  |
| Independiente (RC)  | 2 - 0 | Racing (T)                |
| Belgrano (E)        | -     | Petrolero Argentino       |

| Maronese                  | 2 - 0 | Belgrano (E)        |
| Germinal                  | 3 - 1 | Boxing Club         |
| Huracán (CR)              | 0 - 1 | Cruz del Sur (B)    |
| Racing (T)                | 1 - 2 | Sol de Mayo         |
| Deportivo 25 de Mayo (LP) | 3 - 0 | Deportivo Patagones |
| Petrolero Argentino       | -     | Independiente (RC)  |

| Deportivo Patagones | 2 - 4 | Huracán (CR)              |
| Belgrano (E)        | 0 - 2 | Independiente (RC)        |
| Boxing Club         | 3 - 0 | Deportivo 25 de Mayo (LP) |
| Cruz del Sur (B)    | 1 - 1 | Racing (T)                |
| Maronese            | 2 - 0 | Germinal                  |
| Sol de Mayo         | -     | Petrolero Argentino       |

| Racing (T)                | 3 - 0 | Deportivo Patagones |
| Germinal                  | 2 - 0 | Belgrano (E)        |
| Deportivo 25 de Mayo (LP) | 2 - 0 | Maronese            |
| Huracán (CR)              | 2 - 1 | Boxing Club         |
| Independiente (RC)        | 2 - 1 | Sol de Mayo         |
| Petrolero Argentino       | -     | Cruz del Sur (B)    |

| Maronese            | 0 - 4 | Huracán (CR)              |
| Belgrano (E)        | 0 - 3 | Sol de Mayo               |
| Cruz del Sur (B)    | 4 - 1 | Independiente (RC)        |
| Germinal            | 0 - 1 | Deportivo 25 de Mayo (LP) |
| Boxing Club         | 3 - 0 | Racing (T)                |
| Deportivo Patagones | -     | Petrolero Argentino       |

| Deportivo 25 de Mayo (LP) | 0 - 0 | Belgrano (E)        |
| Racing (T)                | 2 - 0 | Maronese            |
| Sol de Mayo               | 2 - 2 | Cruz del Sur (B)    |
| Independiente (RC)        | 5 - 1 | Deportivo Patagones |
| Huracán (CR)              | 1 - 0 | Germinal            |
| Petrolero Argentino       | -     | Boxing Club         |

#### Zona 2

##### Tabla de posiciones final
| Pos  | Equipo                               | Pts | PJ | PG | PE | PP | GF | GC | Dif |
| ---- | ------------------------------------ | --- | -- | -- | -- | -- | -- | -- | --- |
| 1.º  | Sansinena                            | 56  | 22 | 18 | 2  | 2  | 50 | 16 | 34  |
| 2.º  | Liniers (Bahía Blanca)               | 49  | 22 | 15 | 4  | 3  | 38 | 16 | 22  |
| 3.º  | Villa Mitre                          | 43  | 22 | 13 | 4  | 5  | 46 | 18 | 28  |
| 4.º  | Kimberley                            | 43  | 22 | 12 | 7  | 3  | 25 | 12 | 13  |
| 5.º  | Sarmiento (Ayacucho)                 | 38  | 22 | 11 | 5  | 6  | 28 | 20 | 8   |
| 6.º  | América (General Pirán)              | 32  | 22 | 8  | 8  | 6  | 30 | 23 | 7   |
| 7.º  | Ferro Sud (Olavarría)                | 29  | 22 | 8  | 5  | 9  | 32 | 29 | 3   |
| 8.º  | Bella Vista (Bahía Blanca)           | 23  | 22 | 6  | 5  | 11 | 31 | 33 | -2  |
| 9.º  | Deportivo Sarmiento (Coronel Suárez) | 21  | 22 | 6  | 3  | 13 | 22 | 39 | -17 |
| 10.º | Racing (Olavarría)                   | 17  | 22 | 4  | 5  | 13 | 17 | 26 | -9  |
| 11.º | Defensores de Valeria del Mar        | 10  | 22 | 2  | 4  | 15 | 17 | 46 | -29 |
| 12.º | FC Tres Algarrobos                   | 7   | 22 | 2  | 1  | 19 | 11 | 69 | -58 |

|  | Clasificaron a la segunda fase del torneo. |
|  | Descendieron al Federal C 2016.            |

##### Resultados
| Liniers (BB)                  | 0 - 2 | Sansinena                |
| FC Tres Algarrobos            | 0 - 4 | América (GP)             |
| Defensores de Valeria del Mar | 3 - 3 | Sarmiento (A)            |
| Kimberley                     | 3 - 0 | Deportivo Sarmiento (CS) |
| Ferro Sud (O)                 | 1 - 0 | Racing (O)               |
| Bella Vista (BB)              | 2 - 0 | Villa Mitre              |

| FC Tres Algarrobos       | 1 - 3 | Defensores de Valeria del Mar |
| Racing (O)               | 1 - 1 | Bella Vista (BB)              |
| América (GP)             | 0 - 1 | Kimberley                     |
| Sansinena                | 1 - 0 | Sarmiento (A)                 |
| Deportivo Sarmiento (CS) | 1 - 0 | Ferro Sud (O)                 |
| Villa Mitre              | 0 - 2 | Liniers (BB)                  |

| Kimberley                     | 1 - 0 | FC Tres Algarrobos       |
| Bella Vista (BB)              | 2 - 3 | Deportivo Sarmiento (CS) |
| Ferro Sud (O)                 | 0 - 0 | América (GP)             |
| Sarmiento (A)                 | 1 - 0 | Villa Mitre              |
| Liniers (BB)                  | 2 - 0 | Racing (O)               |
| Defensores de Valeria del Mar | 0 - 1 | Sansinena                |

| FC Tres Algarrobos       | 0 - 5 | Ferro Sud (O)                 |
| Deportivo Sarmiento (CS) | 0 - 2 | Liniers (BB)                  |
| Kimberley                | 3 - 0 | Defensores de Valeria del Mar |
| Racing (O)               | 1 - 0 | Sarmiento (A)                 |
| América (GP)             | 3 - 2 | Bella Vista (BB)              |
| Villa Mitre              | 0 - 0 | Sansinena                     |

| Defensores de Valeria del Mar | 0 - 2 | Villa Mitre              |
| Sarmiento (A)                 | 2 - 1 | Deportivo Sarmiento (CS) |
| Ferro Sud (O)                 | 2 - 2 | Kimberley                |
| Sansinena                     | 3 - 2 | Racing (O)               |
| Bella Vista (BB)              | 5 - 1 | FC Tres Algarrobos       |
| Liniers (BB)                  | 1 - 0 | América (GP)             |

| FC Tres Algarrobos       | 0 - 2 | Liniers (BB)                  |
| Racing (O)               | 0 - 2 | Villa Mitre                   |
| Kimberley                | 1 - 0 | Bella Vista (BB)              |
| Deportivo Sarmiento (CS) | 0 - 1 | Sansinena                     |
| Ferro Sud (O)            | 0 - 0 | Defensores de Valeria del Mar |
| América (GP)             | 0 - 1 | Sarmiento (A)                 |

| Sarmiento (A)                 | 5 - 0 | FC Tres Algarrobos       |
| Defensores de Valeria del Mar | 1 - 1 | Racing (O)               |
| Villa Mitre                   | 3 - 0 | Deportivo Sarmiento (CS) |
| Bella Vista (BB)              | 2 - 4 | Ferro Sud (O)            |
| Liniers (BB)                  | 1 - 1 | Kimberley                |
| Sansinena                     | 5 - 0 | América (GP)             |

| FC Tres Algarrobos       | 1 - 5 | Sansinena                     |
| Kimberley                | 2 - 2 | Sarmiento (A)                 |
| América (GP)             | 1 - 1 | Villa Mitre                   |
| Deportivo Sarmiento (CS) | 1 - 1 | Racing (O)                    |
| Ferro Sud (O)            | 0 - 1 | Liniers (BB)                  |
| Bella Vista (BB)         | 1 - 1 | Defensores de Valeria del Mar |

| Liniers (BB)                  | 0 - 2 | Bella Vista (BB)         |
| Sarmiento (A)                 | 0 - 2 | Ferro Sud (O)            |
| Defensores de Valeria del Mar | 0 - 3 | Deportivo Sarmiento (CS) |
| Sansinena                     | 2 - 0 | Kimberley                |
| Villa Mitre                   | 8 - 0 | FC Tres Algarrobos       |
| Racing (O)                    | 0 - 2 | América (GP)             |

| Liniers (BB)       | 3 - 1 | Defensores de Valeria del Mar |
| Bella Vista (BB)   | 2 - 2 | Sarmiento (A)                 |
| FC Tres Algarrobos | 0 - 2 | Racing (O)                    |
| Kimberley          | 0 - 0 | Villa Mitre                   |
| América (GP)       | 1 - 1 | Deportivo Sarmiento (CS)      |
| Ferro Sud (O)      | 2 - 2 | Sansinena                     |

| Sansinena                     | 4 - 2 | Bella Vista (BB)   |
| Deportivo Sarmiento (CS)      | 2 - 0 | FC Tres Algarrobos |
| Villa Mitre                   | 3 - 1 | Ferro Sud (O)      |
| Racing (O)                    | 0 - 1 | Kimberley          |
| Defensores de Valeria del Mar | 1 - 3 | América (GP)       |
| Sarmiento (A)                 | 0 - 2 | Liniers (BB)       |

| América (GP)             | 4 - 1 | FC Tres Algarrobos            |
| Deportivo Sarmiento (CS) | 0 - 2 | Kimberley                     |
| Racing (O)               | 0 - 0 | Ferro Sud (O)                 |
| Sansinena                | 2 - 0 | Liniers (BB)                  |
| Villa Mitre              | 3 - 0 | Bella Vista (BB)              |
| Sarmiento (A)            | 1 - 0 | Defensores de Valeria del Mar |

| Kimberley                     | 0 - 0 | América (GP)             |
| Liniers (BB)                  | 3 - 2 | Villa Mitre              |
| Sarmiento (A)                 | 2 - 1 | Sansinena                |
| Bella Vista (BB)              | 1 - 0 | Racing (O)               |
| Defensores de Valeria del Mar | 0 - 1 | FC Tres Algarrobos       |
| Ferro Sud (O)                 | 4 - 0 | Deportivo Sarmiento (CS) |

| Villa Mitre              | 2 - 0 | Sarmiento (A)                 |
| FC Tres Algarrobos       | 0 - 1 | Kimberley                     |
| América (GP)             | 3 - 1 | Ferro Sud (O)                 |
| Deportivo Sarmiento (CS) | 1 - 1 | Bella Vista (BB)              |
| Sansinena                | 3 - 1 | Defensores de Valeria del Mar |
| Racing (O)               | 1 - 1 | Liniers (BB)                  |

| Bella Vista (BB)              | 0 - 1 | América (GP)             |
| Sansinena                     | 4 - 0 | Villa Mitre              |
| Sarmiento (A)                 | 2 - 0 | Racing (O)               |
| Ferro Sud (O)                 | 2 - 0 | FC Tres Algarrobos       |
| Liniers (BB)                  | 3 - 1 | Deportivo Sarmiento (CS) |
| Defensores de Valeria del Mar | 1 - 2 | Kimberley                |

| FC Tres Algarrobos       | 1 - 2 | Bella Vista (BB)              |
| Villa Mitre              | 2 - 1 | Defensores de Valeria del Mar |
| Kimberley                | 2 - 0 | Ferro Sud (O)                 |
| Deportivo Sarmiento (CS) | 0 - 3 | Sarmiento (A)                 |
| América (GP)             | 1 - 1 | Liniers (BB)                  |
| Racing (O)               | 0 - 1 | Sansinena                     |

| Defensores de Valeria del Mar | 0 - 2 | Ferro Sud (O)            |
| Bella Vista (BB)              | 0 - 0 | Kimberley                |
| Liniers (BB)                  | 4 - 0 | FC Tres Algarrobos       |
| Sansinena                     | 4 - 3 | Deportivo Sarmiento (CS) |
| Villa Mitre                   | 2 - 0 | Racing (O)               |
| Sarmiento (A)                 | 0 - 0 | América (GP)             |

| Kimberley                | 0 - 0 | Liniers (BB)                  |
| América (GP)             | 0 - 1 | Sansinena                     |
| Deportivo Sarmiento (CS) | 0 - 3 | Villa Mitre                   |
| Ferro Sud (O)            | 2 - 1 | Bella Vista (BB)              |
| Racing (O)               | 4 - 0 | Defensores de Valeria del Mar |
| FC Tres Algarrobos       | 1 - 1 | Sarmiento (A)                 |

| Sarmiento (A)                 | 1 - 0 | Kimberley                |
| Sansinena                     | 4 - 1 | FC Tres Algarrobos       |
| Liniers (BB)                  | 4 - 2 | Ferro Sud (O)            |
| Defensores de Valeria del Mar | 1 - 4 | Bella Vista (BB)         |
| Villa Mitre                   | 1 - 1 | América (GP)             |
| Racing (O)                    | 0 - 1 | Deportivo Sarmiento (CS) |

| FC Tres Algarrobos       | 0 - 5 | Villa Mitre                   |
| Deportivo Sarmiento (CS) | 2 - 0 | Defensores de Valeria del Mar |
| Kimberley                | 2 - 0 | Sansinena                     |
| Bella Vista (BB)         | 1 - 2 | Liniers (BB)                  |
| América (GP)             | 2 - 1 | Racing (O)                    |
| Ferro Sud (O)            | 0 - 1 | Sarmiento (A)                 |

| Villa Mitre                   | 3 - 0 | Kimberley          |
| Deportivo Sarmiento (CS)      | 1 - 1 | América (GP)       |
| Sansinena                     | 3 - 0 | Ferro Sud (O)      |
| Defensores de Valeria del Mar | 0 - 2 | Liniers (BB)       |
| Sarmiento (A)                 | 1 - 0 | Bella Vista (BB)   |
| Racing (O)                    | 3 - 1 | FC Tres Algarrobos |

| Bella Vista (BB)   | 0 - 1 | Sansinena                     |
| América (GP)       | 2 - 3 | Defensores de Valeria del Mar |
| Liniers (BB)       | 2 - 0 | Sarmiento (A)                 |
| FC Tres Algarrobos | 2 - 1 | Deportivo Sarmiento (CS)      |
| Kimberley          | 1 - 0 | Racing (O)                    |
| Ferro Sud (O)      | 2 - 4 | Villa Mitre                   |

#### Zona 3

##### Tabla de posiciones final
| Pos  | Equipo                           | Pts | PJ | PG | PE | PP | GF | GC | Dif |
| ---- | -------------------------------- | --- | -- | -- | -- | -- | -- | -- | --- |
| 1.º  | Rivadavia (Lincoln)              | 44  | 22 | 13 | 5  | 4  | 47 | 26 | 21  |
| 2.º  | Jorge Newbery (Junín)            | 37  | 22 | 10 | 7  | 5  | 25 | 17 | 8   |
| 3.º  | Atlético Camioneros              | 36  | 22 | 10 | 6  | 6  | 30 | 21 | 9   |
| 4.º  | Agropecuario                     | 34  | 22 | 9  | 7  | 6  | 34 | 31 | 3   |
| 5.º  | El Linqueño                      | 33  | 22 | 9  | 6  | 7  | 36 | 25 | 11  |
| 6.º  | Bragado Club                     | 29  | 22 | 5  | 14 | 3  | 23 | 21 | 2   |
| 7.º  | Everton                          | 29  | 22 | 6  | 11 | 5  | 24 | 25 | -1  |
| 8.º  | Juventud (Pergamino)             | 28  | 22 | 7  | 7  | 8  | 21 | 27 | -6  |
| 9.º  | Argentinos (Veinticinco de Mayo) | 28  | 22 | 7  | 7  | 8  | 32 | 29 | 3   |
| 10.º | Sportsman                        | 21  | 22 | 3  | 12 | 7  | 26 | 36 | -10 |
| 11.º | Ferrocarril Roca (Las Flores)    | 16  | 22 | 4  | 4  | 14 | 15 | 32 | -17 |
| 12.º | Once Tigres                      | 14  | 22 | 2  | 8  | 12 | 10 | 33 | -23 |

|  | Clasificados a la segunda fase del torneo. |
|  | Descendieron al Federal C 2016.            |

##### Resultados
| Agropecuario        | 5 - 2 | Sportsman     |
| Atlético Camioneros | 3 - 0 | Juventud (P)  |
| Jorge Newbery (J)   | 2 - 2 | Rivadavia (L) |
| El Linqueño         | 1 - 1 | Bragado Club  |
| Once Tigres         | 1 - 1 | Everton       |
| Argentinos (VdM)    | 1 - 0 | Ferro (LF)    |

| Juventud (P) | 1 - 0 | Argentinos (VdM)    |
| Ferro (LF)   | 0 - 0 | Once Tigres         |
| Sportsman    | 1 - 2 | Rivadavia (L)       |
| Bragado Club | 1 - 1 | Atlético Camioneros |
| Everton      | 2 - 1 | Agropecuario        |
| El Linqueño  | 1 - 2 | Jorge Newbery (J)   |

| Agropecuario        | 2 - 1 | Ferro (LF)   |
| Atlético Camioneros | 1 - 2 | El Linqueño  |
| Jorge Newbery (J)   | 2 - 0 | Sportsman    |
| Rivadavia (L)       | 1 - 1 | Everton      |
| Once Tigres         | 2 - 1 | Juventud (P) |
| Argentinos (VdM)    | 1 - 1 | Bragado Club |

| Juventud (P)        | 1 - 1 | Agropecuario      |
| Bragado Club        | 0 - 0 | Once Tigres       |
| Ferro (LF)          | 0 - 1 | Rivadavia (L)     |
| Atlético Camioneros | 2 - 3 | Jorge Newbery (J) |
| El Linqueño         | 3 - 0 | Argentinos (VdM)  |
| Everton             | 2 - 2 | Sportsman         |

| Agropecuario      | 1 - 0 | Bragado Club        |
| Rivadavia (L)     | 3 - 1 | Juventud (P)        |
| Argentinos (VdM)  | 4 - 1 | Atlético Camioneros |
| Once Tigres       | 0 - 2 | El Linqueño         |
| Jorge Newbery (J) | 2 - 0 | Everton             |
| Sportsman         | 0 - 0 | Ferro (LF)          |

| El Linqueño         | 5 - 2 | Agropecuario      |
| Atlético Camioneros | 3 - 0 | Once Tigres       |
| Ferro (LF)          | 1 - 0 | Everton           |
| Bragado Club        | 2 - 2 | Rivadavia (L)     |
| Juventud (P)        | 1 - 0 | Sportsman         |
| Argentinos (VdM)    | 1 - 2 | Jorge Newbery (J) |

| Rivadavia (L)     | 2 - 1 | El Linqueño         |
| Agropecuario      | 1 - 0 | Atlético Camioneros |
| Sportsman         | 1 - 1 | Bragado Club        |
| Everton           | 2 - 2 | Juventud (P)        |
| Once Tigres       | 1 - 1 | Argentinos (VdM)    |
| Jorge Newbery (J) | 1 - 0 | Ferro (LF)          |

| Once Tigres         | 0 - 2 | Jorge Newbery (J) |
| El Linqueño         | 2 - 2 | Sportsman         |
| Atlético Camioneros | 2 - 1 | Rivadavia (L)     |
| Argentinos (VdM)    | 0 - 1 | Agropecuario      |
| Juventud (P)        | 2 - 0 | Ferro (LF)        |
| Bragado Club        | 0 - 0 | Everton           |

| Agropecuario      | 0 - 0 | Once Tigres         |
| Sportsman         | 1 - 1 | Atlético Camioneros |
| Jorge Newbery (J) | 1 - 1 | Juventud (P)        |
| Everton           | 1 - 0 | El Linqueño         |
| Ferro (LF)        | 2 - 1 | Bragado Club        |
| Rivadavia (L)     | 3 - 1 | Argentinos (VdM)    |

| Once Tigres         | 0 - 1 | Rivadavia (L)     |
| El Linqueño         | 3 - 0 | Ferro (LF)        |
| Atlético Camioneros | 2 - 0 | Everton           |
| Bragado Club        | 3 - 2 | Juventud (P)      |
| Argentinos (VdM)    | 1 - 2 | Sportsman         |
| Agropecuario        | 1 - 2 | Jorge Newbery (J) |

| Rivadavia (L)     | 4 - 1 | Agropecuario        |
| Sportsman         | 2 - 0 | Once Tigres         |
| Everton           | 2 - 2 | Argentinos (VdM)    |
| Ferro (LF)        | 2 - 3 | Atlético Camioneros |
| Juventud (P)      | 1 - 0 | El Linqueño         |
| Jorge Newbery (J) | 1 - 2 | Bragado Club        |

| Ferro (LF)    | 1 - 4 | Argentinos (VdM)    |
| Sportsman     | 2 - 2 | Agropecuario        |
| Bragado Club  | 1 - 1 | El Linqueño         |
| Rivadavia (L) | 1 - 0 | Jorge Newbery (J)   |
| Everton       | 2 - 1 | Once Tigres         |
| Juventud (P)  | 0 - 1 | Atlético Camioneros |

| Once Tigres         | 1 - 0 | Ferro (LF)   |
| Atlético Camioneros | 0 - 0 | Bragado Club |
| Rivadavia (L)       | 2 - 2 | Sportsman    |
| Jorge Newbery (J)   | 1 - 1 | El Linqueño  |
| Agropecuario        | 2 - 2 | Everton      |
| Argentinos (VdM)    | 1 - 1 | Juventud (P) |

| Sportsman    | 0 - 0 | Jorge Newbery (J)   |
| Everton      | 3 - 3 | Rivadavia (L)       |
| Juventud (P) | 1 - 1 | Once Tigres         |
| Bragado Club | 0 - 0 | Argentinos (VdM)    |
| El Linqueño  | 1 - 2 | Atlético Camioneros |
| Ferro (LF)   | 0 - 2 | Agropecuario        |

| Argentinos (VdM)  | 3 - 1 | El Linqueño         |
| Jorge Newbery (J) | 0 - 0 | Atlético Camioneros |
| Agropecuario      | 3 - 0 | Juventud (P)        |
| Sportsman         | 0 - 0 | Everton             |
| Once Tigres       | 1 - 1 | Bragado Club        |
| Rivadavia (L)     | 4 - 1 | Ferro (LF)          |

| Juventud (P)        | 1 - 0 | Rivadavia (L)     |
| Everton             | 1 - 0 | Jorge Newbery (J) |
| Bragado Club        | 2 - 1 | Agropecuario      |
| Atlético Camioneros | 0 - 2 | Argentinos (VdM)  |
| El Linqueño         | 2 - 0 | Once Tigres       |
| Ferro (LF)          | 2 - 1 | Sportsman         |

| Agropecuario      | 2 - 2 | El Linqueño         |
| Rivadavia (L)     | 3 - 2 | Bragado Club        |
| Once Tigres       | 0 - 2 | Atlético Camioneros |
| Sportsman         | 1 - 1 | Juventud (P)        |
| Everton           | 1 - 0 | Ferro (LF)          |
| Jorge Newbery (J) | 1 - 0 | Argentinos (VdM)    |

| Atlético Camioneros | 0 - 0 | Agropecuario      |
| Juventud (P)        | 0 - 1 | Everton           |
| Bragado Club        | 1 - 1 | Sportsman         |
| El Linqueño         | 1 - 0 | Rivadavia (L)     |
| Ferro (LF)          | 0 - 0 | Jorge Newbery (J) |
| Argentinos (VdM)    | 4 - 0 | Once Tigres       |

| Jorge Newbery (J) | 1 - 0 | Once Tigres         |
| Rivadavia (L)     | 3 - 0 | Atlético Camioneros |
| Sportsman         | 1 - 4 | El Linqueño         |
| Ferro (LF)        | 3 - 1 | Juventud (P)        |
| Everton           | 1 - 2 | Bragado Club        |
| Agropecuario      | 2 - 2 | Argentinos (VdM)    |

| Argentinos (VdM)    | 3 - 2 | Rivadavia (L)     |
| El Linqueño         | 2 - 1 | Everton           |
| Atlético Camioneros | 5 - 0 | Sportsman         |
| Bragado Club        | 2 - 1 | Ferro (LF)        |
| Once Tigres         | 0 - 1 | Agropecuario      |
| Juventud (P)        | 2 - 1 | Jorge Newbery (J) |

| Ferro (LF)        | 1 - 1 | El Linqueño         |
| Sportsman         | 3 - 0 | Argentinos (VdM)    |
| Juventud (P)      | 0 - 0 | Bragado Club        |
| Rivadavia (L)     | 4 - 0 | Once Tigres         |
| Jorge Newbery (J) | 1 - 2 | Agropecuario        |
| Everton           | 0 - 0 | Atlético Camioneros |

| Agropecuario        | 1 - 3 | Rivadavia (L)     |
| El Linqueño         | 0 - 1 | Juventud (P)      |
| Once Tigres         | 2 - 2 | Sportsman         |
| Bragado Club        | 0 - 0 | Jorge Newbery (J) |
| Argentinos (VdM)    | 1 - 1 | Everton           |
| Atlético Camioneros | 1 - 0 | Ferro (LF)        |

#### Zona 4

##### Tabla de posiciones final
| Pos  | Equipo                             | Pts | PJ | PG | PE | PP | GF | GC | Dif |
| ---- | ---------------------------------- | --- | -- | -- | -- | -- | -- | -- | --- |
| 1.º  | La Emilia                          | 34  | 20 | 9  | 7  | 4  | 35 | 24 | 11  |
| 2.º  | Sportivo Rivadavia (Venado Tuerto) | 33  | 20 | 9  | 6  | 5  | 36 | 28 | 8   |
| 3.º  | Belgrano (San Nicolás)             | 32  | 20 | 8  | 8  | 4  | 19 | 12 | 7   |
| 4.º  | Defensores de Salto                | 31  | 20 | 8  | 7  | 5  | 27 | 21 | 6   |
| 5.º  | Coronel Aguirre                    | 30  | 20 | 7  | 9  | 4  | 23 | 18 | 5   |
| 6.º  | Sportivo Baradero                  | 27  | 20 | 6  | 9  | 5  | 24 | 18 | 6   |
| 7.º  | Puerto General San Martín          | 26  | 20 | 5  | 11 | 4  | 20 | 18 | 2   |
| 8.º  | General Rojo                       | 25  | 20 | 7  | 4  | 9  | 28 | 35 | -7  |
| 9.º  | Sports Salto                       | 25  | 20 | 7  | 4  | 9  | 25 | 26 | -1  |
| 10.º | Atlético Pilar-Social Obrero       | 24  | 20 | 6  | 6  | 8  | 20 | 21 | -1  |
| 11.º | Aprendices Casildenses             | 6   | 20 | 1  | 3  | 16 | 9  | 45 | -36 |

|  | Clasificaron a la segunda fase del torneo.    |
|  | Ganó el partido de desempate por el descenso. |
|  | Descendieron al Federal C 2016.               |

##### Resultados
| Fecha 1                       | Fecha 1   | Fecha 1                      | Fecha 1 | Fecha 1 | Fecha 1 | Fecha 1 | Fecha 1 | Fecha 1 | Fecha 1 | Fecha 1 | Fecha 1 |
| Local                         | Resultado | Visitante                    |         |         |         |         |         |         |         |         |         |
| ----------------------------- | --------- | ---------------------------- | ------- | ------- | ------- | ------- | ------- | ------- | ------- | ------- | ------- |
| Sportivo Baradero             | 1 - 0     | Atlético Pilar-Social Obrero |         |         |         |         |         |         |         |         |         |
| La Emilia                     | 2 - 3     | General Rojo                 |         |         |         |         |         |         |         |         |         |
| Sportivo Rivadavia (VT)       | 4 - 2     | Coronel Aguirre              |         |         |         |         |         |         |         |         |         |
| Aprendices Casildenses        | 0 - 1     | Puerto General San Martín    |         |         |         |         |         |         |         |         |         |
| Sports Salto                  | 0 - 2     | Defensores de Salto          |         |         |         |         |         |         |         |         |         |
| Libre: Belgrano (San Nicolás) |           |                              |         |         |         |         |         |         |         |         |         |

| Fecha 2                                   | Fecha 2   | Fecha 2                | Fecha 2 | Fecha 2 | Fecha 2 | Fecha 2 | Fecha 2 | Fecha 2 | Fecha 2 | Fecha 2 | Fecha 2 |
| Local                                     | Resultado | Visitante              |         |         |         |         |         |         |         |         |         |
| ----------------------------------------- | --------- | ---------------------- | ------- | ------- | ------- | ------- | ------- | ------- | ------- | ------- | ------- |
| Atlético Pilar-Social Obrero              | 2 - 1     | Aprendices Casildenses |         |         |         |         |         |         |         |         |         |
| Coronel Aguirre                           | 0 - 2     | La Emilia              |         |         |         |         |         |         |         |         |         |
| Puerto General San Martín                 | 0 - 0     | Belgrano (SN)          |         |         |         |         |         |         |         |         |         |
| Defensores de Salto                       | 0 - 0     | Sportivo Baradero      |         |         |         |         |         |         |         |         |         |
| General Rojo                              | 4 - 2     | Sports Salto           |         |         |         |         |         |         |         |         |         |
| Libre: Sportivo Rivadavia (Venado Tuerto) |           |                        |         |         |         |         |         |         |         |         |         |

| Fecha 3                          | Fecha 3   | Fecha 3                      | Fecha 3 | Fecha 3 | Fecha 3 | Fecha 3 | Fecha 3 | Fecha 3 | Fecha 3 | Fecha 3 | Fecha 3 |
| Local                            | Resultado | Visitante                    |         |         |         |         |         |         |         |         |         |
| -------------------------------- | --------- | ---------------------------- | ------- | ------- | ------- | ------- | ------- | ------- | ------- | ------- | ------- |
| Aprendices Casildenses           | 0 - 1     | Defensores de Salto          |         |         |         |         |         |         |         |         |         |
| La Emilia                        | 2 - 2     | Sportivo Rivadavia (VT)      |         |         |         |         |         |         |         |         |         |
| Sports Salto                     | 2 - 1     | Coronel Aguirre              |         |         |         |         |         |         |         |         |         |
| Sportivo Baradero                | 3 - 1     | General Rojo                 |         |         |         |         |         |         |         |         |         |
| Belgrano (SN)                    | 0 - 0     | Atlético Pilar-Social Obrero |         |         |         |         |         |         |         |         |         |
| Libre: Puerto General San Martín |           |                              |         |         |         |         |         |         |         |         |         |

| Fecha 4                      | Fecha 4   | Fecha 4                   | Fecha 4 | Fecha 4 | Fecha 4 | Fecha 4 | Fecha 4 | Fecha 4 | Fecha 4 | Fecha 4 | Fecha 4 |
| Local                        | Resultado | Visitante                 |         |         |         |         |         |         |         |         |         |
| ---------------------------- | --------- | ------------------------- | ------- | ------- | ------- | ------- | ------- | ------- | ------- | ------- | ------- |
| Atlético Pilar-Social Obrero | 2 - 1     | Puerto General San Martín |         |         |         |         |         |         |         |         |         |
| Sportivo Rivadavia (VT)      | 4 - 3     | Sports Salto              |         |         |         |         |         |         |         |         |         |
| Coronel Aguirre              | 0 - 0     | Sportivo Baradero         |         |         |         |         |         |         |         |         |         |
| General Rojo                 | 2 - 1     | Aprendices Casildenses    |         |         |         |         |         |         |         |         |         |
| Defensores de Salto          | 1 - 0     | Belgrano (SN)             |         |         |         |         |         |         |         |         |         |
| Libre: La Emilia             |           |                           |         |         |         |         |         |         |         |         |         |

| Fecha 5                             | Fecha 5   | Fecha 5                 | Fecha 5 | Fecha 5 | Fecha 5 | Fecha 5 | Fecha 5 | Fecha 5 | Fecha 5 | Fecha 5 | Fecha 5 |
| Local                               | Resultado | Visitante               |         |         |         |         |         |         |         |         |         |
| ----------------------------------- | --------- | ----------------------- | ------- | ------- | ------- | ------- | ------- | ------- | ------- | ------- | ------- |
| Puerto General San Martín           | 0 - 0     | Defensores de Salto     |         |         |         |         |         |         |         |         |         |
| Aprendices Casildenses              | 0 - 1     | Coronel Aguirre         |         |         |         |         |         |         |         |         |         |
| Belgrano (SN)                       | 2 - 1     | General Rojo            |         |         |         |         |         |         |         |         |         |
| Sportivo Baradero                   | 0 - 0     | Sportivo Rivadavia (VT) |         |         |         |         |         |         |         |         |         |
| Sports Salto                        | 0 - 0     | La Emilia               |         |         |         |         |         |         |         |         |         |
| Libre: Atlético Pilar-Social Obrero |           |                         |         |         |         |         |         |         |         |         |         |

| Fecha 6                 | Fecha 6   | Fecha 6                      | Fecha 6 | Fecha 6 | Fecha 6 | Fecha 6 | Fecha 6 | Fecha 6 | Fecha 6 | Fecha 6 | Fecha 6 |
| Local                   | Resultado | Visitante                    |         |         |         |         |         |         |         |         |         |
| ----------------------- | --------- | ---------------------------- | ------- | ------- | ------- | ------- | ------- | ------- | ------- | ------- | ------- |
| La Emilia               | 3 - 2     | Sportivo Baradero            |         |         |         |         |         |         |         |         |         |
| Coronel Aguirre         | 1 - 1     | Belgrano (SN)                |         |         |         |         |         |         |         |         |         |
| Sportivo Rivadavia (VT) | 4 - 0     | Aprendices Casildenses       |         |         |         |         |         |         |         |         |         |
| General Rojo            | 0 - 2     | Puerto General San Martín    |         |         |         |         |         |         |         |         |         |
| Defensores de Salto     | 2 - 0     | Atlético Pilar-Social Obrero |         |         |         |         |         |         |         |         |         |
| Libre: Sports Salto     |           |                              |         |         |         |         |         |         |         |         |         |

| Fecha 7                      | Fecha 7   | Fecha 7                 | Fecha 7 | Fecha 7 | Fecha 7 | Fecha 7 | Fecha 7 | Fecha 7 | Fecha 7 | Fecha 7 | Fecha 7 |
| Local                        | Resultado | Visitante               |         |         |         |         |         |         |         |         |         |
| ---------------------------- | --------- | ----------------------- | ------- | ------- | ------- | ------- | ------- | ------- | ------- | ------- | ------- |
| Puerto General San Martín    | 1 - 1     | Coronel Aguirre         |         |         |         |         |         |         |         |         |         |
| Atlético Pilar-Social Obrero | 3 - 0     | General Rojo            |         |         |         |         |         |         |         |         |         |
| Belgrano (SN)                | 0 - 0     | Sportivo Rivadavia (VT) |         |         |         |         |         |         |         |         |         |
| Sportivo Baradero            | 2 - 0     | Sports Salto            |         |         |         |         |         |         |         |         |         |
| Aprendices Casildenses       | 0 - 2     | La Emilia               |         |         |         |         |         |         |         |         |         |
| Libre: Defensores de Salto   |           |                         |         |         |         |         |         |         |         |         |         |

| Fecha 8                  | Fecha 8   | Fecha 8                      | Fecha 8 | Fecha 8 | Fecha 8 | Fecha 8 | Fecha 8 | Fecha 8 | Fecha 8 | Fecha 8 | Fecha 8 |
| Local                    | Resultado | Visitante                    |         |         |         |         |         |         |         |         |         |
| ------------------------ | --------- | ---------------------------- | ------- | ------- | ------- | ------- | ------- | ------- | ------- | ------- | ------- |
| General Rojo             | 2 - 1     | Defensores de Salto          |         |         |         |         |         |         |         |         |         |
| Sportivo Rivadavia (VT)  | 0 - 0     | Puerto General San Martín    |         |         |         |         |         |         |         |         |         |
| La Emilia                | 2 - 1     | Belgrano (SN)                |         |         |         |         |         |         |         |         |         |
| Sports Salto             | 2 - 0     | Aprendices Casildenses       |         |         |         |         |         |         |         |         |         |
| Coronel Aguirre          | 1 - 0     | Atlético Pilar-Social Obrero |         |         |         |         |         |         |         |         |         |
| Libre: Sportivo Baradero |           |                              |         |         |         |         |         |         |         |         |         |

| Fecha 9                      | Fecha 9   | Fecha 9                 | Fecha 9 | Fecha 9 | Fecha 9 | Fecha 9 | Fecha 9 | Fecha 9 | Fecha 9 | Fecha 9 | Fecha 9 |
| Local                        | Resultado | Visitante               |         |         |         |         |         |         |         |         |         |
| ---------------------------- | --------- | ----------------------- | ------- | ------- | ------- | ------- | ------- | ------- | ------- | ------- | ------- |
| Puerto General San Martín    | 1 - 0     | La Emilia               |         |         |         |         |         |         |         |         |         |
| Atlético Pilar-Social Obrero | 1 - 1     | Sportivo Rivadavia (VT) |         |         |         |         |         |         |         |         |         |
| Defensores de Salto          | 1 - 1     | Coronel Aguirre         |         |         |         |         |         |         |         |         |         |
| Belgrano (SN)                | 2 - 1     | Sports Salto            |         |         |         |         |         |         |         |         |         |
| Aprendices Casildenses       | 1 - 1     | Sportivo Baradero       |         |         |         |         |         |         |         |         |         |
| Libre: General Rojo          |           |                         |         |         |         |         |         |         |         |         |         |

| Fecha 10                      | Fecha 10  | Fecha 10                     | Fecha 10 | Fecha 10 | Fecha 10 | Fecha 10 | Fecha 10 | Fecha 10 | Fecha 10 | Fecha 10 | Fecha 10 |
| Local                         | Resultado | Visitante                    |          |          |          |          |          |          |          |          |          |
| ----------------------------- | --------- | ---------------------------- | -------- | -------- | -------- | -------- | -------- | -------- | -------- | -------- | -------- |
| La Emilia                     | 2 - 1     | Atlético Pilar-Social Obrero |          |          |          |          |          |          |          |          |          |
| Sportivo Rivadavia (VT)       | 4 - 3     | Defensores de Salto          |          |          |          |          |          |          |          |          |          |
| Sportivo Baradero             | 1 - 1     | Belgrano (SN)                |          |          |          |          |          |          |          |          |          |
| Coronel Aguirre               | 1 - 1     | General Rojo                 |          |          |          |          |          |          |          |          |          |
| Sports Salto                  | 0 - 0     | Puerto General San Martín    |          |          |          |          |          |          |          |          |          |
| Libre: Aprendices Casildenses |           |                              |          |          |          |          |          |          |          |          |          |

| Fecha 11                     | Fecha 11  | Fecha 11                | Fecha 11 | Fecha 11 | Fecha 11 | Fecha 11 | Fecha 11 | Fecha 11 | Fecha 11 | Fecha 11 | Fecha 11 |
| Local                        | Resultado | Visitante               |          |          |          |          |          |          |          |          |          |
| ---------------------------- | --------- | ----------------------- | -------- | -------- | -------- | -------- | -------- | -------- | -------- | -------- | -------- |
| Puerto General San Martín    | 1 - 1     | Sportivo Baradero       |          |          |          |          |          |          |          |          |          |
| Atlético Pilar-Social Obrero | 0 - 1     | Sports Salto            |          |          |          |          |          |          |          |          |          |
| Belgrano (SN)                | 1 - 0     | Aprendices Casildenses  |          |          |          |          |          |          |          |          |          |
| General Rojo                 | 3 - 1     | Sportivo Rivadavia (VT) |          |          |          |          |          |          |          |          |          |
| Defensores de Salto          | 2 - 3     | La Emilia               |          |          |          |          |          |          |          |          |          |
| Libre: Coronel Aguirre       |           |                         |          |          |          |          |          |          |          |          |          |

| Fecha 12                      | Fecha 12  | Fecha 12                | Fecha 12 | Fecha 12 | Fecha 12 | Fecha 12 | Fecha 12 | Fecha 12 | Fecha 12 | Fecha 12 | Fecha 12 |
| Local                         | Resultado | Visitante               |          |          |          |          |          |          |          |          |          |
| ----------------------------- | --------- | ----------------------- | -------- | -------- | -------- | -------- | -------- | -------- | -------- | -------- | -------- |
| Puerto General San Martín     | 2 - 3     | Aprendices Casildenses  |          |          |          |          |          |          |          |          |          |
| Atlético Pilar-Social Obrero  | 2 - 1     | Sportivo Baradero       |          |          |          |          |          |          |          |          |          |
| General Rojo                  | 1 - 1     | La Emilia               |          |          |          |          |          |          |          |          |          |
| Coronel Aguirre               | 3 - 1     | Sportivo Rivadavia (VT) |          |          |          |          |          |          |          |          |          |
| Defensores de Salto           | 1 - 0     | Sports Salto            |          |          |          |          |          |          |          |          |          |
| Libre: Belgrano (San Nicolás) |           |                         |          |          |          |          |          |          |          |          |          |

| Fecha 13                                  | Fecha 13  | Fecha 13                     | Fecha 13 | Fecha 13 | Fecha 13 | Fecha 13 | Fecha 13 | Fecha 13 | Fecha 13 | Fecha 13 | Fecha 13 |
| Local                                     | Resultado | Visitante                    |          |          |          |          |          |          |          |          |          |
| ----------------------------------------- | --------- | ---------------------------- | -------- | -------- | -------- | -------- | -------- | -------- | -------- | -------- | -------- |
| Aprendices Casildenses                    | 0 - 0     | Atlético Pilar-Social Obrero |          |          |          |          |          |          |          |          |          |
| Belgrano (SN)                             | 1 - 1     | Puerto General San Martín    |          |          |          |          |          |          |          |          |          |
| Sports Salto                              | 2 - 0     | General Rojo                 |          |          |          |          |          |          |          |          |          |
| La Emilia                                 | 1 - 1     | Coronel Aguirre              |          |          |          |          |          |          |          |          |          |
| Sportivo Baradero                         | 1 - 1     | Defensores de Salto          |          |          |          |          |          |          |          |          |          |
| Libre: Sportivo Rivadavia (Venado Tuerto) |           |                              |          |          |          |          |          |          |          |          |          |

| Fecha 14                         | Fecha 14  | Fecha 14               | Fecha 14 | Fecha 14 | Fecha 14 | Fecha 14 | Fecha 14 | Fecha 14 | Fecha 14 | Fecha 14 | Fecha 14 |
| Local                            | Resultado | Visitante              |          |          |          |          |          |          |          |          |          |
| -------------------------------- | --------- | ---------------------- | -------- | -------- | -------- | -------- | -------- | -------- | -------- | -------- | -------- |
| Coronel Aguirre                  | 2 - 1     | Sports Salto           |          |          |          |          |          |          |          |          |          |
| Defensores de Salto              | 3 - 1     | Aprendices Casildenses |          |          |          |          |          |          |          |          |          |
| Sportivo Rivadavia (VT)          | 5 - 2     | La Emilia              |          |          |          |          |          |          |          |          |          |
| Atlético Pilar-Social Obrero     | 2 - 0     | Belgrano (SN)          |          |          |          |          |          |          |          |          |          |
| General Rojo                     | 1 - 1     | Sportivo Baradero      |          |          |          |          |          |          |          |          |          |
| Libre: Puerto General San Martín |           |                        |          |          |          |          |          |          |          |          |          |

| Fecha 15                  | Fecha 15  | Fecha 15                     | Fecha 15 | Fecha 15 | Fecha 15 | Fecha 15 | Fecha 15 | Fecha 15 | Fecha 15 | Fecha 15 | Fecha 15 |
| Local                     | Resultado | Visitante                    |          |          |          |          |          |          |          |          |          |
| ------------------------- | --------- | ---------------------------- | -------- | -------- | -------- | -------- | -------- | -------- | -------- | -------- | -------- |
| Belgrano (SN)             | 0 - 0     | Defensores de Salto          |          |          |          |          |          |          |          |          |          |
| Puerto General San Martín | 2 - 0     | Atlético Pilar-Social Obrero |          |          |          |          |          |          |          |          |          |
| Sports Salto              | 0 - 2     | Sportivo Rivadavia (VT)      |          |          |          |          |          |          |          |          |          |
| Sportivo Baradero         | 1 - 0     | Coronel Aguirre              |          |          |          |          |          |          |          |          |          |
| Aprendices Casildenses    | 1 - 1     | General Rojo                 |          |          |          |          |          |          |          |          |          |
| Libre: La Emilia          |           |                              |          |          |          |          |          |          |          |          |          |

| Fecha 16                            | Fecha 16  | Fecha 16                  | Fecha 16 | Fecha 16 | Fecha 16 | Fecha 16 | Fecha 16 | Fecha 16 | Fecha 16 | Fecha 16 | Fecha 16 |
| Local                               | Resultado | Visitante                 |          |          |          |          |          |          |          |          |          |
| ----------------------------------- | --------- | ------------------------- | -------- | -------- | -------- | -------- | -------- | -------- | -------- | -------- | -------- |
| La Emilia                           | 1 - 1     | Sports Salto              |          |          |          |          |          |          |          |          |          |
| Sportivo Rivadavia (VT)             | 1 - 0     | Sportivo Baradero         |          |          |          |          |          |          |          |          |          |
| General Rojo                        | 0 - 2     | Belgrano (SN)             |          |          |          |          |          |          |          |          |          |
| Defensores de Salto                 | 1 - 1     | Puerto General San Martín |          |          |          |          |          |          |          |          |          |
| Coronel Aguirre                     | 3 - 0     | Aprendices Casildenses    |          |          |          |          |          |          |          |          |          |
| Libre: Atlético Pilar-Social Obrero |           |                           |          |          |          |          |          |          |          |          |          |

| Fecha 17                     | Fecha 17  | Fecha 17                | Fecha 17 | Fecha 17 | Fecha 17 | Fecha 17 | Fecha 17 | Fecha 17 | Fecha 17 | Fecha 17 | Fecha 17 |
| Local                        | Resultado | Visitante               |          |          |          |          |          |          |          |          |          |
| ---------------------------- | --------- | ----------------------- | -------- | -------- | -------- | -------- | -------- | -------- | -------- | -------- | -------- |
| Belgrano (SN)                | 0 - 0     | Coronel Aguirre         |          |          |          |          |          |          |          |          |          |
| Atlético Pilar-Social Obrero | 2 - 2     | Defensores de Salto     |          |          |          |          |          |          |          |          |          |
| Sportivo Baradero            | 1 - 1     | La Emilia               |          |          |          |          |          |          |          |          |          |
| Aprendices Casildenses       | 0 - 1     | Sportivo Rivadavia (VT) |          |          |          |          |          |          |          |          |          |
| Puerto General San Martín    | 2 - 3     | General Rojo            |          |          |          |          |          |          |          |          |          |
| Libre: Sports Salto          |           |                         |          |          |          |          |          |          |          |          |          |

| Fecha 18                   | Fecha 18  | Fecha 18                     | Fecha 18 | Fecha 18 | Fecha 18 | Fecha 18 | Fecha 18 | Fecha 18 | Fecha 18 | Fecha 18 | Fecha 18 |
| Local                      | Resultado | Visitante                    |          |          |          |          |          |          |          |          |          |
| -------------------------- | --------- | ---------------------------- | -------- | -------- | -------- | -------- | -------- | -------- | -------- | -------- | -------- |
| Coronel Aguirre            | 0 - 0     | Puerto General San Martín    |          |          |          |          |          |          |          |          |          |
| General Rojo               | 0 - 2     | Atlético Pilar-Social Obrero |          |          |          |          |          |          |          |          |          |
| La Emilia                  | 5 - 0     | Aprendices Casildenses       |          |          |          |          |          |          |          |          |          |
| Sportivo Rivadavia (VT)    | 1 - 2     | Belgrano (SN)                |          |          |          |          |          |          |          |          |          |
| Sports Salto               | 3 - 0     | Sportivo Baradero            |          |          |          |          |          |          |          |          |          |
| Libre: Defensores de Salto |           |                              |          |          |          |          |          |          |          |          |          |

| Fecha 19                     | Fecha 19  | Fecha 19                | Fecha 19 | Fecha 19 | Fecha 19 | Fecha 19 | Fecha 19 | Fecha 19 | Fecha 19 | Fecha 19 | Fecha 19 |
| Local                        | Resultado | Visitante               |          |          |          |          |          |          |          |          |          |
| ---------------------------- | --------- | ----------------------- | -------- | -------- | -------- | -------- | -------- | -------- | -------- | -------- | -------- |
| Defensores de Salto          | 2 - 1     | General Rojo            |          |          |          |          |          |          |          |          |          |
| Aprendices Casildenses       | 1 - 3     | Sports Salto            |          |          |          |          |          |          |          |          |          |
| Puerto General San Martín    | 1 - 3     | Sportivo Rivadavia (VT) |          |          |          |          |          |          |          |          |          |
| Belgrano (SN)                | 1 - 0     | La Emilia               |          |          |          |          |          |          |          |          |          |
| Atlético Pilar-Social Obrero | 1 - 1     | Coronel Aguirre         |          |          |          |          |          |          |          |          |          |
| Libre: Sportivo Baradero     |           |                         |          |          |          |          |          |          |          |          |          |

| Fecha 20                | Fecha 20  | Fecha 20                     | Fecha 20 | Fecha 20 | Fecha 20 | Fecha 20 | Fecha 20 | Fecha 20 | Fecha 20 | Fecha 20 | Fecha 20 |
| Local                   | Resultado | Visitante                    |          |          |          |          |          |          |          |          |          |
| ----------------------- | --------- | ---------------------------- | -------- | -------- | -------- | -------- | -------- | -------- | -------- | -------- | -------- |
| Coronel Aguirre         | 2 - 0     | Defensores de Salto          |          |          |          |          |          |          |          |          |          |
| Sportivo Baradero       | 6 - 0     | Aprendices Casildenses       |          |          |          |          |          |          |          |          |          |
| Sports Salto            | 0 - 1     | Belgrano (SN)                |          |          |          |          |          |          |          |          |          |
| Sportivo Rivadavia (VT) | 0 - 0     | Atlético Pilar-Social Obrero |          |          |          |          |          |          |          |          |          |
| La Emilia               | 1 - 1     | Puerto General San Martín    |          |          |          |          |          |          |          |          |          |
| Libre: General Rojo     |           |                              |          |          |          |          |          |          |          |          |          |

| Fecha 21                      | Fecha 21  | Fecha 21                | Fecha 21 | Fecha 21 | Fecha 21 | Fecha 21 | Fecha 21 | Fecha 21 | Fecha 21 | Fecha 21 | Fecha 21 |
| Local                         | Resultado | Visitante               |          |          |          |          |          |          |          |          |          |
| ----------------------------- | --------- | ----------------------- | -------- | -------- | -------- | -------- | -------- | -------- | -------- | -------- | -------- |
| Belgrano (SN)                 | 0 - 1     | Sportivo Baradero       |          |          |          |          |          |          |          |          |          |
| Atlético Pilar-Social Obrero  | 0 - 2     | La Emilia               |          |          |          |          |          |          |          |          |          |
| Puerto General San Martín     | 1 - 1     | Sports Salto            |          |          |          |          |          |          |          |          |          |
| General Rojo                  | 1 - 2     | Coronel Aguirre         |          |          |          |          |          |          |          |          |          |
| Defensores de Salto           | 3 - 0     | Sportivo Rivadavia (VT) |          |          |          |          |          |          |          |          |          |
| Libre: Aprendices Casildenses |           |                         |          |          |          |          |          |          |          |          |          |

| Fecha 22                | Fecha 22  | Fecha 22                     | Fecha 22 | Fecha 22 | Fecha 22 | Fecha 22 | Fecha 22 | Fecha 22 | Fecha 22 | Fecha 22 | Fecha 22 |
| Local                   | Resultado | Visitante                    |          |          |          |          |          |          |          |          |          |
| ----------------------- | --------- | ---------------------------- | -------- | -------- | -------- | -------- | -------- | -------- | -------- | -------- | -------- |
| Sports Salto            | 3 - 2     | Atlético Pilar-Social Obrero |          |          |          |          |          |          |          |          |          |
| Sportivo Rivadavia (VT) | 2 - 3     | General Rojo                 |          |          |          |          |          |          |          |          |          |
| Aprendices Casildenses  | 0 - 4     | Belgrano (SN)                |          |          |          |          |          |          |          |          |          |
| Sportivo Baradero       | 1 - 2     | Puerto General San Martín    |          |          |          |          |          |          |          |          |          |
| La Emilia               | 3 - 1     | Defensores de Salto          |          |          |          |          |          |          |          |          |          |
| Libre: Coronel Aguirre  |           |                              |          |          |          |          |          |          |          |          |          |

##### Partido de desempate por el descenso
| Equipo 1                                    | Resultado     | Equipo 2     | Estadio               | Fecha         |
| ------------------------------------------- | ------------- | ------------ | --------------------- | ------------- |
| Sports Salto                                | (2) 3 - 3 (4) | General Rojo | Jorge Newbery (Junín) | 28 de octubre |
| Sports Salto descendió al Torneo Federal C. |               |              |                       |               |

#### Zona 5

##### Tabla de posiciones final
| Pos  | Equipo                        | Pts | PJ | PG | PE | PP | GF | GC | Dif |
| ---- | ----------------------------- | --- | -- | -- | -- | -- | -- | -- | --- |
| 1.º  | Defensores de Pronunciamiento | 35  | 20 | 11 | 2  | 7  | 34 | 22 | 12  |
| 2.º  | 9 de Julio (Rafaela)          | 32  | 20 | 9  | 5  | 6  | 27 | 19 | 8   |
| 3.º  | Deportivo Achirense           | 32  | 20 | 10 | 2  | 8  | 28 | 21 | 7   |
| 4.º  | Ben Hur                       | 32  | 20 | 8  | 8  | 4  | 26 | 18 | 8   |
| 5.º  | Libertad (Concordia)          | 27  | 20 | 7  | 6  | 7  | 21 | 22 | -1  |
| 6.º  | Atlético Uruguay              | 27  | 20 | 7  | 6  | 7  | 19 | 21 | -2  |
| 7.º  | Belgrano (Paraná)             | 27  | 20 | 6  | 9  | 5  | 17 | 18 | -1  |
| 8.º  | Viale FBC                     | 25  | 20 | 7  | 4  | 9  | 18 | 23 | -5  |
| 9.º  | Sanjustino                    | 24  | 20 | 5  | 9  | 6  | 21 | 20 | 1   |
| 10.º | La Salle Jobson               | 21  | 20 | 5  | 6  | 9  | 23 | 34 | -11 |
| 11.º | Colegiales (Concordia) 1      | 14  | 20 | 4  | 5  | 11 | 12 | 28 | -16 |

|  | Clasificaron a la segunda fase del torneo. |
|  | Descendieron al Federal C 2016.            |

1: Se le dedujeron 3 puntos debido a la negación de jugar su partido ante 9 de Julio (R) correspondiente a la fecha 15 por demora del médico.

##### Resultados
| Fecha 1                  | Fecha 1   | Fecha 1                 | Fecha 1 | Fecha 1 | Fecha 1 | Fecha 1 | Fecha 1 | Fecha 1 | Fecha 1 | Fecha 1 | Fecha 1 |
| Local                    | Resultado | Visitante               |         |         |         |         |         |         |         |         |         |
| ------------------------ | --------- | ----------------------- | ------- | ------- | ------- | ------- | ------- | ------- | ------- | ------- | ------- |
| Deportivo Achirense      | 2 - 1     | Def. de Pronunciamiento |         |         |         |         |         |         |         |         |         |
| Sanjustino               | 2 - 0     | La Salle Jobson         |         |         |         |         |         |         |         |         |         |
| Atlético Uruguay         | 1 - 3     | Viale FBC               |         |         |         |         |         |         |         |         |         |
| Libertad (C)             | 0 - 0     | Colegiales (C)          |         |         |         |         |         |         |         |         |         |
| 9 de Julio (R)           | 1 - 2     | Ben Hur                 |         |         |         |         |         |         |         |         |         |
| Libre: Belgrano (Paraná) |           |                         |         |         |         |         |         |         |         |         |         |

| Fecha 2                     | Fecha 2   | Fecha 2             | Fecha 2 | Fecha 2 | Fecha 2 | Fecha 2 | Fecha 2 | Fecha 2 | Fecha 2 | Fecha 2 | Fecha 2 |
| Local                       | Resultado | Visitante           |         |         |         |         |         |         |         |         |         |
| --------------------------- | --------- | ------------------- | ------- | ------- | ------- | ------- | ------- | ------- | ------- | ------- | ------- |
| Viale FBC                   | 2 - 1     | Belgrano (P)        |         |         |         |         |         |         |         |         |         |
| Def. de Pronunciamiento     | 2 - 0     | Sanjustino          |         |         |         |         |         |         |         |         |         |
| La Salle Jobson             | 2 - 2     | 9 de Julio (R)      |         |         |         |         |         |         |         |         |         |
| Colegiales (C)              | 1 - 0     | Deportivo Achirense |         |         |         |         |         |         |         |         |         |
| Ben Hur                     | 1 - 0     | Atlético Uruguay    |         |         |         |         |         |         |         |         |         |
| Libre: Libertad (Concordia) |           |                     |         |         |         |         |         |         |         |         |         |

| Fecha 3             | Fecha 3   | Fecha 3                 | Fecha 3 | Fecha 3 | Fecha 3 | Fecha 3 | Fecha 3 | Fecha 3 | Fecha 3 | Fecha 3 | Fecha 3 |
| Local               | Resultado | Visitante               |         |         |         |         |         |         |         |         |         |
| ------------------- | --------- | ----------------------- | ------- | ------- | ------- | ------- | ------- | ------- | ------- | ------- | ------- |
| Sanjustino          | 4 - 0     | Colegiales (C)          |         |         |         |         |         |         |         |         |         |
| Deportivo Achirense | 2 - 1     | Libertad (C)            |         |         |         |         |         |         |         |         |         |
| 9 de Julio (R)      | 2 - 1     | Def. de Pronunciamiento |         |         |         |         |         |         |         |         |         |
| Belgrano (P)        | 0 - 0     | Ben Hur                 |         |         |         |         |         |         |         |         |         |
| Atlético Uruguay    | 3 - 0     | La Salle Jobson         |         |         |         |         |         |         |         |         |         |
| Libre: Viale FBC    |           |                         |         |         |         |         |         |         |         |         |         |

| Fecha 4                    | Fecha 4   | Fecha 4          | Fecha 4 | Fecha 4 | Fecha 4 | Fecha 4 | Fecha 4 | Fecha 4 | Fecha 4 | Fecha 4 | Fecha 4 |
| Local                      | Resultado | Visitante        |         |         |         |         |         |         |         |         |         |
| -------------------------- | --------- | ---------------- | ------- | ------- | ------- | ------- | ------- | ------- | ------- | ------- | ------- |
| Ben Hur                    | 2 - 0     | Viale FBC        |         |         |         |         |         |         |         |         |         |
| La Salle Jobson            | 2 - 0     | Belgrano (P)     |         |         |         |         |         |         |         |         |         |
| Def. de Pronunciamiento    | 2 - 1     | Atlético Uruguay |         |         |         |         |         |         |         |         |         |
| Colegiales (C)             | 0 - 3     | 9 de Julio (R)   |         |         |         |         |         |         |         |         |         |
| Libertad (C)               | 0 - 1     | Sanjustino       |         |         |         |         |         |         |         |         |         |
| Libre: Deportivo Achirense |           |                  |         |         |         |         |         |         |         |         |         |

| Fecha 5          | Fecha 5   | Fecha 5                 | Fecha 5 | Fecha 5 | Fecha 5 | Fecha 5 | Fecha 5 | Fecha 5 | Fecha 5 | Fecha 5 | Fecha 5 |
| Local            | Resultado | Visitante               |         |         |         |         |         |         |         |         |         |
| ---------------- | --------- | ----------------------- | ------- | ------- | ------- | ------- | ------- | ------- | ------- | ------- | ------- |
| Viale FBC        | 1 - 1     | La Salle Jobson         |         |         |         |         |         |         |         |         |         |
| Belgrano (P)     | 0 - 0     | Def. de Pronunciamiento |         |         |         |         |         |         |         |         |         |
| Sanjustino       | 1 - 2     | Deportivo Achirense     |         |         |         |         |         |         |         |         |         |
| Atlético Uruguay | 1 - 0     | Colegiales (C)          |         |         |         |         |         |         |         |         |         |
| 9 de Julio (R)   | 4 - 2     | Libertad (C)            |         |         |         |         |         |         |         |         |         |
| Libre: Ben Hur   |           |                         |         |         |         |         |         |         |         |         |         |

| Fecha 6                 | Fecha 6   | Fecha 6          | Fecha 6 | Fecha 6 | Fecha 6 | Fecha 6 | Fecha 6 | Fecha 6 | Fecha 6 | Fecha 6 | Fecha 6 |
| Local                   | Resultado | Visitante        |         |         |         |         |         |         |         |         |         |
| ----------------------- | --------- | ---------------- | ------- | ------- | ------- | ------- | ------- | ------- | ------- | ------- | ------- |
| La Salle Jobson         | 1 - 1     | Ben Hur          |         |         |         |         |         |         |         |         |         |
| Def. de Pronunciamiento | 3 - 0     | Viale FBC        |         |         |         |         |         |         |         |         |         |
| Colegiales (C)          | 1 - 1     | Belgrano (P)     |         |         |         |         |         |         |         |         |         |
| Deportivo Achirense     | 2 - 1     | 9 de Julio (R)   |         |         |         |         |         |         |         |         |         |
| Libertad (C)            | 0 - 0     | Atlético Uruguay |         |         |         |         |         |         |         |         |         |
| Libre: Sanjustino       |           |                  |         |         |         |         |         |         |         |         |         |

| Fecha 7                | Fecha 7   | Fecha 7                 | Fecha 7 | Fecha 7 | Fecha 7 | Fecha 7 | Fecha 7 | Fecha 7 | Fecha 7 | Fecha 7 | Fecha 7 |
| Local                  | Resultado | Visitante               |         |         |         |         |         |         |         |         |         |
| ---------------------- | --------- | ----------------------- | ------- | ------- | ------- | ------- | ------- | ------- | ------- | ------- | ------- |
| Viale FBC              | 0 - 0     | Colegiales (C)          |         |         |         |         |         |         |         |         |         |
| Belgrano (P)           | 1 - 1     | Libertad (C)            |         |         |         |         |         |         |         |         |         |
| Ben Hur                | 3 - 1     | Def. de Pronunciamiento |         |         |         |         |         |         |         |         |         |
| Atlético Uruguay       | 2 - 1     | Deportivo Achirense     |         |         |         |         |         |         |         |         |         |
| 9 de Julio (R)         | 0 - 0     | Sanjustino              |         |         |         |         |         |         |         |         |         |
| Libre: La Salle Jobson |           |                         |         |         |         |         |         |         |         |         |         |

| Fecha 8                     | Fecha 8   | Fecha 8          | Fecha 8 | Fecha 8 | Fecha 8 | Fecha 8 | Fecha 8 | Fecha 8 | Fecha 8 | Fecha 8 | Fecha 8 |
| Local                       | Resultado | Visitante        |         |         |         |         |         |         |         |         |         |
| --------------------------- | --------- | ---------------- | ------- | ------- | ------- | ------- | ------- | ------- | ------- | ------- | ------- |
| Def. de Pronunciamiento     | 3 - 0     | La Salle Jobson  |         |         |         |         |         |         |         |         |         |
| Deportivo Achirense         | 3 - 0     | Belgrano (P)     |         |         |         |         |         |         |         |         |         |
| Colegiales (C)              | 1 - 1     | Ben Hur          |         |         |         |         |         |         |         |         |         |
| Libertad (C)                | 1 - 0     | Viale FBC        |         |         |         |         |         |         |         |         |         |
| Sanjustino                  | 0 - 0     | Atlético Uruguay |         |         |         |         |         |         |         |         |         |
| Libre: 9 de Julio (Rafaela) |           |                  |         |         |         |         |         |         |         |         |         |

| Fecha 9                        | Fecha 9   | Fecha 9             | Fecha 9 | Fecha 9 | Fecha 9 | Fecha 9 | Fecha 9 | Fecha 9 | Fecha 9 | Fecha 9 | Fecha 9 |
| Local                          | Resultado | Visitante           |         |         |         |         |         |         |         |         |         |
| ------------------------------ | --------- | ------------------- | ------- | ------- | ------- | ------- | ------- | ------- | ------- | ------- | ------- |
| Viale FBC                      | 1 - 2     | Deportivo Achirense |         |         |         |         |         |         |         |         |         |
| Belgrano (P)                   | 2 - 1     | Sanjustino          |         |         |         |         |         |         |         |         |         |
| La Salle Jobson                | 2 - 1     | Colegiales (C)      |         |         |         |         |         |         |         |         |         |
| Ben Hur                        | 2 - 1     | Libertad (C)        |         |         |         |         |         |         |         |         |         |
| Atlético Uruguay               | 0 - 3     | 9 de Julio (R)      |         |         |         |         |         |         |         |         |         |
| Libre: Def. de Pronunciamiento |           |                     |         |         |         |         |         |         |         |         |         |

| Fecha 10                | Fecha 10  | Fecha 10                | Fecha 10 | Fecha 10 | Fecha 10 | Fecha 10 | Fecha 10 | Fecha 10 | Fecha 10 | Fecha 10 | Fecha 10 |
| Local                   | Resultado | Visitante               |          |          |          |          |          |          |          |          |          |
| ----------------------- | --------- | ----------------------- | -------- | -------- | -------- | -------- | -------- | -------- | -------- | -------- | -------- |
| Colegiales (C)          | 3 - 5     | Def. de Pronunciamiento |          |          |          |          |          |          |          |          |          |
| Deportivo Achirense     | 1 - 1     | Ben Hur                 |          |          |          |          |          |          |          |          |          |
| Libertad (C)            | 3 - 3     | La Salle Jobson         |          |          |          |          |          |          |          |          |          |
| Sanjustino              | 1 - 1     | Viale FBC               |          |          |          |          |          |          |          |          |          |
| 9 de Julio (R)          | 0 - 0     | Belgrano (P)            |          |          |          |          |          |          |          |          |          |
| Libre: Atlético Uruguay |           |                         |          |          |          |          |          |          |          |          |          |

| Fecha 11                      | Fecha 11  | Fecha 11            | Fecha 11 | Fecha 11 | Fecha 11 | Fecha 11 | Fecha 11 | Fecha 11 | Fecha 11 | Fecha 11 | Fecha 11 |
| Local                         | Resultado | Visitante           |          |          |          |          |          |          |          |          |          |
| ----------------------------- | --------- | ------------------- | -------- | -------- | -------- | -------- | -------- | -------- | -------- | -------- | -------- |
| La Salle Jobson               | 1 - 2     | Deportivo Achirense |          |          |          |          |          |          |          |          |          |
| Viale FBC                     | 1 - 0     | 9 de Julio (R)      |          |          |          |          |          |          |          |          |          |
| Def. de Pronunciamiento       | 1 - 0     | Libertad (C)        |          |          |          |          |          |          |          |          |          |
| Belgrano (P)                  | 2 - 2     | Atlético Uruguay    |          |          |          |          |          |          |          |          |          |
| Ben Hur                       | 3 - 3     | Sanjustino          |          |          |          |          |          |          |          |          |          |
| Libre: Colegiales (Concordia) |           |                     |          |          |          |          |          |          |          |          |          |

| Fecha 12                 | Fecha 12  | Fecha 12            | Fecha 12 | Fecha 12 | Fecha 12 | Fecha 12 | Fecha 12 | Fecha 12 | Fecha 12 | Fecha 12 | Fecha 12 |
| Local                    | Resultado | Visitante           |          |          |          |          |          |          |          |          |          |
| ------------------------ | --------- | ------------------- | -------- | -------- | -------- | -------- | -------- | -------- | -------- | -------- | -------- |
| La Salle Jobson          | 1 - 1     | Sanjustino          |          |          |          |          |          |          |          |          |          |
| Colegiales (C)           | 0 - 1     | Libertad (C)        |          |          |          |          |          |          |          |          |          |
| Ben Hur                  | 0 - 2     | 9 de Julio (R)      |          |          |          |          |          |          |          |          |          |
| Viale FBC                | 2 - 0     | Atlético Uruguay    |          |          |          |          |          |          |          |          |          |
| Def. de Pronunciamiento  | 2 - 1     | Deportivo Achirense |          |          |          |          |          |          |          |          |          |
| Libre: Belgrano (Paraná) |           |                     |          |          |          |          |          |          |          |          |          |

| Fecha 13                    | Fecha 13  | Fecha 13                | Fecha 13 | Fecha 13 | Fecha 13 | Fecha 13 | Fecha 13 | Fecha 13 | Fecha 13 | Fecha 13 | Fecha 13 |
| Local                       | Resultado | Visitante               |          |          |          |          |          |          |          |          |          |
| --------------------------- | --------- | ----------------------- | -------- | -------- | -------- | -------- | -------- | -------- | -------- | -------- | -------- |
| Sanjustino                  | 2 - 2     | Def. de Pronunciamiento |          |          |          |          |          |          |          |          |          |
| Deportivo Achirense         | 2 - 0     | Colegiales (C)          |          |          |          |          |          |          |          |          |          |
| Atlético Uruguay            | 2 - 1     | Ben Hur                 |          |          |          |          |          |          |          |          |          |
| 9 de Julio (R)              | 1 - 1     | La Salle Jobson         |          |          |          |          |          |          |          |          |          |
| Belgrano (P)                | 0 - 0     | Viale FBC               |          |          |          |          |          |          |          |          |          |
| Libre: Libertad (Concordia) |           |                         |          |          |          |          |          |          |          |          |          |

| Fecha 14                | Fecha 14  | Fecha 14            | Fecha 14 | Fecha 14 | Fecha 14 | Fecha 14 | Fecha 14 | Fecha 14 | Fecha 14 | Fecha 14 | Fecha 14 |
| Local                   | Resultado | Visitante           |          |          |          |          |          |          |          |          |          |
| ----------------------- | --------- | ------------------- | -------- | -------- | -------- | -------- | -------- | -------- | -------- | -------- | -------- |
| La Salle Jobson         | 1 - 3     | Atlético Uruguay    |          |          |          |          |          |          |          |          |          |
| Colegiales (C)          | 2 - 0     | Sanjustino          |          |          |          |          |          |          |          |          |          |
| Libertad (C)            | 2 - 1     | Deportivo Achirense |          |          |          |          |          |          |          |          |          |
| Def. de Pronunciamiento | 1 - 2     | 9 de Julio (R)      |          |          |          |          |          |          |          |          |          |
| Ben Hur                 | 1 - 1     | Belgrano (P)        |          |          |          |          |          |          |          |          |          |
| Libre: Viale FBC        |           |                     |          |          |          |          |          |          |          |          |          |

| Fecha 15                   | Fecha 15  | Fecha 15                | Fecha 15 | Fecha 15 | Fecha 15 | Fecha 15 | Fecha 15 | Fecha 15 | Fecha 15 | Fecha 15 | Fecha 15 |
| Local                      | Resultado | Visitante               |          |          |          |          |          |          |          |          |          |
| -------------------------- | --------- | ----------------------- | -------- | -------- | -------- | -------- | -------- | -------- | -------- | -------- | -------- |
| Viale FBC                  | 0 - 1     | Ben Hur                 |          |          |          |          |          |          |          |          |          |
| Belgrano (P)               | 2 - 1     | La Salle Jobson         |          |          |          |          |          |          |          |          |          |
| Atlético Uruguay           | 0 - 2     | Def. de Pronunciamiento |          |          |          |          |          |          |          |          |          |
| Sanjustino                 | 1 - 1     | Libertad (C)            |          |          |          |          |          |          |          |          |          |
| 9 de Julio (R)             | 1 - 0     | Colegiales (C)          |          |          |          |          |          |          |          |          |          |
| Libre: Deportivo Achirense |           |                         |          |          |          |          |          |          |          |          |          |

| Fecha 16                | Fecha 16  | Fecha 16         | Fecha 16 | Fecha 16 | Fecha 16 | Fecha 16 | Fecha 16 | Fecha 16 | Fecha 16 | Fecha 16 | Fecha 16 |
| Local                   | Resultado | Visitante        |          |          |          |          |          |          |          |          |          |
| ----------------------- | --------- | ---------------- | -------- | -------- | -------- | -------- | -------- | -------- | -------- | -------- | -------- |
| Colegiales (C)          | 0 - 0     | Atlético Uruguay |          |          |          |          |          |          |          |          |          |
| La Salle Jobson         | 1 - 0     | Viale FBC        |          |          |          |          |          |          |          |          |          |
| Libertad (C)            | 2 - 0     | 9 de Julio (R)   |          |          |          |          |          |          |          |          |          |
| Deportivo Achirense     | 1 - 2     | Sanjustino       |          |          |          |          |          |          |          |          |          |
| Def. de Pronunciamiento | 1 - 2     | Belgrano (P)     |          |          |          |          |          |          |          |          |          |
| Libre: Ben Hur          |           |                  |          |          |          |          |          |          |          |          |          |

| Fecha 17          | Fecha 17  | Fecha 17                | Fecha 17 | Fecha 17 | Fecha 17 | Fecha 17 | Fecha 17 | Fecha 17 | Fecha 17 | Fecha 17 | Fecha 17 |
| Local             | Resultado | Visitante               |          |          |          |          |          |          |          |          |          |
| ----------------- | --------- | ----------------------- | -------- | -------- | -------- | -------- | -------- | -------- | -------- | -------- | -------- |
| Viale FBC         | 0 - 2     | Def. de Pronunciamiento |          |          |          |          |          |          |          |          |          |
| 9 de Julio (R)    | 1 - 0     | Deportivo Achirense     |          |          |          |          |          |          |          |          |          |
| Ben Hur           | 3 - 0     | La Salle Jobson         |          |          |          |          |          |          |          |          |          |
| Atlético Uruguay  | 1 - 1     | Libertad (C)            |          |          |          |          |          |          |          |          |          |
| Belgrano (P)      | 2 - 0     | Colegiales (C)          |          |          |          |          |          |          |          |          |          |
| Libre: Sanjustino |           |                         |          |          |          |          |          |          |          |          |          |

| Fecha 18                | Fecha 18  | Fecha 18         | Fecha 18 | Fecha 18 | Fecha 18 | Fecha 18 | Fecha 18 | Fecha 18 | Fecha 18 | Fecha 18 | Fecha 18 |
| Local                   | Resultado | Visitante        |          |          |          |          |          |          |          |          |          |
| ----------------------- | --------- | ---------------- | -------- | -------- | -------- | -------- | -------- | -------- | -------- | -------- | -------- |
| Libertad (C)            | 1 - 0     | Belgrano (P)     |          |          |          |          |          |          |          |          |          |
| Colegiales (C)          | 2 - 1     | Viale FBC        |          |          |          |          |          |          |          |          |          |
| Def. de Pronunciamiento | 2 - 1     | Ben Hur          |          |          |          |          |          |          |          |          |          |
| Deportivo Achirense     | 0 - 1     | Atlético Uruguay |          |          |          |          |          |          |          |          |          |
| Sanjustino              | 1 - 1     | 9 de Julio (R)   |          |          |          |          |          |          |          |          |          |
| Libre: La Salle Jobson  |           |                  |          |          |          |          |          |          |          |          |          |

| Fecha 19                    | Fecha 19  | Fecha 19                | Fecha 19 | Fecha 19 | Fecha 19 | Fecha 19 | Fecha 19 | Fecha 19 | Fecha 19 | Fecha 19 | Fecha 19 |
| Local                       | Resultado | Visitante               |          |          |          |          |          |          |          |          |          |
| --------------------------- | --------- | ----------------------- | -------- | -------- | -------- | -------- | -------- | -------- | -------- | -------- | -------- |
| Atlético Uruguay            | 1 - 0     | Sanjustino              |          |          |          |          |          |          |          |          |          |
| La Salle Jobson             | 2 - 1     | Def. de Pronunciamiento |          |          |          |          |          |          |          |          |          |
| Belgrano (P)                | 1 - 0     | Deportivo Achirense     |          |          |          |          |          |          |          |          |          |
| Ben Hur                     | 2 - 0     | Colegiales (C)          |          |          |          |          |          |          |          |          |          |
| Viale FBC                   | 2 - 1     | Libertad (C)            |          |          |          |          |          |          |          |          |          |
| Libre: 9 de Julio (Rafaela) |           |                         |          |          |          |          |          |          |          |          |          |

| Fecha 20                       | Fecha 20  | Fecha 20         | Fecha 20 | Fecha 20 | Fecha 20 | Fecha 20 | Fecha 20 | Fecha 20 | Fecha 20 | Fecha 20 | Fecha 20 |
| Local                          | Resultado | Visitante        |          |          |          |          |          |          |          |          |          |
| ------------------------------ | --------- | ---------------- | -------- | -------- | -------- | -------- | -------- | -------- | -------- | -------- | -------- |
| Colegiales (C)                 | 1 - 0     | La Salle Jobson  |          |          |          |          |          |          |          |          |          |
| Sanjustino                     | 1 - 0     | Belgrano (P)     |          |          |          |          |          |          |          |          |          |
| Libertad (C)                   | 2 - 1     | Ben Hur          |          |          |          |          |          |          |          |          |          |
| Deportivo Achirense            | 2 - 0     | Viale FBC        |          |          |          |          |          |          |          |          |          |
| 9 de Julio (R)                 | 1 - 0     | Atlético Uruguay |          |          |          |          |          |          |          |          |          |
| Libre: Def. de Pronunciamiento |           |                  |          |          |          |          |          |          |          |          |          |

| Fecha 21                | Fecha 21  | Fecha 21            | Fecha 21 | Fecha 21 | Fecha 21 | Fecha 21 | Fecha 21 | Fecha 21 | Fecha 21 | Fecha 21 | Fecha 21 |
| Local                   | Resultado | Visitante           |          |          |          |          |          |          |          |          |          |
| ----------------------- | --------- | ------------------- | -------- | -------- | -------- | -------- | -------- | -------- | -------- | -------- | -------- |
| La Salle Jobson         | 2 - 0     | Libertad (C)        |          |          |          |          |          |          |          |          |          |
| Def. de Pronunciamiento | 2 - 0     | Colegiales (C)      |          |          |          |          |          |          |          |          |          |
| Belgrano (P)            | 1 - 0     | 9 de Julio (R)      |          |          |          |          |          |          |          |          |          |
| Ben Hur                 | 0 - 0     | Deportivo Achirense |          |          |          |          |          |          |          |          |          |
| Viale FBC               | 1 - 0     | Sanjustino          |          |          |          |          |          |          |          |          |          |
| Libre: Atlético Uruguay |           |                     |          |          |          |          |          |          |          |          |          |

| Fecha 22                      | Fecha 22  | Fecha 22                | Fecha 22 | Fecha 22 | Fecha 22 | Fecha 22 | Fecha 22 | Fecha 22 | Fecha 22 | Fecha 22 | Fecha 22 |
| Local                         | Resultado | Visitante               |          |          |          |          |          |          |          |          |          |
| ----------------------------- | --------- | ----------------------- | -------- | -------- | -------- | -------- | -------- | -------- | -------- | -------- | -------- |
| Libertad (C)                  | 1 - 0     | Def. de Pronunciamiento |          |          |          |          |          |          |          |          |          |
| Deportivo Achirense           | 4 - 2     | La Salle Jobson         |          |          |          |          |          |          |          |          |          |
| Sanjustino                    | 0 - 0     | Ben Hur                 |          |          |          |          |          |          |          |          |          |
| 9 de Julio (R)                | 2 - 3     | Viale FBC               |          |          |          |          |          |          |          |          |          |
| Atlético Uruguay              | 1 - 1     | Belgrano (P)            |          |          |          |          |          |          |          |          |          |
| Libre: Colegiales (Concordia) |           |                         |          |          |          |          |          |          |          |          |          |

#### Zona 6

##### Tabla de posiciones final
| Pos  | Equipo                                  | Pts | PJ | PG | PE | PP | GF | GC | Dif |
| ---- | --------------------------------------- | --- | -- | -- | -- | -- | -- | -- | --- |
| 1.º  | San Martín (Formosa)                    | 37  | 20 | 10 | 7  | 3  | 37 | 23 | 14  |
| 2.º  | Deportivo Fontana                       | 37  | 20 | 11 | 4  | 5  | 36 | 25 | 11  |
| 3.º  | Resistencia Central                     | 33  | 20 | 8  | 9  | 3  | 33 | 19 | 14  |
| 4.º  | Huracán de Goya                         | 31  | 20 | 8  | 7  | 5  | 27 | 21 | 6   |
| 5.º  | Ex Alumnos Escuela N°185                | 30  | 20 | 8  | 6  | 6  | 27 | 25 | 2   |
| 6.º  | Jorge Gibson Brown                      | 29  | 20 | 8  | 5  | 7  | 22 | 21 | 1   |
| 7.º  | Ferroviario Corrientes                  | 29  | 20 | 7  | 8  | 5  | 20 | 21 | -1  |
| 8.º  | Atlético Adelante                       | 25  | 20 | 6  | 7  | 7  | 21 | 24 | -3  |
| 9.º  | Independiente Fontana                   | 23  | 20 | 6  | 5  | 9  | 34 | 30 | 4   |
| 10.º | Sportivo (Presidencia Roque Sáenz Peña) | 14  | 20 | 2  | 8  | 10 | 28 | 42 | -14 |
| 11.º | Ocampo Fábrica                          | 8   | 20 | 2  | 2  | 16 | 20 | 54 | -34 |

|  | Clasificaron a la segunda fase del torneo. |
|  | Descendieron al Federal C 2016.            |

##### Resultados
| Fecha 1                         | Fecha 1   | Fecha 1               | Fecha 1 | Fecha 1 | Fecha 1 | Fecha 1 | Fecha 1 | Fecha 1 | Fecha 1 | Fecha 1 | Fecha 1 |
| Local                           | Resultado | Visitante             |         |         |         |         |         |         |         |         |         |
| ------------------------------- | --------- | --------------------- | ------- | ------- | ------- | ------- | ------- | ------- | ------- | ------- | ------- |
| Jorge Gibson Brown              | 3 - 2     | Ocampo Fábrica        |         |         |         |         |         |         |         |         |         |
| Deportivo Fontana (R)           | 3 - 2     | Resistencia Central   |         |         |         |         |         |         |         |         |         |
| Atlético Adelante               | 1 - 1     | Sportivo (PRSP)       |         |         |         |         |         |         |         |         |         |
| Huracán (G)                     | 1 - 2     | Ferroviario (C)       |         |         |         |         |         |         |         |         |         |
| San Martín (F)                  | 3 - 1     | Independiente Fontana |         |         |         |         |         |         |         |         |         |
| Libre: Ex Alumnos Escuela N°185 |           |                       |         |         |         |         |         |         |         |         |         |

| Fecha 2                  | Fecha 2   | Fecha 2                  | Fecha 2 | Fecha 2 | Fecha 2 | Fecha 2 | Fecha 2 | Fecha 2 | Fecha 2 | Fecha 2 | Fecha 2 |
| Local                    | Resultado | Visitante                |         |         |         |         |         |         |         |         |         |
| ------------------------ | --------- | ------------------------ | ------- | ------- | ------- | ------- | ------- | ------- | ------- | ------- | ------- |
| Independiente Fontana    | 2 - 2     | Deportivo Fontana (R)    |         |         |         |         |         |         |         |         |         |
| Resistencia Central      | 1 - 1     | Huracán (G)              |         |         |         |         |         |         |         |         |         |
| Ferroviario (C)          | 0 - 2     | Jorge Gibson Brown       |         |         |         |         |         |         |         |         |         |
| Sportivo (PRSP)          | 2 - 2     | San Martín (F)           |         |         |         |         |         |         |         |         |         |
| Ocampo Fábrica           | 0 - 1     | Ex Alumnos Escuela N°185 |         |         |         |         |         |         |         |         |         |
| Libre: Atlético Adelante |           |                          |         |         |         |         |         |         |         |         |         |

| Fecha 3                  | Fecha 3   | Fecha 3               | Fecha 3 | Fecha 3 | Fecha 3 | Fecha 3 | Fecha 3 | Fecha 3 | Fecha 3 | Fecha 3 | Fecha 3 |
| Local                    | Resultado | Visitante             |         |         |         |         |         |         |         |         |         |
| ------------------------ | --------- | --------------------- | ------- | ------- | ------- | ------- | ------- | ------- | ------- | ------- | ------- |
| Jorge Gibson Brown       | 0 - 0     | Resistencia Central   |         |         |         |         |         |         |         |         |         |
| Deportivo Fontana (R)    | 1 - 1     | Sportivo (PRSP)       |         |         |         |         |         |         |         |         |         |
| Ex Alumnos Escuela N°185 | 0 - 0     | Ferroviario (C)       |         |         |         |         |         |         |         |         |         |
| San Martín (F)           | 2 - 0     | Atlético Adelante     |         |         |         |         |         |         |         |         |         |
| Huracán (G)              | 2 - 1     | Independiente Fontana |         |         |         |         |         |         |         |         |         |
| Libre: Ocampo Fábrica    |           |                       |         |         |         |         |         |         |         |         |         |

| Fecha 4                     | Fecha 4   | Fecha 4                  | Fecha 4 | Fecha 4 | Fecha 4 | Fecha 4 | Fecha 4 | Fecha 4 | Fecha 4 | Fecha 4 | Fecha 4 |
| Local                       | Resultado | Visitante                |         |         |         |         |         |         |         |         |         |
| --------------------------- | --------- | ------------------------ | ------- | ------- | ------- | ------- | ------- | ------- | ------- | ------- | ------- |
| Sportivo (PRSP)             | 1 - 1     | Huracán (G)              |         |         |         |         |         |         |         |         |         |
| Ferroviario (C)             | 3 - 2     | Ocampo Fábrica           |         |         |         |         |         |         |         |         |         |
| Resistencia Central         | 4 - 1     | Ex Alumnos Escuela N°185 |         |         |         |         |         |         |         |         |         |
| Atlético Adelante           | 0 - 1     | Deportivo Fontana (R)    |         |         |         |         |         |         |         |         |         |
| Independiente Fontana       | 1 - 0     | Jorge Gibson Brown       |         |         |         |         |         |         |         |         |         |
| Libre: San Martín (Formosa) |           |                          |         |         |         |         |         |         |         |         |         |

| Fecha 5                         | Fecha 5   | Fecha 5               | Fecha 5 | Fecha 5 | Fecha 5 | Fecha 5 | Fecha 5 | Fecha 5 | Fecha 5 | Fecha 5 | Fecha 5 |
| Local                           | Resultado | Visitante             |         |         |         |         |         |         |         |         |         |
| ------------------------------- | --------- | --------------------- | ------- | ------- | ------- | ------- | ------- | ------- | ------- | ------- | ------- |
| Jorge Gibson Brown              | 2 - 1     | Sportivo (PRSP)       |         |         |         |         |         |         |         |         |         |
| Deportivo Fontana (R)           | 4 - 2     | San Martín (F)        |         |         |         |         |         |         |         |         |         |
| Ex Alumnos Escuela N°185        | 2 - 1     | Independiente Fontana |         |         |         |         |         |         |         |         |         |
| Huracán (G)                     | 2 - 2     | Atlético Adelante     |         |         |         |         |         |         |         |         |         |
| Ocampo Fábrica                  | 1 - 0     | Resistencia Central   |         |         |         |         |         |         |         |         |         |
| Libre: Ferroviario (Corrientes) |           |                       |         |         |         |         |         |         |         |         |         |

| Fecha 6                                | Fecha 6   | Fecha 6                  | Fecha 6 | Fecha 6 | Fecha 6 | Fecha 6 | Fecha 6 | Fecha 6 | Fecha 6 | Fecha 6 | Fecha 6 |
| Local                                  | Resultado | Visitante                |         |         |         |         |         |         |         |         |         |
| -------------------------------------- | --------- | ------------------------ | ------- | ------- | ------- | ------- | ------- | ------- | ------- | ------- | ------- |
| Independiente Fontana                  | 3 - 1     | Ocampo Fábrica           |         |         |         |         |         |         |         |         |         |
| San Martín (F)                         | 1 - 1     | Huracán (G)              |         |         |         |         |         |         |         |         |         |
| Resistencia Central                    | 1 - 1     | Ferroviario (C)          |         |         |         |         |         |         |         |         |         |
| Atlético Adelante                      | 1 - 0     | Jorge Gibson Brown       |         |         |         |         |         |         |         |         |         |
| Sportivo (PRSP)                        | 1 - 1     | Ex Alumnos Escuela N°185 |         |         |         |         |         |         |         |         |         |
| Libre: Deportivo Fontana (Resistencia) |           |                          |         |         |         |         |         |         |         |         |         |

| Fecha 7                    | Fecha 7   | Fecha 7               | Fecha 7 | Fecha 7 | Fecha 7 | Fecha 7 | Fecha 7 | Fecha 7 | Fecha 7 | Fecha 7 | Fecha 7 |
| Local                      | Resultado | Visitante             |         |         |         |         |         |         |         |         |         |
| -------------------------- | --------- | --------------------- | ------- | ------- | ------- | ------- | ------- | ------- | ------- | ------- | ------- |
| Jorge Gibson Brown         | 1 - 0     | San Martín (F)        |         |         |         |         |         |         |         |         |         |
| Ferroviario (C)            | 3 - 2     | Independiente Fontana |         |         |         |         |         |         |         |         |         |
| Ocampo Fábrica             | 2 - 1     | Sportivo (PRSP)       |         |         |         |         |         |         |         |         |         |
| Huracán (G)                | 2 - 1     | Deportivo Fontana (R) |         |         |         |         |         |         |         |         |         |
| Ex Alumnos Escuela N°185   | 0 - 0     | Atlético Adelante     |         |         |         |         |         |         |         |         |         |
| Libre: Resistencia Central |           |                       |         |         |         |         |         |         |         |         |         |

| Fecha 8                | Fecha 8   | Fecha 8                  | Fecha 8 | Fecha 8 | Fecha 8 | Fecha 8 | Fecha 8 | Fecha 8 | Fecha 8 | Fecha 8 | Fecha 8 |
| Local                  | Resultado | Visitante                |         |         |         |         |         |         |         |         |         |
| ---------------------- | --------- | ------------------------ | ------- | ------- | ------- | ------- | ------- | ------- | ------- | ------- | ------- |
| Independiente Fontana  | 0 - 2     | Resistencia Central      |         |         |         |         |         |         |         |         |         |
| Deportivo Fontana (R)  | 2 - 0     | Jorge Gibson Brown       |         |         |         |         |         |         |         |         |         |
| San Martín (F)         | 3 - 2     | Ex Alumnos Escuela N°185 |         |         |         |         |         |         |         |         |         |
| Sportivo (PRSP)        | 1 - 1     | Ferroviario (C)          |         |         |         |         |         |         |         |         |         |
| Atlético Adelante      | 3 - 2     | Ocampo Fábrica           |         |         |         |         |         |         |         |         |         |
| Libre: Huracán de Goya |           |                          |         |         |         |         |         |         |         |         |         |

| Fecha 9                      | Fecha 9   | Fecha 9               | Fecha 9 | Fecha 9 | Fecha 9 | Fecha 9 | Fecha 9 | Fecha 9 | Fecha 9 | Fecha 9 | Fecha 9 |
| Local                        | Resultado | Visitante             |         |         |         |         |         |         |         |         |         |
| ---------------------------- | --------- | --------------------- | ------- | ------- | ------- | ------- | ------- | ------- | ------- | ------- | ------- |
| Jorge Gibson Brown           | 3 - 1     | Huracán (G)           |         |         |         |         |         |         |         |         |         |
| Ferroviario (C)              | 0 - 1     | Atlético Adelante     |         |         |         |         |         |         |         |         |         |
| Resistencia Central          | 2 - 1     | Sportivo (PRSP)       |         |         |         |         |         |         |         |         |         |
| Ocampo Fábrica               | 1 - 3     | San Martín (F)        |         |         |         |         |         |         |         |         |         |
| Ex Alumnos Escuela N°185     | 2 - 1     | Deportivo Fontana (R) |         |         |         |         |         |         |         |         |         |
| Libre: Independiente Fontana |           |                       |         |         |         |         |         |         |         |         |         |

| Fecha 10                  | Fecha 10  | Fecha 10                 | Fecha 10 | Fecha 10 | Fecha 10 | Fecha 10 | Fecha 10 | Fecha 10 | Fecha 10 | Fecha 10 | Fecha 10 |
| Local                     | Resultado | Visitante                |          |          |          |          |          |          |          |          |          |
| ------------------------- | --------- | ------------------------ | -------- | -------- | -------- | -------- | -------- | -------- | -------- | -------- | -------- |
| Deportivo Fontana (R)     | 2 - 0     | Ocampo Fábrica           |          |          |          |          |          |          |          |          |          |
| Atlético Adelante         | 1 - 1     | Resistencia Central      |          |          |          |          |          |          |          |          |          |
| Sportivo (PRSP)           | 1 - 1     | Independiente Fontana    |          |          |          |          |          |          |          |          |          |
| San Martín (F)            | 1 - 0     | Ferroviario (C)          |          |          |          |          |          |          |          |          |          |
| Huracán (G)               | 1 - 0     | Ex Alumnos Escuela N°185 |          |          |          |          |          |          |          |          |          |
| Libre: Jorge Gibson Brown |           |                          |          |          |          |          |          |          |          |          |          |

| Fecha 11                                       | Fecha 11  | Fecha 11              | Fecha 11 | Fecha 11 | Fecha 11 | Fecha 11 | Fecha 11 | Fecha 11 | Fecha 11 | Fecha 11 | Fecha 11 |
| Local                                          | Resultado | Visitante             |          |          |          |          |          |          |          |          |          |
| ---------------------------------------------- | --------- | --------------------- | -------- | -------- | -------- | -------- | -------- | -------- | -------- | -------- | -------- |
| Ferroviario (C)                                | 0 - 0     | Deportivo Fontana (R) |          |          |          |          |          |          |          |          |          |
| Independiente Fontana                          | 2 - 0     | Atlético Adelante     |          |          |          |          |          |          |          |          |          |
| Resistencia Central                            | 2 - 2     | San Martín (F)        |          |          |          |          |          |          |          |          |          |
| Ex Alumnos Escuela N°185                       | 2 - 0     | Jorge Gibson Brown    |          |          |          |          |          |          |          |          |          |
| Ocampo Fábrica                                 | 1 - 2     | Huracán (G)           |          |          |          |          |          |          |          |          |          |
| Libre: Sportivo (Presidencia Roque Sáenz Peña) |           |                       |          |          |          |          |          |          |          |          |          |

| Fecha 12                        | Fecha 12  | Fecha 12              | Fecha 12 | Fecha 12 | Fecha 12 | Fecha 12 | Fecha 12 | Fecha 12 | Fecha 12 | Fecha 12 | Fecha 12 |
| Local                           | Resultado | Visitante             |          |          |          |          |          |          |          |          |          |
| ------------------------------- | --------- | --------------------- | -------- | -------- | -------- | -------- | -------- | -------- | -------- | -------- | -------- |
| Sportivo (PRSP)                 | 4 - 1     | Atlético Adelante     |          |          |          |          |          |          |          |          |          |
| Ferroviario (C)                 | 0 - 0     | Huracán (G)           |          |          |          |          |          |          |          |          |          |
| Resistencia Central             | 2 - 0     | Deportivo Fontana (R) |          |          |          |          |          |          |          |          |          |
| Independiente Fontana           | 0 - 1     | San Martín (F)        |          |          |          |          |          |          |          |          |          |
| Ocampo Fábrica                  | 1 - 1     | Jorge Gibson Brown    |          |          |          |          |          |          |          |          |          |
| Libre: Ex Alumnos Escuela N°185 |           |                       |          |          |          |          |          |          |          |          |          |

| Fecha 13                 | Fecha 13  | Fecha 13              | Fecha 13 | Fecha 13 | Fecha 13 | Fecha 13 | Fecha 13 | Fecha 13 | Fecha 13 | Fecha 13 | Fecha 13 |
| Local                    | Resultado | Visitante             |          |          |          |          |          |          |          |          |          |
| ------------------------ | --------- | --------------------- | -------- | -------- | -------- | -------- | -------- | -------- | -------- | -------- | -------- |
| Jorge Gibson Brown       | 0 - 0     | Ferroviario (C)       |          |          |          |          |          |          |          |          |          |
| Deportivo Fontana (R)    | 3 - 2     | Independiente Fontana |          |          |          |          |          |          |          |          |          |
| Huracán (G)              | 0 - 1     | Resistencia Central   |          |          |          |          |          |          |          |          |          |
| San Martín (F)           | 5 - 1     | Sportivo (PRSP)       |          |          |          |          |          |          |          |          |          |
| Ex Alumnos Escuela N°185 | 7 - 1     | Ocampo Fábrica        |          |          |          |          |          |          |          |          |          |
| Libre: Atlético Adelante |           |                       |          |          |          |          |          |          |          |          |          |

| Fecha 14              | Fecha 14  | Fecha 14                 | Fecha 14 | Fecha 14 | Fecha 14 | Fecha 14 | Fecha 14 | Fecha 14 | Fecha 14 | Fecha 14 | Fecha 14 |
| Local                 | Resultado | Visitante                |          |          |          |          |          |          |          |          |          |
| --------------------- | --------- | ------------------------ | -------- | -------- | -------- | -------- | -------- | -------- | -------- | -------- | -------- |
| Resistencia Central   | 3 - 2     | Jorge Gibson Brown       |          |          |          |          |          |          |          |          |          |
| Ferroviario (C)       | 0 - 0     | Ex Alumnos Escuela N°185 |          |          |          |          |          |          |          |          |          |
| Independiente Fontana | 1 - 2     | Huracán (G)              |          |          |          |          |          |          |          |          |          |
| Sportivo (PRSP)       | 2 - 3     | Deportivo Fontana (R)    |          |          |          |          |          |          |          |          |          |
| Atlético Adelante     | 0 - 0     | San Martín (F)           |          |          |          |          |          |          |          |          |          |
| Libre: Ocampo Fábrica |           |                          |          |          |          |          |          |          |          |          |          |

| Fecha 15                    | Fecha 15  | Fecha 15              | Fecha 15 | Fecha 15 | Fecha 15 | Fecha 15 | Fecha 15 | Fecha 15 | Fecha 15 | Fecha 15 | Fecha 15 |
| Local                       | Resultado | Visitante             |          |          |          |          |          |          |          |          |          |
| --------------------------- | --------- | --------------------- | -------- | -------- | -------- | -------- | -------- | -------- | -------- | -------- | -------- |
| Jorge Gibson Brown          | 1 - 1     | Independiente Fontana |          |          |          |          |          |          |          |          |          |
| Ex Alumnos Escuela N°185    | 1 - 1     | Resistencia Central   |          |          |          |          |          |          |          |          |          |
| Ocampo Fábrica              | 0 - 1     | Ferroviario (C)       |          |          |          |          |          |          |          |          |          |
| Deportivo Fontana (R)       | 2 - 0     | Atlético Adelante     |          |          |          |          |          |          |          |          |          |
| Huracán (G)                 | 2 - 0     | Sportivo (PRSP)       |          |          |          |          |          |          |          |          |          |
| Libre: San Martín (Formosa) |           |                       |          |          |          |          |          |          |          |          |          |

| Fecha 16                        | Fecha 16  | Fecha 16                 | Fecha 16 | Fecha 16 | Fecha 16 | Fecha 16 | Fecha 16 | Fecha 16 | Fecha 16 | Fecha 16 | Fecha 16 |
| Local                           | Resultado | Visitante                |          |          |          |          |          |          |          |          |          |
| ------------------------------- | --------- | ------------------------ | -------- | -------- | -------- | -------- | -------- | -------- | -------- | -------- | -------- |
| Resistencia Central             | 6 - 0     | Ocampo Fábrica           |          |          |          |          |          |          |          |          |          |
| Atlético Adelante               | 3 - 1     | Huracán (G)              |          |          |          |          |          |          |          |          |          |
| San Martín (F)                  | 4 - 2     | Deportivo Fontana (R)    |          |          |          |          |          |          |          |          |          |
| Independiente Fontana           | 5 - 1     | Ex Alumnos Escuela N°185 |          |          |          |          |          |          |          |          |          |
| Sportivo (PRSP)                 | 0 - 1     | Jorge Gibson Brown       |          |          |          |          |          |          |          |          |          |
| Libre: Ferroviario (Corrientes) |           |                          |          |          |          |          |          |          |          |          |          |

| Fecha 17                               | Fecha 17  | Fecha 17              | Fecha 17 | Fecha 17 | Fecha 17 | Fecha 17 | Fecha 17 | Fecha 17 | Fecha 17 | Fecha 17 | Fecha 17 |
| Local                                  | Resultado | Visitante             |          |          |          |          |          |          |          |          |          |
| -------------------------------------- | --------- | --------------------- | -------- | -------- | -------- | -------- | -------- | -------- | -------- | -------- | -------- |
| Jorge Gibson Brown                     | 2 - 1     | Atlético Adelante     |          |          |          |          |          |          |          |          |          |
| Ocampo Fábrica                         | 1 - 2     | Independiente Fontana |          |          |          |          |          |          |          |          |          |
| Ferroviario (C)                        | 0 - 0     | Resistencia Central   |          |          |          |          |          |          |          |          |          |
| Huracán (G)                            | 1 - 1     | San Martín (F)        |          |          |          |          |          |          |          |          |          |
| Ex Alumnos Escuela N°185               | 3 - 2     | Sportivo (PRSP)       |          |          |          |          |          |          |          |          |          |
| Libre: Deportivo Fontana (Resistencia) |           |                       |          |          |          |          |          |          |          |          |          |

| Fecha 18                   | Fecha 18  | Fecha 18                 | Fecha 18 | Fecha 18 | Fecha 18 | Fecha 18 | Fecha 18 | Fecha 18 | Fecha 18 | Fecha 18 | Fecha 18 |
| Local                      | Resultado | Visitante                |          |          |          |          |          |          |          |          |          |
| -------------------------- | --------- | ------------------------ | -------- | -------- | -------- | -------- | -------- | -------- | -------- | -------- | -------- |
| San Martín (F)             | 1 - 1     | Jorge Gibson Brown       |          |          |          |          |          |          |          |          |          |
| Independiente Fontana      | 2 - 3     | Ferroviario (C)          |          |          |          |          |          |          |          |          |          |
| Deportivo Fontana (R)      | 0 - 0     | Huracán (G)              |          |          |          |          |          |          |          |          |          |
| Sportivo (PRSP)            | 4 - 2     | Ocampo Fábrica           |          |          |          |          |          |          |          |          |          |
| Atlético Adelante          | 1 - 0     | Ex Alumnos Escuela N°185 |          |          |          |          |          |          |          |          |          |
| Libre: Resistencia Central |           |                          |          |          |          |          |          |          |          |          |          |

| Fecha 19                 | Fecha 19  | Fecha 19              | Fecha 19 | Fecha 19 | Fecha 19 | Fecha 19 | Fecha 19 | Fecha 19 | Fecha 19 | Fecha 19 | Fecha 19 |
| Local                    | Resultado | Visitante             |          |          |          |          |          |          |          |          |          |
| ------------------------ | --------- | --------------------- | -------- | -------- | -------- | -------- | -------- | -------- | -------- | -------- | -------- |
| Resistencia Central      | 1 - 1     | Independiente Fontana |          |          |          |          |          |          |          |          |          |
| Ocampo Fábrica           | 3 - 3     | Atlético Adelante     |          |          |          |          |          |          |          |          |          |
| Ex Alumnos Escuela N°185 | 1 - 1     | San Martín (F)        |          |          |          |          |          |          |          |          |          |
| Ferroviario (C)          | 3 - 1     | Sportivo (PRSP)       |          |          |          |          |          |          |          |          |          |
| Jorge Gibson Brown       | 3 - 2     | Deportivo Fontana (R) |          |          |          |          |          |          |          |          |          |
| Libre: Huracán de Goya   |           |                       |          |          |          |          |          |          |          |          |          |

| Fecha 20                     | Fecha 20  | Fecha 20                 | Fecha 20 | Fecha 20 | Fecha 20 | Fecha 20 | Fecha 20 | Fecha 20 | Fecha 20 | Fecha 20 | Fecha 20 |
| Local                        | Resultado | Visitante                |          |          |          |          |          |          |          |          |          |
| ---------------------------- | --------- | ------------------------ | -------- | -------- | -------- | -------- | -------- | -------- | -------- | -------- | -------- |
| Sportivo (PRSP)              | 2 - 2     | Resistencia Central      |          |          |          |          |          |          |          |          |          |
| Deportivo Fontana (R)        | 2 - 0     | Ex Alumnos Escuela N°185 |          |          |          |          |          |          |          |          |          |
| Huracán (G)                  | 1 - 0     | Jorge Gibson Brown       |          |          |          |          |          |          |          |          |          |
| San Martín (F)               | 2 - 0     | Ocampo Fábrica           |          |          |          |          |          |          |          |          |          |
| Atlético Adelante            | 3 - 0     | Ferroviario (C)          |          |          |          |          |          |          |          |          |          |
| Libre: Independiente Fontana |           |                          |          |          |          |          |          |          |          |          |          |

| Fecha 21                  | Fecha 21  | Fecha 21              | Fecha 21 | Fecha 21 | Fecha 21 | Fecha 21 | Fecha 21 | Fecha 21 | Fecha 21 | Fecha 21 | Fecha 21 |
| Local                     | Resultado | Visitante             |          |          |          |          |          |          |          |          |          |
| ------------------------- | --------- | --------------------- | -------- | -------- | -------- | -------- | -------- | -------- | -------- | -------- | -------- |
| Resistencia Central       | 1 - 0     | Atlético Adelante     |          |          |          |          |          |          |          |          |          |
| Independiente Fontana     | 6 - 1     | Sportivo (PRSP)       |          |          |          |          |          |          |          |          |          |
| Ocampo Fábrica            | 0 - 2     | Deportivo Fontana (R) |          |          |          |          |          |          |          |          |          |
| Ex Alumnos Escuela N°185  | 2 - 1     | Huracán (G)           |          |          |          |          |          |          |          |          |          |
| Ferroviario (C)           | 2 - 1     | San Martín (F)        |          |          |          |          |          |          |          |          |          |
| Libre: Jorge Gibson Brown |           |                       |          |          |          |          |          |          |          |          |          |

| Fecha 22                                       | Fecha 22  | Fecha 22                 | Fecha 22 | Fecha 22 | Fecha 22 | Fecha 22 | Fecha 22 | Fecha 22 | Fecha 22 | Fecha 22 | Fecha 22 |
| Local                                          | Resultado | Visitante                |          |          |          |          |          |          |          |          |          |
| ---------------------------------------------- | --------- | ------------------------ | -------- | -------- | -------- | -------- | -------- | -------- | -------- | -------- | -------- |
| San Martín (F)                                 | 2 - 1     | Resistencia Central      |          |          |          |          |          |          |          |          |          |
| Atlético Adelante                              | 0 - 0     | Independiente Fontana    |          |          |          |          |          |          |          |          |          |
| Deportivo Fontana (R)                          | 3 - 1     | Ferroviario (C)          |          |          |          |          |          |          |          |          |          |
| Jorge Gibson Brown                             | 0 - 1     | Ex Alumnos Escuela N°185 |          |          |          |          |          |          |          |          |          |
| Huracán (G)                                    | 5 - 0     | Ocampo Fábrica           |          |          |          |          |          |          |          |          |          |
| Libre: Sportivo (Presidencia Roque Sáenz Peña) |           |                          |          |          |          |          |          |          |          |          |          |

#### Zona 7

##### Tabla de posiciones final
| Pos  | Equipo                            | Pts | PJ | PG | PE | PP | GF | GC | Dif |
| ---- | --------------------------------- | --- | -- | -- | -- | -- | -- | -- | --- |
| 1.º  | Deportivo Tabacal                 | 48  | 22 | 14 | 6  | 2  | 39 | 16 | 23  |
| 2.º  | Central Norte (Salta)             | 41  | 22 | 11 | 8  | 3  | 28 | 15 | 13  |
| 3.º  | Mitre (Salta)                     | 36  | 22 | 9  | 9  | 4  | 28 | 19 | 9   |
| 4.º  | Talleres (Perico)                 | 36  | 22 | 9  | 9  | 4  | 27 | 21 | 6   |
| 5.º  | Tiro y Gimnasia                   | 30  | 22 | 8  | 6  | 8  | 28 | 29 | -1  |
| 6.º  | Atlético Pellegrini (Salta)       | 28  | 22 | 8  | 4  | 10 | 32 | 30 | 2   |
| 7.º  | Independiente (Hipólito Yrigoyen) | 28  | 22 | 6  | 10 | 6  | 18 | 17 | 1   |
| 8.º  | Río Grande                        | 25  | 22 | 7  | 4  | 11 | 30 | 39 | -9  |
| 9.º  | Camioneros Argentinos del Norte   | 24  | 22 | 6  | 6  | 10 | 29 | 29 | 0   |
| 10.º | Monterrico San Vicente            | 22  | 22 | 5  | 7  | 10 | 21 | 30 | -9  |
| 11.º | Atlético Chicoana                 | 19  | 22 | 3  | 10 | 9  | 23 | 30 | -7  |
| 12.º | Herminio Arrieta                  | 17  | 22 | 4  | 5  | 13 | 18 | 46 | -28 |

|  | Clasificaron a la segunda fase del torneo. |
|  | Descendieron al Federal C 2016.            |

##### Resultados
| Mitre (S)              | 1 - 1 | Camioneros Argentinos del Norte |
| Central Norte (S)      | 1 - 1 | Atlético Pellegrini (S)         |
| Monterrico San Vicente | 1 - 3 | Talleres (P)                    |
| Herminio Arrieta       | 2 - 1 | Río Grande                      |
| Atlético Chicoana      | 2 - 0 | Tiro y Gimnasia                 |
| Independiente (HY)     | 1 - 1 | Deportivo Tabacal               |

| Atlético Pellegrini (S) | 1 - 1 | Independiente (HY)              |
| Río Grande              | 1 - 3 | Monterrico San Vicente          |
| Deportivo Tabacal       | 4 - 2 | Camioneros Argentinos del Norte |
| Tiro y Gimnasia         | 1 - 1 | Herminio Arrieta                |
| Talleres (P)            | 0 - 0 | Central Norte (S)               |
| Atlético Chicoana       | 2 - 3 | Mitre (S)                       |

| Mitre (S)                       | 1 - 2 | Deportivo Tabacal       |
| Central Norte (S)               | 2 - 1 | Río Grande              |
| Camioneros Argentinos del Norte | 4 - 0 | Atlético Pellegrini (S) |
| Monterrico San Vicente          | 0 - 2 | Tiro y Gimnasia         |
| Herminio Arrieta                | 0 - 1 | Atlético Chicoana       |
| Independiente (HY)              | 1 - 1 | Talleres (P)            |

| Atlético Pellegrini (S) | 0 - 1 | Deportivo Tabacal               |
| Talleres (P)            | 1 - 1 | Camioneros Argentinos del Norte |
| Río Grande              | 4 - 3 | Independiente (HY)              |
| Tiro y Gimnasia         | 2 - 0 | Central Norte (S)               |
| Herminio Arrieta        | 2 - 2 | Mitre (S)                       |
| Atlético Chicoana       | 0 - 0 | Monterrico San Vicente          |

| Mitre (S)                       | 1 - 0 | Atlético Pellegrini (S) |
| Independiente (HY)              | 1 - 2 | Tiro y Gimnasia         |
| Central Norte (S)               | 1 - 1 | Atlético Chicoana       |
| Deportivo Tabacal               | 2 - 0 | Talleres (P)            |
| Camioneros Argentinos del Norte | 2 - 1 | Río Grande              |
| Monterrico San Vicente          | 3 - 0 | Herminio Arrieta        |

| Río Grande             | 0 - 2 | Deportivo Tabacal               |
| Tiro y Gimnasia        | 0 - 2 | Camioneros Argentinos del Norte |
| Monterrico San Vicente | 2 - 1 | Mitre (S)                       |
| Talleres (P)           | 5 - 1 | Atlético Pellegrini (S)         |
| Herminio Arrieta       | 0 - 2 | Central Norte (S)               |
| Atlético Chicoana      | 1 - 1 | Independiente (HY)              |

| Mitre (S)                       | 2 - 0 | Talleres (P)           |
| Central Norte (S)               | 2 - 0 | Monterrico San Vicente |
| Camioneros Argentinos del Norte | 0 - 0 | Atlético Chicoana      |
| Independiente (HY)              | 2 - 0 | Herminio Arrieta       |
| Atlético Pellegrini (S)         | 7 - 1 | Río Grande             |
| Deportivo Tabacal               | 4 - 3 | Tiro y Gimnasia        |

| Central Norte (S)      | 1 - 1 | Mitre (S)                       |
| Atlético Chicoana      | 0 - 2 | Deportivo Tabacal               |
| Monterrico San Vicente | 1 - 1 | Independiente (HY)              |
| Río Grande             | 1 - 1 | Talleres (P)                    |
| Herminio Arrieta       | 2 - 0 | Camioneros Argentinos del Norte |
| Tiro y Gimnasia        | 1 - 0 | Atlético Pellegrini (S)         |

| Deportivo Tabacal               | 4 - 0 | Herminio Arrieta       |
| Camioneros Argentinos del Norte | 1 - 2 | Monterrico San Vicente |
| Mitre (S)                       | 1 - 0 | Río Grande             |
| Atlético Pellegrini (S)         | 3 - 2 | Atlético Chicoana      |
| Talleres (P)                    | 2 - 1 | Tiro y Gimnasia        |
| Independiente (HY)              | 1 - 0 | Central Norte (S)      |

| Tiro y Gimnasia        | 2 - 0 | Río Grande                      |
| Monterrico San Vicente | 0 - 0 | Deportivo Tabacal               |
| Central Norte (S)      | 1 - 0 | Camioneros Argentinos del Norte |
| Independiente (HY)     | 0 - 0 | Mitre (S)                       |
| Atlético Chicoana      | 0 - 1 | Talleres (P)                    |
| Herminio Arrieta       | 1 - 2 | Atlético Pellegrini (S)         |

| Talleres (P)                    | 2 - 1 | Herminio Arrieta       |
| Atlético Pellegrini (S)         | 4 - 2 | Monterrico San Vicente |
| Deportivo Tabacal               | 2 - 0 | Central Norte (S)      |
| Río Grande                      | 1 - 1 | Atlético Chicoana      |
| Camioneros Argentinos del Norte | 0 - 0 | Independiente (HY)     |
| Mitre (S)                       | 4 - 1 | Tiro y Gimnasia        |

| Tiro y Gimnasia                 | 3 - 2 | Atlético Chicoana      |
| Deportivo Tabacal               | 0 - 0 | Independiente (HY)     |
| Río Grande                      | 4 - 0 | Herminio Arrieta       |
| Talleres (P)                    | 1 - 1 | Monterrico San Vicente |
| Atlético Pellegrini (S)         | 0 - 1 | Central Norte (S)      |
| Camioneros Argentinos del Norte | 0 - 1 | Mitre (S)              |

| Mitre (S)                       | 2 - 0 | Atlético Chicoana       |
| Camioneros Argentinos del Norte | 0 - 2 | Deportivo Tabacal       |
| Independiente (HY)              | 0 - 1 | Atlético Pellegrini (S) |
| Monterrico San Vicente          | 1 - 1 | Río Grande              |
| Central Norte (S)               | 1 - 0 | Talleres (P)            |
| Herminio Arrieta                | 0 - 0 | Tiro y Gimnasia         |

| Deportivo Tabacal       | 1 - 1 | Mitre (S)                       |
| Atlético Pellegrini (S) | 1 - 0 | Camioneros Argentinos del Norte |
| Río Grande              | 0 - 3 | Central Norte (S)               |
| Tiro y Gimnasia         | 3 - 1 | Monterrico San Vicente          |
| Atlético Chicoana       | 1 - 1 | Herminio Arrieta                |
| Talleres (P)            | 1 - 0 | Independiente (HY)              |

| Central Norte (S)               | 1 - 1 | Tiro y Gimnasia         |
| Camioneros Argentinos del Norte | 1 - 1 | Talleres (P)            |
| Mitre (S)                       | 1 - 2 | Herminio Arrieta        |
| Monterrico San Vicente          | 1 - 1 | Atlético Chicoana       |
| Deportivo Tabacal               | 1 - 0 | Atlético Pellegrini (S) |
| Independiente (HY)              | 1 - 2 | Río Grande              |

| Atlético Pellegrini (S) | 0 - 2 | Mitre (S)                       |
| Talleres (P)            | 2 - 0 | Deportivo Tabacal               |
| Herminio Arrieta        | 2 - 0 | Monterrico San Vicente          |
| Tiro y Gimnasia         | 0 - 0 | Independiente (HY)              |
| Atlético Chicoana       | 2 - 2 | Central Norte (S)               |
| Río Grande              | 4 - 3 | Camioneros Argentinos del Norte |

| Deportivo Tabacal               | 1 - 1 | Río Grande             |
| Atlético Pellegrini (S)         | 3 - 0 | Talleres (S)           |
| Central Norte (S)               | 1 - 0 | Herminio Arrieta       |
| Independiente (HY)              | 1 - 0 | Atlético Chicoana      |
| Mitre (S)                       | 0 - 0 | Monterrico San Vicente |
| Camioneros Argentinos del Norte | 0 - 1 | Tiro y Gimnasia        |

| Tiro y Gimnasia        | 0 - 1 | Deportivo Tabacal               |
| Río Grande             | 2 - 0 | Atlético Pellegrini (S)         |
| Atlético Chicoana      | 3 - 4 | Camioneros Argentinos del Norte |
| Herminio Arrieta       | 0 - 2 | Independiente (HY)              |
| Talleres (P)           | 1 - 1 | Mitre (S)                       |
| Monterrico San Vicente | 1 - 3 | Central Norte (S)               |

| Deportivo Tabacal               | 2 - 3 | Atlético Chicoana      |
| Atlético Pellegrini (S)         | 1 - 1 | Tiro y Gimnasia        |
| Independiente (HY)              | 1 - 0 | Monterrico San Vicente |
| Mitre (S)                       | 0 - 2 | Central Norte (S)      |
| Camioneros Argentinos del Norte | 6 - 2 | Herminio Arrieta       |
| Talleres (P)                    | 2 - 1 | Río Grande             |

| Central Norte (S)      | 2 - 0 | Independiente (HY)              |
| Río Grande             | 0 - 1 | Mitre (S)                       |
| Monterrico San Vicente | 0 - 1 | Camioneros Argentinos del Norte |
| Tiro y Gimnasia        | 1 - 2 | Talleres (P)                    |
| Herminio Arrieta       | 1 - 5 | Deportivo Tabacal               |
| Atlético Chicoana      | 1 - 1 | Atlético Pellegrini (S)         |

| Río Grande                      | 3 - 1 | Tiro y Gimnasia        |
| Talleres (P)                    | 0 - 0 | Atlético Chicoana      |
| Deportivo Tabacal               | 1 - 0 | Monterrico San Vicente |
| Atlético Pellegrini (S)         | 5 - 0 | Herminio Arrieta       |
| Mitre (S)                       | 0 - 0 | Independiente (HY)     |
| Camioneros Argentinos del Norte | 1 - 1 | Central Norte (S)      |

| Herminio Arrieta       | 1 - 1 | Talleres (P)                    |
| Central Norte (S)      | 1 - 1 | Deportivo Tabacal               |
| Tiro y Gimnasia        | 2 - 2 | Mitre (S)                       |
| Monterrico San Vicente | 2 - 1 | Atlético Pellegrini (S)         |
| Atlético Chicoana      | 0 - 1 | Río Grande                      |
| Independiente (HY)     | 1 - 0 | Camioneros Argentinos del Norte |

#### Zona 8

##### Tabla de posiciones final
| Pos  | Equipo                       | Pts | PJ | PG | PE | PP | GF | GC | Dif |
| ---- | ---------------------------- | --- | -- | -- | -- | -- | -- | -- | --- |
| 1.º  | Güemes (Santiago del Estero) | 42  | 20 | 12 | 6  | 2  | 24 | 9  | 15  |
| 2.º  | Comercio (Santa Sylvina)     | 33  | 20 | 9  | 6  | 5  | 30 | 23 | 7   |
| 3.º  | Sportivo Guzmán              | 32  | 20 | 10 | 2  | 8  | 20 | 18 | 2   |
| 4.º  | Unión Santiago               | 31  | 20 | 8  | 7  | 5  | 20 | 16 | 4   |
| 5.º  | Sarmiento (La Banda)         | 29  | 20 | 8  | 5  | 7  | 30 | 27 | 3   |
| 6.º  | Comercio Central Unidos      | 26  | 20 | 7  | 5  | 8  | 28 | 25 | 3   |
| 7.º  | Instituto Santiago           | 26  | 20 | 7  | 5  | 8  | 26 | 28 | -2  |
| 8.º  | Juventud Unida (Charata)     | 25  | 20 | 7  | 4  | 9  | 23 | 31 | -8  |
| 9.º  | Atlético Concepción          | 16  | 19 | 4  | 4  | 11 | 15 | 26 | -11 |
| 10.º | San Carlos (La Escondida)    | 10  | 19 | 2  | 4  | 13 | 19 | 46 | -27 |

|  | Clasificaron a la segunda fase del torneo. |
|  | Descendieron al Federal C 2016.            |

##### Resultados
| Sportivo Guzmán    | 1 - 0 | Atlético Concepción     |
| San Carlos (LE)    | 1 - 2 | Comercio (SS)           |
| Unión Santiago     | 1 - 0 | Güemes (SdE)            |
| Instituto Santiago | 2 - 0 | Sarmiento (LB)          |
| Juventud Unida (C) | 1 - 1 | Comercio Central Unidos |

| Sportivo Guzmán         | 2 - 0 | San Carlos (LE)    |
| Sarmiento (LB)          | 3 - 2 | Juventud Unida (C) |
| Atlético Concepción     | 0 - 0 | Unión Santiago     |
| Guemes (SdE)            | 4 - 2 | Instituto Santiago |
| Comercio Central Unidos | 0 - 1 | Comercio (SS)      |

| Comercio (SS)      | 1 - 1 | Sarmiento (LB)          |
| Instituto Santiago | 0 - 0 | Atlético Concepción     |
| Unión Santiago     | 1 - 2 | Sportivo Guzmán         |
| San Carlos (LE)    | 3 - 3 | Comercio Central Unidos |
| Juventud Unida (C) | 0 - 1 | Güemes (SdE)            |

| Sportivo Guzmán     | 1 - 0 | Instituto Santiago      |
| Atlético Concepción | 1 - 2 | Juventud Unida (C)      |
| Güemes (SdE)        | 0 - 0 | Comercio (SS)           |
| Sarmiento (LB)      | 3 - 0 | Comercio Central Unidos |
| Unión Santiago      | 2 - 0 | San Carlos (LE)         |

| Comercio (SS)           | 2 - 2 | Atlético Concepción |
| San Carlos (LE)         | 1 - 4 | Sarmiento (LB)      |
| Comercio Central Unidos | 0 - 1 | Güemes (SdE)        |
| Instituto Santiago      | 1 - 1 | Unión Santiago      |
| Juventud Unida (C)      | 2 - 1 | Sportivo Guzmán     |

| Sportivo Guzmán     | 2 - 2 | Comercio (SS)           |
| Atlético Concepción | 2 - 1 | Comercio Central Unidos |
| Instituto Santiago  | 5 - 1 | San Carlos (LE)         |
| Güemes (SdE)        | 1 - 1 | Sarmiento (LB)          |
| Unión Santiago      | 3 - 1 | Juventud Unida (C)      |

| Comercio Central Unidos | 1 - 0 | Sportivo Guzmán     |
| Sarmiento (LB)          | 2 - 1 | Atlético Concepción |
| San Carlos (LE)         | 0 - 1 | Güemes (SdE)        |
| Comercio (SS)           | 2 - 1 | Unión Santiago      |
| Juventud Unida (C)      | 1 - 2 | Instituto Santiago  |

| Sportivo Guzmán     | 1 - 0 | Sarmiento (LB)          |
| Atlético Concepción | 0 - 1 | Güemes (SdE)            |
| Instituto Santiago  | 2 - 4 | Comercio (SS)           |
| Unión Santiago      | 1 - 0 | Comercio Central Unidos |
| Juventud Unida (C)  | 1 - 1 | San Carlos (LE)         |

| Güemes (SdE)            | 2 - 0 | Sportivo Guzmán     |
| Comercio (SS)           | 0 - 1 | Juventud Unida (C)  |
| Sarmiento (LB)          | 1 - 0 | Unión Santiago      |
| Comercio Central Unidos | 0 - 1 | Instituto Santiago  |
| San Carlos (LE)         | 2 - 0 | Atlético Concepción |

| Güemes (SdE)            | 1 - 1 | Unión Santiago     |
| Sarmiento (LB)          | 2 - 1 | Instituto Santiago |
| Atlético Concepción     | 0 - 2 | Sportivo Guzmán    |
| Comercio Central Unidos | 1 - 1 | Juventud Unida (C) |
| Comercio (SS)           | 5 - 0 | San Carlos (LE)    |

| Instituto Santiago | 0 - 0 | Güemes (SdE)            |
| Comercio (SS)      | 2 - 3 | Comercio Central Unidos |
| Unión Santiago     | 1 - 0 | Atlético Concepción     |
| San Carlos (LE)    | 2 - 1 | Sportivo Guzmán         |
| Juventud Unida (C) | 2 - 1 | Sarmiento (LB)          |

| Güemes (SdE)            | 3 - 0 | Juventud Unida (C) |
| Sarmiento (LB)          | 1 - 2 | Comercio (SS)      |
| Sportivo Guzmán         | 0 - 2 | Unión Santiago     |
| Comercio Central Unidos | 6 - 1 | San Carlos (LE)    |
| Atlético Concepción     | 2 - 0 | Instituto Santiago |

| Instituto Santiago      | 2 - 1 | Sportivo Guzmán     |
| San Carlos (LE)         | 0 - 2 | Unión Santiago      |
| Juventud Unida (C)      | 3 - 0 | Atlético Concepción |
| Comercio (SS)           | 0 - 0 | Güemes (SdE)        |
| Comercio Central Unidos | 1 - 0 | Sarmiento (LB)      |

| Atlético Concepción | 2 - 0 | Comercio (SS)           |
| Sportivo Guzmán     | 0 - 0 | Juventud Unida (C)      |
| Sarmiento (LB)      | 2 - 2 | San Carlos (LE)         |
| Unión Santiago      | 1 - 1 | Instituto Santiago      |
| Güemes (SdE)        | 1 - 0 | Comercio Central Unidos |

| Comercio Central Unidos | 1 - 0 | Atlético Concepción |
| Sarmiento (LB)          | 1 - 2 | Güemes (SdE)        |
| San Carlos (LE)         | 3 - 3 | Instituto Santiago  |
| Comercio (SS)           | 3 - 1 | Sportivo Guzmán     |
| Juventud Unida (C)      | 1 - 2 | Unión Santiago      |

| Instituto Santiago  | 1 - 0 | Juventud Unida (C)      |
| Güemes (SdE)        | 2 - 1 | San Carlos (LE)         |
| Atlético Concepción | 3 - 3 | Sarmiento (LB)          |
| Sportivo Guzmán     | 1 - 0 | Comercio Central Unidos |
| Unión Santiago      | 0 - 0 | Comercio (SS)           |

| Güemes (SdE)            | 3 - 1 | Atlético Concepción |
| Sarmiento (LB)          | 1 - 0 | Sportivo Guzmán     |
| Comercio Central Unidos | 2 - 0 | Unión Santiago      |
| San Carlos (LE)         | 1 - 2 | Juventud Unida (C)  |
| Comercio (SS)           | 1 - 0 | Instituto Santiago  |

| Sportivo Guzmán     | 1 - 0 | Güemes (SdE)            |
| Juventud Unida (C)  | 3 - 1 | Comercio (SS)           |
| Unión Santiago      | 1 - 1 | Sarmiento (LB)          |
| Instituto Santiago  | 1 - 3 | Comercio Central Unidos |
| Atlético Concepción | -     | San Carlos (LE)         |

#### Zona 9

##### Tabla de posiciones final
| Pos  | Equipo                            | Pts | PJ | PG | PE | PP | GF | GC | Dif |
| ---- | --------------------------------- | --- | -- | -- | -- | -- | -- | -- | --- |
| 1.º  | Almirante Brown (Lules)           | 38  | 20 | 11 | 5  | 4  | 33 | 18 | 15  |
| 2.º  | Villa Cubas                       | 34  | 20 | 9  | 7  | 4  | 35 | 21 | 14  |
| 3.º  | Atlético Amalia                   | 33  | 20 | 9  | 6  | 5  | 29 | 21 | 8   |
| 4.º  | Deportivo Lastenia                | 30  | 20 | 8  | 6  | 6  | 22 | 18 | 4   |
| 5.º  | Progreso (Rosario de la Frontera) | 29  | 20 | 7  | 8  | 5  | 16 | 16 | 0   |
| 6.º  | Bella Vista (Tucumán)             | 28  | 20 | 7  | 7  | 6  | 26 | 19 | 7   |
| 7.º  | Atlético Policial                 | 27  | 20 | 7  | 6  | 7  | 25 | 26 | -1  |
| 8.º  | Talleres (Frías)                  | 24  | 20 | 6  | 6  | 8  | 27 | 32 | -5  |
| 9.º  | Deportivo Aguilares               | 22  | 20 | 6  | 4  | 10 | 25 | 31 | -6  |
| 10.º | Atlético Famaillá                 | 8   | 20 | 1  | 5  | 14 | 8  | 29 | -21 |

|  | Clasificaron a la segunda fase del torneo. |
|  | Descendieron al Federal C 2016.            |

##### Resultados
| Atlético Amalia     | 1 - 0 | Atlético Famaillá  |
| Almirante Brown (L) | 1 - 0 | Deportivo Lastenia |
| Deportivo Aguilares | 1 - 0 | Bella Vista (T)    |
| Progreso (RdlF)     | 1 - 1 | Talleres (F)       |
| Atlético Policial   | 3 - 1 | Villa Cubas        |

| Atlético Policial  | 0 - 1 | Progreso (RdlF)     |
| Bella Vista (T)    | 1 - 1 | Talleres (F)        |
| Atlético Famaillá  | 1 - 2 | Deportivo Aguilares |
| Villa Cubas        | 2 - 2 | Almirante Brown (L) |
| Deportivo Lastenia | 1 - 2 | Atlético Amalia     |

| Progreso (RdlF)     | 0 - 0 | Bella Vista (T)    |
| Deportivo Aguilares | 0 - 0 | Deportivo Lastenia |
| Atlético Amalia     | 1 - 0 | Villa Cubas        |
| Talleres (F)        | 4 - 0 | Atlético Famaillá  |
| Almirante Brown (L) | 3 - 0 | Atlético Policial  |

| Atlético Famaillá   | 0 - 1 | Bella Vista (T)     |
| Villa Cubas         | 4 - 2 | Deportivo Aguilares |
| Deportivo Lastenia  | 1 - 2 | Talleres (F)        |
| Atlético Policial   | 2 - 0 | Atlético Amalia     |
| Almirante Brown (L) | 0 - 0 | Progreso (RdlF)     |

| Atlético Amalia     | 5 - 1 | Almirante Brown (L) |
| Bella Vista (T)     | 0 - 1 | Deportivo Lastenia  |
| Talleres (F)        | 1 - 3 | Villa Cubas         |
| Deportivo Aguilares | 1 - 1 | Atlético Policial   |
| Progreso (RdlF)     | 0 - 0 | Atlético Famaillá   |

| Atlético Policial   | 0 - 2 | Talleres (F)        |
| Atlético Amalia     | 0 - 0 | Progreso (RdlF)     |
| Villa Cubas         | 1 - 1 | Bella Vista (T)     |
| Deportivo Lastenia  | 1 - 0 | Atlético Famaillá   |
| Almirante Brown (L) | 3 - 1 | Deportivo Aguilares |

| Atlético Famaillá   | 0 - 0 | Villa Cubas         |
| Deportivo Aguilares | 1 - 0 | Atlético Amalia     |
| Bella Vista (T)     | 2 - 1 | Atlético Policial   |
| Talleres (F)        | 1 - 1 | Almirante Brown (L) |
| Progreso (RdlF)     | 1 - 0 | Deportivo Lastenia  |

| Atlético Amalia     | 3 - 1 | Talleres (F)       |
| Villa Cubas         | 0 - 0 | Deportivo Lastenia |
| Atlético Policial   | 2 - 0 | Atlético Famaillá  |
| Deportivo Aguilares | 2 - 0 | Progreso (RdlF)    |
| Almirante Brown (L) | 3 - 1 | Bella Vista (T)    |

| Deportivo Lastenia | 4 - 2 | Atlético Policial   |
| Atlético Famaillá  | 2 - 1 | Almirante Brown (L) |
| Bella Vista (T)    | 2 - 2 | Atlético Amalia     |
| Talleres (F)       | 3 - 2 | Deportivo Aguilares |
| Progreso (RdlF)    | 3 - 1 | Villa Cubas         |

| Deportivo Lastenia | 1 - 1 | Almirante Brown (L) |
| Atlético Famaillá  | 1 - 1 | Atlético Amalia     |
| Talleres (F)       | 0 - 0 | Progreso (RdlF)     |
| Bella Vista (T)    | 2 - 1 | Deportivo Aguilares |
| Villa Cubas        | 2 - 0 | Atlético Policial   |

| Progreso (RdlF)     | 0 - 0 | Atlético Policial  |
| Talleres (F)        | 1 - 2 | Bella Vista (T)    |
| Almirante Brown (L) | 3 - 1 | Villa Cubas        |
| Deportivo Aguilares | 1 - 0 | Atlético Famaillá  |
| Atlético Amalia     | 0 - 0 | Deportivo Lastenia |

| Atlético Policial  | 1 - 1 | Almirante Brown (L) |
| Deportivo Lastenia | 1 - 0 | Deportivo Aguilares |
| Atlético Famaillá  | 1 - 1 | Talleres (F)        |
| Bella Vista (T)    | 1 - 1 | Progreso (RdlF)     |
| Villa Cubas        | 3 - 2 | Atlético Amalia     |

| Atlético Amalia     | 1 - 1 | Atlético Policial   |
| Bella Vista (T)     | 2 - 1 | Atlético Famaillá   |
| Talleres (F)        | 2 - 1 | Deportivo Lastenia  |
| Progreso (RdlF)     | 2 - 1 | Almirante Brown (L) |
| Deportivo Aguilares | 1 - 2 | Villa Cubas         |

| Villa Cubas         | 4 - 1 | Talleres (F)        |
| Deportivo Lastenia  | 2 - 1 | Bella Vista (T)     |
| Almirante Brown (L) | 1 - 2 | Atlético Amalia     |
| Atlético Policial   | 2 - 1 | Deportivo Aguilares |
| Atlético Famaillá   | 0 - 1 | Progreso (RdlF)     |

| Atlético Famaillá   | 2 - 3 | Deportivo Lastenia  |
| Deportivo Aguilares | 0 - 1 | Almirante Brown (L) |
| Talleres (F)        | 1 - 1 | Atlético Policial   |
| Progreso (RdlF)     | 2 - 3 | Atlético Amalia     |
| Bella Vista (T)     | 0 - 0 | Villa Cubas         |

| Villa Cubas         | 4 - 0 | Atlético Famaillá   |
| Atlético Policial   | 2 - 1 | Bella Vista (T)     |
| Deportivo Lastenia  | 1 - 0 | Progreso (RdlF)     |
| Almirante Brown (L) | 3 - 0 | Talleres (F)        |
| Atlético Amalia     | 2 - 1 | Deportivo Aguilares |

| Progreso (RdlF)    | 2 - 0 | Deportivo Aguilares |
| Deportivo Lastenia | 0 - 0 | Villa Cubas         |
| Bella Vista (T)    | 0 - 1 | Almirante Brown (L) |
| Talleres (F)       | 0 - 3 | Atlético Amalia     |
| Atlético Famaillá  | 0 - 1 | Atlético Policial   |

| Almirante Brown (L) | 4 - 0 | Atlético Famaillá  |
| Atlético Amalia     | 1 - 1 | Bella Vista (T)    |
| Villa Cubas         | 5 - 1 | Progreso (RdlF)    |
| Atlético Policial   | 2 - 2 | Deportivo Lastenia |
| Deportivo Aguilares | 3 - 2 | Talleres (F)       |

#### Interzonales entre las zonas 8 y 9

##### Resultados
| Güemes (SdE)            | 1 - 0 | Atlético Famaillá   |
| Sarmiento (LB)          | 2 - 1 | Atlético Policial   |
| Sportivo Guzmán         | 2 - 0 | Atlético Amalia     |
| Instituto Santiago      | 1 - 0 | Talleres (F)        |
| Comercio (SS)           | 2 - 1 | Deportivo Lastenia  |
| San Carlos (LE)         | 0 - 1 | Almirante Brown (L) |
| Unión Santiago          | 0 - 0 | Villa Cubas         |
| Comercio Central Unidos | 1 - 1 | Deportivo Aguilares |
| Juventud Unida (C)      | 0 - 1 | Bella Vista (T)     |
| Atlético Concepción     | 0 - 2 | Progreso (RdlF)     |

| Atlético Amalia     | 0 - 1 | Sportivo Guzmán         |
| Atlético Famaillá   | 0 - 0 | Güemes (SdE)            |
| Villa Cubas         | 3 - 0 | Unión Santiago          |
| Deportivo Lastenia  | 2 - 0 | Comercio (SS)           |
| Deportivo Aguilares | 4 - 4 | Comercio Central Unidos |
| Talleres (F)        | 3 - 1 | Instituto Santiago      |
| Progreso (RdlF)     | 0 - 1 | Atlético Concepción     |
| Bella Vista (T)     | 7 - 0 | Juventud Unida (C)      |
| Almirante Brown (L) | 2 - 0 | San Carlos (LE)         |
| Atlético Policial   | 3 - 1 | Sarmiento (LB)          |

#### Zona 10

##### Tabla de posiciones final
| Pos  | Equipo                     | Pts | PJ | PG | PE | PP | GF | GC | Dif |
| ---- | -------------------------- | --- | -- | -- | -- | -- | -- | -- | --- |
| 1.º  | Juventud Alianza           | 31  | 20 | 8  | 7  | 5  | 19 | 14 | 5   |
| 2.º  | Trinidad                   | 30  | 20 | 7  | 9  | 4  | 17 | 15 | 2   |
| 3.º  | Desamparados               | 30  | 20 | 8  | 6  | 6  | 24 | 22 | 2   |
| 4.º  | Sportivo Peñarol (Chimbas) | 30  | 20 | 8  | 6  | 6  | 27 | 24 | 3   |
| 5.º  | Luján SC                   | 28  | 20 | 7  | 7  | 6  | 25 | 23 | 2   |
| 6.º  | San Martín Iglesia (Rodeo) | 27  | 20 | 7  | 6  | 7  | 20 | 21 | -1  |
| 7.º  | Empleados de Comercio      | 27  | 20 | 8  | 3  | 9  | 15 | 19 | -4  |
| 8.º  | Independiente Villa Obrera | 27  | 20 | 6  | 9  | 5  | 25 | 20 | 5   |
| 9.º  | Colón Juniors              | 26  | 20 | 7  | 5  | 8  | 23 | 23 | 0   |
| 10.º | Sportivo Del Bono          | 21  | 20 | 6  | 3  | 11 | 28 | 32 | -4  |
| 11.º | Atenas de Pocito           | 19  | 20 | 4  | 7  | 9  | 17 | 27 | -10 |

|  | Clasificaron a la segunda fase del torneo. |
|  | Descendieron al Federal C 2016.            |

##### Resultados
| Fecha 1                           | Fecha 1   | Fecha 1              | Fecha 1 | Fecha 1 | Fecha 1 | Fecha 1 | Fecha 1 | Fecha 1 | Fecha 1 | Fecha 1 | Fecha 1 |
| Local                             | Resultado | Visitante            |         |         |         |         |         |         |         |         |         |
| --------------------------------- | --------- | -------------------- | ------- | ------- | ------- | ------- | ------- | ------- | ------- | ------- | ------- |
| Juventud Alianza                  | 1 - 0     | Colón Juniors        |         |         |         |         |         |         |         |         |         |
| Sportivo Del Bono                 | 1 - 3     | Sportivo Peñarol (C) |         |         |         |         |         |         |         |         |         |
| Independiente VO                  | 4 - 1     | Atenas (P)           |         |         |         |         |         |         |         |         |         |
| Desamparados                      | 0 - 0     | Trinidad             |         |         |         |         |         |         |         |         |         |
| CEC                               | 0 - 3     | Luján SC             |         |         |         |         |         |         |         |         |         |
| Libre: San Martín Iglesia (Rodeo) |           |                      |         |         |         |         |         |         |         |         |         |

| Fecha 2              | Fecha 2   | Fecha 2                | Fecha 2 | Fecha 2 | Fecha 2 | Fecha 2 | Fecha 2 | Fecha 2 | Fecha 2 | Fecha 2 | Fecha 2 |
| Local                | Resultado | Visitante              |         |         |         |         |         |         |         |         |         |
| -------------------- | --------- | ---------------------- | ------- | ------- | ------- | ------- | ------- | ------- | ------- | ------- | ------- |
| Luján SC             | 1 - 0     | Juventud Alianza       |         |         |         |         |         |         |         |         |         |
| Sportivo Peñarol (C) | 0 - 0     | CEC                    |         |         |         |         |         |         |         |         |         |
| Colón Juniors        | 3 - 1     | San Martín Iglesia (R) |         |         |         |         |         |         |         |         |         |
| Trinidad             | 1 - 1     | Independiente VO       |         |         |         |         |         |         |         |         |         |
| Atenas (P)           | 1 - 4     | Sportivo Del Bono      |         |         |         |         |         |         |         |         |         |
| Libre: Desamparados  |           |                        |         |         |         |         |         |         |         |         |         |

| Fecha 3                | Fecha 3   | Fecha 3              | Fecha 3 | Fecha 3 | Fecha 3 | Fecha 3 | Fecha 3 | Fecha 3 | Fecha 3 | Fecha 3 | Fecha 3 |
| Local                  | Resultado | Visitante            |         |         |         |         |         |         |         |         |         |
| ---------------------- | --------- | -------------------- | ------- | ------- | ------- | ------- | ------- | ------- | ------- | ------- | ------- |
| CEC                    | 2 - 1     | Atenas (P)           |         |         |         |         |         |         |         |         |         |
| San Martín Iglesia (R) | 1 - 1     | Luján SC             |         |         |         |         |         |         |         |         |         |
| Juventud Alianza       | 2 - 1     | Sportivo Peñarol (C) |         |         |         |         |         |         |         |         |         |
| Sportivo Del Bono      | 2 - 3     | Trinidad             |         |         |         |         |         |         |         |         |         |
| Independiente VO       | 1 - 0     | Desamparados         |         |         |         |         |         |         |         |         |         |
| Libre: Colón Juniors   |           |                      |         |         |         |         |         |         |         |         |         |

| Fecha 4                           | Fecha 4   | Fecha 4                | Fecha 4 | Fecha 4 | Fecha 4 | Fecha 4 | Fecha 4 | Fecha 4 | Fecha 4 | Fecha 4 | Fecha 4 |
| Local                             | Resultado | Visitante              |         |         |         |         |         |         |         |         |         |
| --------------------------------- | --------- | ---------------------- | ------- | ------- | ------- | ------- | ------- | ------- | ------- | ------- | ------- |
| Trinidad                          | 1 - 0     | CEC                    |         |         |         |         |         |         |         |         |         |
| Desamparados                      | 4 - 2     | Sportivo Del Bono      |         |         |         |         |         |         |         |         |         |
| Atenas (P)                        | 1 - 1     | Juventud Alianza       |         |         |         |         |         |         |         |         |         |
| Sportivo Peñarol (C)              | 1 - 1     | San Martín Iglesia (R) |         |         |         |         |         |         |         |         |         |
| Luján SC                          | 1 - 2     | Colón Juniors          |         |         |         |         |         |         |         |         |         |
| Libre: Independiente Villa Obrera |           |                        |         |         |         |         |         |         |         |         |         |

| Fecha 5                | Fecha 5   | Fecha 5              | Fecha 5 | Fecha 5 | Fecha 5 | Fecha 5 | Fecha 5 | Fecha 5 | Fecha 5 | Fecha 5 | Fecha 5 |
| Local                  | Resultado | Visitante            |         |         |         |         |         |         |         |         |         |
| ---------------------- | --------- | -------------------- | ------- | ------- | ------- | ------- | ------- | ------- | ------- | ------- | ------- |
| Juventud Alianza       | 0 - 0     | Trinidad             |         |         |         |         |         |         |         |         |         |
| CEC                    | 3 - 1     | Desamparados         |         |         |         |         |         |         |         |         |         |
| Sportivo Del Bono      | 0 - 0     | Independiente VO     |         |         |         |         |         |         |         |         |         |
| Colón Juniors          | 1 - 3     | Sportivo Peñarol (C) |         |         |         |         |         |         |         |         |         |
| San Martín Iglesia (R) | 0 - 1     | Atenas (P)           |         |         |         |         |         |         |         |         |         |
| Libre: Luján SC        |           |                      |         |         |         |         |         |         |         |         |         |

| Fecha 6                  | Fecha 6   | Fecha 6                | Fecha 6 | Fecha 6 | Fecha 6 | Fecha 6 | Fecha 6 | Fecha 6 | Fecha 6 | Fecha 6 | Fecha 6 |
| Local                    | Resultado | Visitante              |         |         |         |         |         |         |         |         |         |
| ------------------------ | --------- | ---------------------- | ------- | ------- | ------- | ------- | ------- | ------- | ------- | ------- | ------- |
| Atenas (P)               | 1 - 1     | Colón Juniors          |         |         |         |         |         |         |         |         |         |
| Independiente VO         | 0 - 0     | CEC                    |         |         |         |         |         |         |         |         |         |
| Trinidad                 | 0 - 2     | San Martín Iglesia (R) |         |         |         |         |         |         |         |         |         |
| Sportivo Peñarol (C)     | 2 - 2     | Luján SC               |         |         |         |         |         |         |         |         |         |
| Desamparados             | 1 - 2     | Juventud Alianza       |         |         |         |         |         |         |         |         |         |
| Libre: Sportivo Del Bono |           |                        |         |         |         |         |         |         |         |         |         |

| Fecha 7                           | Fecha 7   | Fecha 7           | Fecha 7 | Fecha 7 | Fecha 7 | Fecha 7 | Fecha 7 | Fecha 7 | Fecha 7 | Fecha 7 | Fecha 7 |
| Local                             | Resultado | Visitante         |         |         |         |         |         |         |         |         |         |
| --------------------------------- | --------- | ----------------- | ------- | ------- | ------- | ------- | ------- | ------- | ------- | ------- | ------- |
| CEC                               | 0 - 2     | Sportivo Del Bono |         |         |         |         |         |         |         |         |         |
| Luján SC                          | 0 - 0     | Atenas (P)        |         |         |         |         |         |         |         |         |         |
| Juventud Alianza                  | 3 - 0     | Independiente VO  |         |         |         |         |         |         |         |         |         |
| San Martín Iglesia (R)            | 1 - 0     | Desamparados      |         |         |         |         |         |         |         |         |         |
| Colón Juniors                     | 0 - 0     | Trinidad          |         |         |         |         |         |         |         |         |         |
| Libre: Sportivo Peñarol (Chimbas) |           |                   |         |         |         |         |         |         |         |         |         |

| Fecha 8                      | Fecha 8   | Fecha 8                | Fecha 8 | Fecha 8 | Fecha 8 | Fecha 8 | Fecha 8 | Fecha 8 | Fecha 8 | Fecha 8 | Fecha 8 |
| Local                        | Resultado | Visitante              |         |         |         |         |         |         |         |         |         |
| ---------------------------- | --------- | ---------------------- | ------- | ------- | ------- | ------- | ------- | ------- | ------- | ------- | ------- |
| Sportivo Del Bono            | 2 - 2     | Juventud Alianza       |         |         |         |         |         |         |         |         |         |
| Desamparados                 | 1 - 0     | Colón Juniors          |         |         |         |         |         |         |         |         |         |
| Trinidad                     | 1 - 0     | Luján SC               |         |         |         |         |         |         |         |         |         |
| Independiente VO             | 1 - 1     | San Martín Iglesia (R) |         |         |         |         |         |         |         |         |         |
| Atenas (P)                   | 2 - 1     | Sportivo Peñarol (C)   |         |         |         |         |         |         |         |         |         |
| Libre: Empleados de Comercio |           |                        |         |         |         |         |         |         |         |         |         |

| Fecha 9                 | Fecha 9   | Fecha 9           | Fecha 9 | Fecha 9 | Fecha 9 | Fecha 9 | Fecha 9 | Fecha 9 | Fecha 9 | Fecha 9 | Fecha 9 |
| Local                   | Resultado | Visitante         |         |         |         |         |         |         |         |         |         |
| ----------------------- | --------- | ----------------- | ------- | ------- | ------- | ------- | ------- | ------- | ------- | ------- | ------- |
| Colón Juniors           | 0 - 3     | Independiente VO  |         |         |         |         |         |         |         |         |         |
| Luján SC                | 0 - 0     | Desamparados      |         |         |         |         |         |         |         |         |         |
| Juventud Alianza        | 1 - 0     | CEC               |         |         |         |         |         |         |         |         |         |
| Sportivo Peñarol (C)    | 0 - 1     | Trinidad          |         |         |         |         |         |         |         |         |         |
| San Martín Iglesia (R)  | 1 - 1     | Sportivo Del Bono |         |         |         |         |         |         |         |         |         |
| Libre: Atenas de Pocito |           |                   |         |         |         |         |         |         |         |         |         |

| Fecha 10                | Fecha 10  | Fecha 10               | Fecha 10 | Fecha 10 | Fecha 10 | Fecha 10 | Fecha 10 | Fecha 10 | Fecha 10 | Fecha 10 | Fecha 10 |
| Local                   | Resultado | Visitante              |          |          |          |          |          |          |          |          |          |
| ----------------------- | --------- | ---------------------- | -------- | -------- | -------- | -------- | -------- | -------- | -------- | -------- | -------- |
| Trinidad                | 0 - 0     | Atenas (P)             |          |          |          |          |          |          |          |          |          |
| Sportivo Del Bono       | 3 - 0     | Colón Juniors          |          |          |          |          |          |          |          |          |          |
| Desamparados            | 1 - 1     | Sportivo Peñarol (C)   |          |          |          |          |          |          |          |          |          |
| CEC                     | 1 - 0     | San Martín Iglesia (R) |          |          |          |          |          |          |          |          |          |
| Independiente VO        | 2 - 2     | Luján SC               |          |          |          |          |          |          |          |          |          |
| Libre: Juventud Alianza |           |                        |          |          |          |          |          |          |          |          |          |

| Fecha 11               | Fecha 11  | Fecha 11          | Fecha 11 | Fecha 11 | Fecha 11 | Fecha 11 | Fecha 11 | Fecha 11 | Fecha 11 | Fecha 11 | Fecha 11 |
| Local                  | Resultado | Visitante         |          |          |          |          |          |          |          |          |          |
| ---------------------- | --------- | ----------------- | -------- | -------- | -------- | -------- | -------- | -------- | -------- | -------- | -------- |
| Colón Juniors          | 1 - 0     | CEC               |          |          |          |          |          |          |          |          |          |
| Sportivo Peñarol (C)   | 2 - 1     | Independiente VO  |          |          |          |          |          |          |          |          |          |
| Luján SC               | 1 - 2     | Sportivo Del Bono |          |          |          |          |          |          |          |          |          |
| San Martín Iglesia (R) | 1 - 2     | Juventud Alianza  |          |          |          |          |          |          |          |          |          |
| Atenas (P)             | 1 - 2     | Desamparados      |          |          |          |          |          |          |          |          |          |
| Libre: Trinidad        |           |                   |          |          |          |          |          |          |          |          |          |

| Fecha 12                          | Fecha 12  | Fecha 12          | Fecha 12 | Fecha 12 | Fecha 12 | Fecha 12 | Fecha 12 | Fecha 12 | Fecha 12 | Fecha 12 | Fecha 12 |
| Local                             | Resultado | Visitante         |          |          |          |          |          |          |          |          |          |
| --------------------------------- | --------- | ----------------- | -------- | -------- | -------- | -------- | -------- | -------- | -------- | -------- | -------- |
| Colón Juniors                     | 2 - 0     | Juventud Alianza  |          |          |          |          |          |          |          |          |          |
| Trinidad                          | 0 - 2     | Desamparados      |          |          |          |          |          |          |          |          |          |
| Sportivo Peñarol (C)              | 3 - 2     | Sportivo Del Bono |          |          |          |          |          |          |          |          |          |
| Atenas (P)                        | 1 - 2     | Independiente VO  |          |          |          |          |          |          |          |          |          |
| Luján SC                          | 3 - 1     | CEC               |          |          |          |          |          |          |          |          |          |
| Libre: San Martín Iglesia (Rodeo) |           |                   |          |          |          |          |          |          |          |          |          |

| Fecha 13               | Fecha 13  | Fecha 13             | Fecha 13 | Fecha 13 | Fecha 13 | Fecha 13 | Fecha 13 | Fecha 13 | Fecha 13 | Fecha 13 | Fecha 13 |
| Local                  | Resultado | Visitante            |          |          |          |          |          |          |          |          |          |
| ---------------------- | --------- | -------------------- | -------- | -------- | -------- | -------- | -------- | -------- | -------- | -------- | -------- |
| CEC                    | 1 - 0     | Sportivo Peñarol (C) |          |          |          |          |          |          |          |          |          |
| San Martín Iglesia (R) | 2 - 1     | Colón Juniors        |          |          |          |          |          |          |          |          |          |
| Juventud Alianza       | 2 - 0     | Luján SC             |          |          |          |          |          |          |          |          |          |
| Sportivo Del Bono      | 0 - 1     | Atenas (P)           |          |          |          |          |          |          |          |          |          |
| Independiente VO       | 1 - 1     | Trinidad             |          |          |          |          |          |          |          |          |          |
| Libre: Desamparados    |           |                      |          |          |          |          |          |          |          |          |          |

| Fecha 14             | Fecha 14  | Fecha 14               | Fecha 14 | Fecha 14 | Fecha 14 | Fecha 14 | Fecha 14 | Fecha 14 | Fecha 14 | Fecha 14 | Fecha 14 |
| Local                | Resultado | Visitante              |          |          |          |          |          |          |          |          |          |
| -------------------- | --------- | ---------------------- | -------- | -------- | -------- | -------- | -------- | -------- | -------- | -------- | -------- |
| Trinidad             | 1 - 0     | Sportivo Del Bono      |          |          |          |          |          |          |          |          |          |
| Luján SC             | 1 - 1     | San Martín Iglesia (R) |          |          |          |          |          |          |          |          |          |
| Sportivo Peñarol (C) | 0 - 0     | Juventud Alianza       |          |          |          |          |          |          |          |          |          |
| Atenas (P)           | 1 - 1     | CEC                    |          |          |          |          |          |          |          |          |          |
| Desamparados         | 2 - 2     | Independiente VO       |          |          |          |          |          |          |          |          |          |
| Libre: Colón Juniors |           |                        |          |          |          |          |          |          |          |          |          |

| Fecha 15                          | Fecha 15  | Fecha 15             | Fecha 15 | Fecha 15 | Fecha 15 | Fecha 15 | Fecha 15 | Fecha 15 | Fecha 15 | Fecha 15 | Fecha 15 |
| Local                             | Resultado | Visitante            |          |          |          |          |          |          |          |          |          |
| --------------------------------- | --------- | -------------------- | -------- | -------- | -------- | -------- | -------- | -------- | -------- | -------- | -------- |
| Sportivo Del Bono                 | 0 - 2     | Desamparados         |          |          |          |          |          |          |          |          |          |
| Juventud Alianza                  | 0 - 0     | Atenas (P)           |          |          |          |          |          |          |          |          |          |
| Colón Juniors                     | 2 - 0     | Luján SC             |          |          |          |          |          |          |          |          |          |
| CEC                               | 1 - 0     | Trinidad             |          |          |          |          |          |          |          |          |          |
| San Martín Iglesia (R)            | 2 - 2     | Sportivo Peñarol (C) |          |          |          |          |          |          |          |          |          |
| Libre: Independiente Villa Obrera |           |                      |          |          |          |          |          |          |          |          |          |

| Fecha 16             | Fecha 16  | Fecha 16               | Fecha 16 | Fecha 16 | Fecha 16 | Fecha 16 | Fecha 16 | Fecha 16 | Fecha 16 | Fecha 16 | Fecha 16 |
| Local                | Resultado | Visitante              |          |          |          |          |          |          |          |          |          |
| -------------------- | --------- | ---------------------- | -------- | -------- | -------- | -------- | -------- | -------- | -------- | -------- | -------- |
| Sportivo Peñarol (C) | 2 - 1     | Colón Juniors          |          |          |          |          |          |          |          |          |          |
| Trinidad             | 1 - 0     | Juventud Alianza       |          |          |          |          |          |          |          |          |          |
| Atenas (P)           | 1 - 0     | San Martín Iglesia (R) |          |          |          |          |          |          |          |          |          |
| Desamparados         | 1 - 0     | CEC                    |          |          |          |          |          |          |          |          |          |
| Independiente VO     | 2 - 1     | Sportivo Del Bono      |          |          |          |          |          |          |          |          |          |
| Libre: Luján SC      |           |                        |          |          |          |          |          |          |          |          |          |

| Fecha 17                 | Fecha 17  | Fecha 17             | Fecha 17 | Fecha 17 | Fecha 17 | Fecha 17 | Fecha 17 | Fecha 17 | Fecha 17 | Fecha 17 | Fecha 17 |
| Local                    | Resultado | Visitante            |          |          |          |          |          |          |          |          |          |
| ------------------------ | --------- | -------------------- | -------- | -------- | -------- | -------- | -------- | -------- | -------- | -------- | -------- |
| Colón Juniors            | 2 - 0     | Atenas (P)           |          |          |          |          |          |          |          |          |          |
| Juventud Alianza         | 1 - 1     | Desamparados         |          |          |          |          |          |          |          |          |          |
| San Martín Iglesia (R)   | 1 - 0     | Trinidad             |          |          |          |          |          |          |          |          |          |
| Luján SC                 | 0 - 1     | Sportivo Peñarol (C) |          |          |          |          |          |          |          |          |          |
| CEC                      | 1 - 0     | Independiente VO     |          |          |          |          |          |          |          |          |          |
| Libre: Sportivo Del Bono |           |                      |          |          |          |          |          |          |          |          |          |

| Fecha 18                          | Fecha 18  | Fecha 18               | Fecha 18 | Fecha 18 | Fecha 18 | Fecha 18 | Fecha 18 | Fecha 18 | Fecha 18 | Fecha 18 | Fecha 18 |
| Local                             | Resultado | Visitante              |          |          |          |          |          |          |          |          |          |
| --------------------------------- | --------- | ---------------------- | -------- | -------- | -------- | -------- | -------- | -------- | -------- | -------- | -------- |
| Atenas (P)                        | 2 - 3     | Luján SC               |          |          |          |          |          |          |          |          |          |
| Sportivo Del Bono                 | 2 - 1     | CEC                    |          |          |          |          |          |          |          |          |          |
| Independiente VO                  | 0 - 0     | Juventud Alianza       |          |          |          |          |          |          |          |          |          |
| Trinidad                          | 1 - 1     | Colón Juniors          |          |          |          |          |          |          |          |          |          |
| Desamparados                      | 2 - 1     | San Martín Iglesia (R) |          |          |          |          |          |          |          |          |          |
| Libre: Sportivo Peñarol (Chimbas) |           |                        |          |          |          |          |          |          |          |          |          |

| Fecha 19                     | Fecha 19  | Fecha 19          | Fecha 19 | Fecha 19 | Fecha 19 | Fecha 19 | Fecha 19 | Fecha 19 | Fecha 19 | Fecha 19 | Fecha 19 |
| Local                        | Resultado | Visitante         |          |          |          |          |          |          |          |          |          |
| ---------------------------- | --------- | ----------------- | -------- | -------- | -------- | -------- | -------- | -------- | -------- | -------- | -------- |
| Sportivo Peñarol (C)         | 1 - 0     | Atenas (P)        |          |          |          |          |          |          |          |          |          |
| Luján SC                     | 3 - 3     | Trinidad          |          |          |          |          |          |          |          |          |          |
| San Martín Iglesia (R)       | 1 - 0     | Independiente VO  |          |          |          |          |          |          |          |          |          |
| Colón Juniors                | 1 - 1     | Desamparados      |          |          |          |          |          |          |          |          |          |
| Juventud Alianza             | 2 - 1     | Sportivo Del Bono |          |          |          |          |          |          |          |          |          |
| Libre: Empleados de Comercio |           |                   |          |          |          |          |          |          |          |          |          |

| Fecha 20                | Fecha 20  | Fecha 20               | Fecha 20 | Fecha 20 | Fecha 20 | Fecha 20 | Fecha 20 | Fecha 20 | Fecha 20 | Fecha 20 | Fecha 20 |
| Local                   | Resultado | Visitante              |          |          |          |          |          |          |          |          |          |
| ----------------------- | --------- | ---------------------- | -------- | -------- | -------- | -------- | -------- | -------- | -------- | -------- | -------- |
| CEC                     | 1 - 0     | Juventud Alianza       |          |          |          |          |          |          |          |          |          |
| Sportivo Del Bono       | 2 - 0     | San Martín Iglesia (R) |          |          |          |          |          |          |          |          |          |
| Trinidad                | 2 - 0     | Sportivo Peñarol (C)   |          |          |          |          |          |          |          |          |          |
| Desamparados            | 1 - 2     | Luján SC               |          |          |          |          |          |          |          |          |          |
| Independiente VO        | 1 - 1     | Colón Juniors          |          |          |          |          |          |          |          |          |          |
| Libre: Atenas de Pocito |           |                        |          |          |          |          |          |          |          |          |          |

| Fecha 21                | Fecha 21  | Fecha 21          | Fecha 21 | Fecha 21 | Fecha 21 | Fecha 21 | Fecha 21 | Fecha 21 | Fecha 21 | Fecha 21 | Fecha 21 |
| Local                   | Resultado | Visitante         |          |          |          |          |          |          |          |          |          |
| ----------------------- | --------- | ----------------- | -------- | -------- | -------- | -------- | -------- | -------- | -------- | -------- | -------- |
| Sportivo Peñarol (C)    | 3 - 0     | Desamparados      |          |          |          |          |          |          |          |          |          |
| Luján SC                | 1 - 0     | Independiente VO  |          |          |          |          |          |          |          |          |          |
| San Martín Iglesia (R)  | 2 - 1     | CEC               |          |          |          |          |          |          |          |          |          |
| Colón Juniors           | 4 - 1     | Sportivo Del Bono |          |          |          |          |          |          |          |          |          |
| Atenas (P)              | 1 - 1     | Trinidad          |          |          |          |          |          |          |          |          |          |
| Libre: Juventud Alianza |           |                   |          |          |          |          |          |          |          |          |          |

| Fecha 22          | Fecha 22  | Fecha 22               | Fecha 22 | Fecha 22 | Fecha 22 | Fecha 22 | Fecha 22 | Fecha 22 | Fecha 22 | Fecha 22 | Fecha 22 |
| Local             | Resultado | Visitante              |          |          |          |          |          |          |          |          |          |
| ----------------- | --------- | ---------------------- | -------- | -------- | -------- | -------- | -------- | -------- | -------- | -------- | -------- |
| Desamparados      | 2 - 1     | Atenas (P)             |          |          |          |          |          |          |          |          |          |
| Independiente VO  | 4 - 1     | Sportivo Peñarol (C)   |          |          |          |          |          |          |          |          |          |
| Juventud Alianza  | 0 - 1     | San Martín Iglesia (R) |          |          |          |          |          |          |          |          |          |
| CEC               | 1 - 0     | Colón Juniors          |          |          |          |          |          |          |          |          |          |
| Sportivo Del Bono | 0 - 1     | Luján SC               |          |          |          |          |          |          |          |          |          |
| Libre: Trinidad   |           |                        |          |          |          |          |          |          |          |          |          |

#### Zona 11

##### Tabla de posiciones final
| Pos  | Equipo                         | Pts | PJ | PG | PE | PP | GF | GC | Dif |
| ---- | ------------------------------ | --- | -- | -- | -- | -- | -- | -- | --- |
| 1.º  | Huracán Las Heras              | 37  | 20 | 10 | 7  | 3  | 25 | 13 | 12  |
| 2.º  | Jorge Newbery (Villa Mercedes) | 36  | 20 | 9  | 9  | 2  | 25 | 12 | 13  |
| 3.º  | San Martín (Mendoza)           | 34  | 20 | 10 | 4  | 6  | 32 | 22 | 10  |
| 4.º  | Deportivo Montecaseros         | 33  | 20 | 8  | 9  | 3  | 31 | 18 | 13  |
| 5.º  | Huracán (San Rafael)           | 32  | 20 | 9  | 5  | 6  | 31 | 21 | 10  |
| 6.º  | Atlético Palmira               | 30  | 20 | 8  | 6  | 6  | 26 | 23 | 3   |
| 7.º  | Pacífico                       | 29  | 20 | 9  | 2  | 9  | 26 | 23 | 3   |
| 8.º  | Atlético Argentino             | 22  | 20 | 5  | 7  | 9  | 17 | 22 | -5  |
| 9.º  | Deportivo Guaymallén           | 19  | 20 | 5  | 4  | 11 | 19 | 38 | -19 |
| 10.º | Andes FBC                      | 17  | 20 | 4  | 5  | 11 | 17 | 33 | -16 |
| 11.º | Sportivo Balloffet             | 10  | 20 | 2  | 4  | 14 | 11 | 35 | -24 |

|  | Clasificaron a la segunda fase del torneo. |
|  | Descendieron al Federal C 2016.            |

##### Resultados
| Fecha 1                       | Fecha 1   | Fecha 1            | Fecha 1 | Fecha 1 | Fecha 1 | Fecha 1 | Fecha 1 | Fecha 1 | Fecha 1 | Fecha 1 | Fecha 1 |
| Local                         | Resultado | Visitante          |         |         |         |         |         |         |         |         |         |
| ----------------------------- | --------- | ------------------ | ------- | ------- | ------- | ------- | ------- | ------- | ------- | ------- | ------- |
| Pacífico                      | 0 - 1     | Andes FBC          |         |         |         |         |         |         |         |         |         |
| Huracán (SR)                  | 3 - 0     | Sportivo Balloffet |         |         |         |         |         |         |         |         |         |
| Deportivo Guaymallén          | 1 - 0     | Atlético Palmira   |         |         |         |         |         |         |         |         |         |
| Huracán Las Heras             | 1 - 1     | Atlético Argentino |         |         |         |         |         |         |         |         |         |
| Jorge Newbery (VM)            | 2 - 0     | San Martín (M)     |         |         |         |         |         |         |         |         |         |
| Libre: Deportivo Montecaseros |           |                    |         |         |         |         |         |         |         |         |         |

| Fecha 2                     | Fecha 2   | Fecha 2                | Fecha 2 | Fecha 2 | Fecha 2 | Fecha 2 | Fecha 2 | Fecha 2 | Fecha 2 | Fecha 2 | Fecha 2 |
| Local                       | Resultado | Visitante              |         |         |         |         |         |         |         |         |         |
| --------------------------- | --------- | ---------------------- | ------- | ------- | ------- | ------- | ------- | ------- | ------- | ------- | ------- |
| Atlético Palmira            | 1 - 3     | Huracán Las Heras      |         |         |         |         |         |         |         |         |         |
| Sportivo Balloffet          | 1 - 2     | Deportivo Guaymallén   |         |         |         |         |         |         |         |         |         |
| Atlético Argentino          | 0 - 0     | Pacífico               |         |         |         |         |         |         |         |         |         |
| Andes FBC                   | 2 - 1     | Jorge Newbery (VM)     |         |         |         |         |         |         |         |         |         |
| San Martín (M)              | 2 - 3     | Deportivo Montecaseros |         |         |         |         |         |         |         |         |         |
| Libre: Huracán (San Rafael) |           |                        |         |         |         |         |         |         |         |         |         |

| Fecha 3                     | Fecha 3   | Fecha 3            | Fecha 3 | Fecha 3 | Fecha 3 | Fecha 3 | Fecha 3 | Fecha 3 | Fecha 3 | Fecha 3 | Fecha 3 |
| Local                       | Resultado | Visitante          |         |         |         |         |         |         |         |         |         |
| --------------------------- | --------- | ------------------ | ------- | ------- | ------- | ------- | ------- | ------- | ------- | ------- | ------- |
| Jorge Newbery (VM)          | 0 - 0     | Atlético Argentino |         |         |         |         |         |         |         |         |         |
| Pacífico                    | 0 - 1     | Atlético Palmira   |         |         |         |         |         |         |         |         |         |
| Huracán Las Heras           | 1 - 0     | Sportivo Balloffet |         |         |         |         |         |         |         |         |         |
| Deportivo Guaymallén        | 0 - 1     | Huracán (SR)       |         |         |         |         |         |         |         |         |         |
| Deportivo Montecaseros      | 1 - 0     | Andes FBC          |         |         |         |         |         |         |         |         |         |
| Libre: San Martín (Mendoza) |           |                    |         |         |         |         |         |         |         |         |         |

| Fecha 4                     | Fecha 4   | Fecha 4                | Fecha 4 | Fecha 4 | Fecha 4 | Fecha 4 | Fecha 4 | Fecha 4 | Fecha 4 | Fecha 4 | Fecha 4 |
| Local                       | Resultado | Visitante              |         |         |         |         |         |         |         |         |         |
| --------------------------- | --------- | ---------------------- | ------- | ------- | ------- | ------- | ------- | ------- | ------- | ------- | ------- |
| Atlético Palmira            | 0 - 0     | Jorge Newbery (VM)     |         |         |         |         |         |         |         |         |         |
| Atlético Argentino          | 3 - 1     | Deportivo Montecaseros |         |         |         |         |         |         |         |         |         |
| Huracán (SR)                | 1 - 1     | Huracán Las Heras      |         |         |         |         |         |         |         |         |         |
| Andes FBC                   | 1 - 1     | San Martín (M)         |         |         |         |         |         |         |         |         |         |
| Sportivo Balloffet          | 0 - 1     | Pacífico               |         |         |         |         |         |         |         |         |         |
| Libre: Deportivo Guaymallén |           |                        |         |         |         |         |         |         |         |         |         |

| Fecha 5                | Fecha 5   | Fecha 5              | Fecha 5 | Fecha 5 | Fecha 5 | Fecha 5 | Fecha 5 | Fecha 5 | Fecha 5 | Fecha 5 | Fecha 5 |
| Local                  | Resultado | Visitante            |         |         |         |         |         |         |         |         |         |
| ---------------------- | --------- | -------------------- | ------- | ------- | ------- | ------- | ------- | ------- | ------- | ------- | ------- |
| San Martín (M)         | 1 - 0     | Atlético Argentino   |         |         |         |         |         |         |         |         |         |
| Huracán Las Heras      | 1 - 0     | Deportivo Guaymallén |         |         |         |         |         |         |         |         |         |
| Pacífico               | 2 - 0     | Huracán (SR)         |         |         |         |         |         |         |         |         |         |
| Jorge Newbery (VM)     | 1 - 0     | Sportivo Balloffet   |         |         |         |         |         |         |         |         |         |
| Deportivo Montecaseros | 2 - 2     | Atlético Palmira     |         |         |         |         |         |         |         |         |         |
| Libre: Andes FBC       |           |                      |         |         |         |         |         |         |         |         |         |

| Fecha 6                  | Fecha 6   | Fecha 6                | Fecha 6 | Fecha 6 | Fecha 6 | Fecha 6 | Fecha 6 | Fecha 6 | Fecha 6 | Fecha 6 | Fecha 6 |
| Local                    | Resultado | Visitante              |         |         |         |         |         |         |         |         |         |
| ------------------------ | --------- | ---------------------- | ------- | ------- | ------- | ------- | ------- | ------- | ------- | ------- | ------- |
| Huracán (SR)             | 1 - 0     | Jorge Newbery (VM)     |         |         |         |         |         |         |         |         |         |
| Deportivo Guaymallén     | 1 - 4     | Pacífico               |         |         |         |         |         |         |         |         |         |
| Atlético Argentino       | 1 - 0     | Andes FBC              |         |         |         |         |         |         |         |         |         |
| Sportivo Balloffet       | 0 - 2     | Deportivo Montecaseros |         |         |         |         |         |         |         |         |         |
| Atlético Palmira         | 1 - 1     | San Martín (M)         |         |         |         |         |         |         |         |         |         |
| Libre: Huracán Las Heras |           |                        |         |         |         |         |         |         |         |         |         |

| Fecha 7                   | Fecha 7   | Fecha 7              | Fecha 7 | Fecha 7 | Fecha 7 | Fecha 7 | Fecha 7 | Fecha 7 | Fecha 7 | Fecha 7 | Fecha 7 |
| Local                     | Resultado | Visitante            |         |         |         |         |         |         |         |         |         |
| ------------------------- | --------- | -------------------- | ------- | ------- | ------- | ------- | ------- | ------- | ------- | ------- | ------- |
| Pacífico                  | 1 - 2     | Huracán Las Heras    |         |         |         |         |         |         |         |         |         |
| Jorge Newbery (VM)        | 0 - 0     | Deportivo Guaymallén |         |         |         |         |         |         |         |         |         |
| Andes FBC                 | 1 - 2     | Atlético Palmira     |         |         |         |         |         |         |         |         |         |
| San Martín (M)            | 5 - 0     | Sportivo Balloffet   |         |         |         |         |         |         |         |         |         |
| Deportivo Montecaseros    | 3 - 3     | Huracán (SR)         |         |         |         |         |         |         |         |         |         |
| Libre: Atlético Argentino |           |                      |         |         |         |         |         |         |         |         |         |

| Fecha 8              | Fecha 8   | Fecha 8                | Fecha 8 | Fecha 8 | Fecha 8 | Fecha 8 | Fecha 8 | Fecha 8 | Fecha 8 | Fecha 8 | Fecha 8 |
| Local                | Resultado | Visitante              |         |         |         |         |         |         |         |         |         |
| -------------------- | --------- | ---------------------- | ------- | ------- | ------- | ------- | ------- | ------- | ------- | ------- | ------- |
| Sportivo Balloffet   | 2 - 0     | Andes FBC              |         |         |         |         |         |         |         |         |         |
| Deportivo Guaymallén | 0 - 1     | Deportivo Montecaseros |         |         |         |         |         |         |         |         |         |
| Atlético Palmira     | 1 - 2     | Atlético Argentino     |         |         |         |         |         |         |         |         |         |
| Huracán Las Heras    | 1 - 3     | Jorge Newbery (VM)     |         |         |         |         |         |         |         |         |         |
| Huracán (SR)         | 2 - 3     | San Martín (M)         |         |         |         |         |         |         |         |         |         |
| Libre: Pacífico      |           |                        |         |         |         |         |         |         |         |         |         |

| Fecha 9                 | Fecha 9   | Fecha 9              | Fecha 9 | Fecha 9 | Fecha 9 | Fecha 9 | Fecha 9 | Fecha 9 | Fecha 9 | Fecha 9 | Fecha 9 |
| Local                   | Resultado | Visitante            |         |         |         |         |         |         |         |         |         |
| ----------------------- | --------- | -------------------- | ------- | ------- | ------- | ------- | ------- | ------- | ------- | ------- | ------- |
| Atlético Argentino      | 1 - 0     | Sportivo Balloffet   |         |         |         |         |         |         |         |         |         |
| San Martín (M)          | 5 - 2     | Deportivo Guaymallén |         |         |         |         |         |         |         |         |         |
| Andes FBC               | 1 - 0     | Huracán (SR)         |         |         |         |         |         |         |         |         |         |
| Jorge Newbery (VM)      | 2 - 0     | Pacífico             |         |         |         |         |         |         |         |         |         |
| Deportivo Montecaseros  | 2 - 0     | Huracán Las Heras    |         |         |         |         |         |         |         |         |         |
| Libre: Atlético Palmira |           |                      |         |         |         |         |         |         |         |         |         |

| Fecha 10                              | Fecha 10  | Fecha 10               | Fecha 10 | Fecha 10 | Fecha 10 | Fecha 10 | Fecha 10 | Fecha 10 | Fecha 10 | Fecha 10 | Fecha 10 |
| Local                                 | Resultado | Visitante              |          |          |          |          |          |          |          |          |          |
| ------------------------------------- | --------- | ---------------------- | -------- | -------- | -------- | -------- | -------- | -------- | -------- | -------- | -------- |
| Pacífico                              | 0 - 2     | Deportivo Montecaseros |          |          |          |          |          |          |          |          |          |
| Huracán Las Heras                     | 1 - 0     | San Martín (M)         |          |          |          |          |          |          |          |          |          |
| Deportivo Guaymallén                  | 2 - 0     | Andes FBC              |          |          |          |          |          |          |          |          |          |
| Sportivo Balloffet                    | 0 - 0     | Atlético Palmira       |          |          |          |          |          |          |          |          |          |
| Huracán (SR)                          | 1 - 0     | Atlético Argentino     |          |          |          |          |          |          |          |          |          |
| Libre: Jorge Newbery (Villa Mercedes) |           |                        |          |          |          |          |          |          |          |          |          |

| Fecha 11                  | Fecha 11  | Fecha 11             | Fecha 11 | Fecha 11 | Fecha 11 | Fecha 11 | Fecha 11 | Fecha 11 | Fecha 11 | Fecha 11 | Fecha 11 |
| Local                     | Resultado | Visitante            |          |          |          |          |          |          |          |          |          |
| ------------------------- | --------- | -------------------- | -------- | -------- | -------- | -------- | -------- | -------- | -------- | -------- | -------- |
| Andes FBC                 | 0 - 1     | Huracán Las Heras    |          |          |          |          |          |          |          |          |          |
| Deportivo Montecaseros    | 1 - 1     | Jorge Newbery (VM)   |          |          |          |          |          |          |          |          |          |
| San Martín (M)            | 2 - 1     | Pacífico             |          |          |          |          |          |          |          |          |          |
| Atlético Argentino        | 3 - 3     | Deportivo Guaymallén |          |          |          |          |          |          |          |          |          |
| Atlético Palmira          | 3 - 1     | Huracán (SR)         |          |          |          |          |          |          |          |          |          |
| Libre: Sportivo Balloffet |           |                      |          |          |          |          |          |          |          |          |          |

| Fecha 12                      | Fecha 12  | Fecha 12             | Fecha 12 | Fecha 12 | Fecha 12 | Fecha 12 | Fecha 12 | Fecha 12 | Fecha 12 | Fecha 12 | Fecha 12 |
| Local                         | Resultado | Visitante            |          |          |          |          |          |          |          |          |          |
| ----------------------------- | --------- | -------------------- | -------- | -------- | -------- | -------- | -------- | -------- | -------- | -------- | -------- |
| San Martín (M)                | 1 - 3     | Jorge Newbery (VM)   |          |          |          |          |          |          |          |          |          |
| Andes FBC                     | 2 - 3     | Pacífico             |          |          |          |          |          |          |          |          |          |
| Atlético Palmira              | 4 - 1     | Deportivo Guaymallén |          |          |          |          |          |          |          |          |          |
| Atlético Argentino            | 0 - 0     | Huracán Las Heras    |          |          |          |          |          |          |          |          |          |
| Sportivo Balloffet            | 1 - 1     | Huracán (SR)         |          |          |          |          |          |          |          |          |          |
| Libre: Deportivo Montecaseros |           |                      |          |          |          |          |          |          |          |          |          |

| Fecha 13                    | Fecha 13  | Fecha 13           | Fecha 13 | Fecha 13 | Fecha 13 | Fecha 13 | Fecha 13 | Fecha 13 | Fecha 13 | Fecha 13 | Fecha 13 |
| Local                       | Resultado | Visitante          |          |          |          |          |          |          |          |          |          |
| --------------------------- | --------- | ------------------ | -------- | -------- | -------- | -------- | -------- | -------- | -------- | -------- | -------- |
| Jorge Newbery (VM)          | 1 - 1     | Andes FBC          |          |          |          |          |          |          |          |          |          |
| Pacífico                    | 2 - 1     | Atlético Argentino |          |          |          |          |          |          |          |          |          |
| Huracán Las Heras           | 4 - 0     | Atlético Palmira   |          |          |          |          |          |          |          |          |          |
| Deportivo Guaymallén        | 1 - 0     | Sportivo Balloffet |          |          |          |          |          |          |          |          |          |
| Deportivo Montecaseros      | 0 - 0     | San Martín (M)     |          |          |          |          |          |          |          |          |          |
| Libre: Huracán (San Rafael) |           |                    |          |          |          |          |          |          |          |          |          |

| Fecha 14                    | Fecha 14  | Fecha 14               | Fecha 14 | Fecha 14 | Fecha 14 | Fecha 14 | Fecha 14 | Fecha 14 | Fecha 14 | Fecha 14 | Fecha 14 |
| Local                       | Resultado | Visitante              |          |          |          |          |          |          |          |          |          |
| --------------------------- | --------- | ---------------------- | -------- | -------- | -------- | -------- | -------- | -------- | -------- | -------- | -------- |
| Huracán (SR)                | 2 - 0     | Deportivo Guaymallén   |          |          |          |          |          |          |          |          |          |
| Atlético Palmira            | 3 - 1     | Pacífico               |          |          |          |          |          |          |          |          |          |
| Andes FBC                   | 0 - 0     | Deportivo Montecaseros |          |          |          |          |          |          |          |          |          |
| Atlético Argentino          | 0 - 1     | Jorge Newbery (VM)     |          |          |          |          |          |          |          |          |          |
| Sportivo Balloffet          | 1 - 1     | Huracán Las Heras      |          |          |          |          |          |          |          |          |          |
| Libre: San Martín (Mendoza) |           |                        |          |          |          |          |          |          |          |          |          |

| Fecha 15                    | Fecha 15  | Fecha 15           | Fecha 15 | Fecha 15 | Fecha 15 | Fecha 15 | Fecha 15 | Fecha 15 | Fecha 15 | Fecha 15 | Fecha 15 |
| Local                       | Resultado | Visitante          |          |          |          |          |          |          |          |          |          |
| --------------------------- | --------- | ------------------ | -------- | -------- | -------- | -------- | -------- | -------- | -------- | -------- | -------- |
| Deportivo Montecaseros      | 4 - 0     | Atlético Argentino |          |          |          |          |          |          |          |          |          |
| Huracán Las Heras           | 0 - 2     | Huracán (SR)       |          |          |          |          |          |          |          |          |          |
| Jorge Newbery (VM)          | 0 - 0     | Atlético Palmira   |          |          |          |          |          |          |          |          |          |
| Pacífico                    | 2 - 1     | Sportivo Balloffet |          |          |          |          |          |          |          |          |          |
| San Martín (M)              | 4 - 1     | Andes FBC          |          |          |          |          |          |          |          |          |          |
| Libre: Deportivo Guaymallén |           |                    |          |          |          |          |          |          |          |          |          |

| Fecha 16             | Fecha 16  | Fecha 16               | Fecha 16 | Fecha 16 | Fecha 16 | Fecha 16 | Fecha 16 | Fecha 16 | Fecha 16 | Fecha 16 | Fecha 16 |
| Local                | Resultado | Visitante              |          |          |          |          |          |          |          |          |          |
| -------------------- | --------- | ---------------------- | -------- | -------- | -------- | -------- | -------- | -------- | -------- | -------- | -------- |
| Sportivo Balloffet   | 0 - 2     | Jorge Newbery (VM)     |          |          |          |          |          |          |          |          |          |
| Atlético Argentino   | 0 - 2     | San Martín (M)         |          |          |          |          |          |          |          |          |          |
| Atlético Palmira     | 1 - 1     | Deportivo Montecaseros |          |          |          |          |          |          |          |          |          |
| Deportivo Guaymallén | 0 - 4     | Huracán Las Heras      |          |          |          |          |          |          |          |          |          |
| Huracán (SR)         | 2 - 0     | Pacífico               |          |          |          |          |          |          |          |          |          |
| Libre: Andes FBC     |           |                        |          |          |          |          |          |          |          |          |          |

| Fecha 17                 | Fecha 17  | Fecha 17             | Fecha 17 | Fecha 17 | Fecha 17 | Fecha 17 | Fecha 17 | Fecha 17 | Fecha 17 | Fecha 17 | Fecha 17 |
| Local                    | Resultado | Visitante            |          |          |          |          |          |          |          |          |          |
| ------------------------ | --------- | -------------------- | -------- | -------- | -------- | -------- | -------- | -------- | -------- | -------- | -------- |
| Deportivo Montecaseros   | 6 - 0     | Sportivo Balloffet   |          |          |          |          |          |          |          |          |          |
| Jorge Newbery (VM)       | 4 - 2     | Huracán (SR)         |          |          |          |          |          |          |          |          |          |
| San Martín (M)           | 1 - 0     | Atlético Palmira     |          |          |          |          |          |          |          |          |          |
| Pacífico                 | 4 - 0     | Deportivo Guaymallén |          |          |          |          |          |          |          |          |          |
| Andes FBC                | 1 - 1     | Atlético Argentino   |          |          |          |          |          |          |          |          |          |
| Libre: Huracán Las Heras |           |                      |          |          |          |          |          |          |          |          |          |

| Fecha 18                  | Fecha 18  | Fecha 18               | Fecha 18 | Fecha 18 | Fecha 18 | Fecha 18 | Fecha 18 | Fecha 18 | Fecha 18 | Fecha 18 | Fecha 18 |
| Local                     | Resultado | Visitante              |          |          |          |          |          |          |          |          |          |
| ------------------------- | --------- | ---------------------- | -------- | -------- | -------- | -------- | -------- | -------- | -------- | -------- | -------- |
| Huracán Las Heras         | 1 - 1     | Pacífico               |          |          |          |          |          |          |          |          |          |
| Atlético Palmira          | 3 - 0     | Andes FBC              |          |          |          |          |          |          |          |          |          |
| Deportivo Guaymallén      | 2 - 2     | Jorge Newbery (VM)     |          |          |          |          |          |          |          |          |          |
| Sportivo Balloffet        | 3 - 0     | San Martín (M)         |          |          |          |          |          |          |          |          |          |
| Huracán (SR)              | 0 - 0     | Deportivo Montecaseros |          |          |          |          |          |          |          |          |          |
| Libre: Atlético Argentino |           |                        |          |          |          |          |          |          |          |          |          |

| Fecha 19               | Fecha 19  | Fecha 19             | Fecha 19 | Fecha 19 | Fecha 19 | Fecha 19 | Fecha 19 | Fecha 19 | Fecha 19 | Fecha 19 | Fecha 19 |
| Local                  | Resultado | Visitante            |          |          |          |          |          |          |          |          |          |
| ---------------------- | --------- | -------------------- | -------- | -------- | -------- | -------- | -------- | -------- | -------- | -------- | -------- |
| Andes FBC              | 2 - 2     | Sportivo Balloffet   |          |          |          |          |          |          |          |          |          |
| Atlético Argentino     | 1 - 2     | Atlético Palmira     |          |          |          |          |          |          |          |          |          |
| San Martín (M)         | 1 - 0     | Huracán (SR)         |          |          |          |          |          |          |          |          |          |
| Jorge Newbery (VM)     | 0 - 0     | Huracán Las Heras    |          |          |          |          |          |          |          |          |          |
| Deportivo Montecaseros | 1 - 1     | Deportivo Guaymallén |          |          |          |          |          |          |          |          |          |
| Libre: Pacífico        |           |                      |          |          |          |          |          |          |          |          |          |

| Fecha 20                | Fecha 20  | Fecha 20               | Fecha 20 | Fecha 20 | Fecha 20 | Fecha 20 | Fecha 20 | Fecha 20 | Fecha 20 | Fecha 20 | Fecha 20 |
| Local                   | Resultado | Visitante              |          |          |          |          |          |          |          |          |          |
| ----------------------- | --------- | ---------------------- | -------- | -------- | -------- | -------- | -------- | -------- | -------- | -------- | -------- |
| Sportivo Balloffet      | 0 - 2     | Atlético Argentino     |          |          |          |          |          |          |          |          |          |
| Pacífico                | 0 - 1     | Jorge Newbery (VM)     |          |          |          |          |          |          |          |          |          |
| Huracán Las Heras       | 2 - 0     | Deportivo Montecaseros |          |          |          |          |          |          |          |          |          |
| Deportivo Guaymallén    | 0 - 2     | San Martín (M)         |          |          |          |          |          |          |          |          |          |
| Huracán (SR)            | 5 - 1     | Andes FBC              |          |          |          |          |          |          |          |          |          |
| Libre: Atlético Palmira |           |                        |          |          |          |          |          |          |          |          |          |

| Fecha 21                              | Fecha 21  | Fecha 21             | Fecha 21 | Fecha 21 | Fecha 21 | Fecha 21 | Fecha 21 | Fecha 21 | Fecha 21 | Fecha 21 | Fecha 21 |
| Local                                 | Resultado | Visitante            |          |          |          |          |          |          |          |          |          |
| ------------------------------------- | --------- | -------------------- | -------- | -------- | -------- | -------- | -------- | -------- | -------- | -------- | -------- |
| Deportivo Montecaseros                | 0 - 2     | Pacífico             |          |          |          |          |          |          |          |          |          |
| Atlético Palmira                      | 2 - 0     | Sportivo Balloffet   |          |          |          |          |          |          |          |          |          |
| Andes FBC                             | 3 - 2     | Deportivo Guaymallén |          |          |          |          |          |          |          |          |          |
| San Martín (M)                        | 0 - 0     | Huracán Las Heras    |          |          |          |          |          |          |          |          |          |
| Atlético Argentino                    | 1 - 1     | Huracán (SR)         |          |          |          |          |          |          |          |          |          |
| Libre: Jorge Newbery (Villa Mercedes) |           |                      |          |          |          |          |          |          |          |          |          |

| Fecha 22                  | Fecha 22  | Fecha 22               | Fecha 22 | Fecha 22 | Fecha 22 | Fecha 22 | Fecha 22 | Fecha 22 | Fecha 22 | Fecha 22 | Fecha 22 |
| Local                     | Resultado | Visitante              |          |          |          |          |          |          |          |          |          |
| ------------------------- | --------- | ---------------------- | -------- | -------- | -------- | -------- | -------- | -------- | -------- | -------- | -------- |
| Pacífico                  | 2 - 1     | San Martín (M)         |          |          |          |          |          |          |          |          |          |
| Deportivo Guaymallén      | 1 - 0     | Atlético Argentino     |          |          |          |          |          |          |          |          |          |
| Huracán Las Heras         | 1 - 0     | Andes FBC              |          |          |          |          |          |          |          |          |          |
| Jorge Newbery (VM)        | 1 - 1     | Deportivo Montecaseros |          |          |          |          |          |          |          |          |          |
| Huracán (SR)              | 3 - 0     | Atlético Palmira       |          |          |          |          |          |          |          |          |          |
| Libre: Sportivo Balloffet |           |                        |          |          |          |          |          |          |          |          |          |

#### Zona 12

##### Tabla de posiciones final
| Pos  | Equipo                   | Pts | PJ | PG | PE | PP | GF | GC | Dif |
| ---- | ------------------------ | --- | -- | -- | -- | -- | -- | -- | --- |
| 1.º  | Racing (Córdoba)         | 37  | 20 | 9  | 10 | 1  | 28 | 20 | 8   |
| 2.º  | Estudiantes (Río Cuarto) | 36  | 20 | 9  | 9  | 2  | 34 | 22 | 12  |
| 3.º  | Las Palmas               | 31  | 20 | 8  | 7  | 5  | 27 | 21 | 6   |
| 4.º  | Tiro Federal (Morteros)  | 30  | 20 | 7  | 9  | 4  | 19 | 10 | 9   |
| 5.º  | Sarmiento (Leones)       | 30  | 20 | 8  | 6  | 6  | 23 | 22 | 1   |
| 6.º  | Alumni (Villa María)     | 27  | 20 | 7  | 6  | 7  | 21 | 23 | -2  |
| 7.º  | San Jorge (Santa Fe)     | 26  | 20 | 6  | 8  | 6  | 25 | 22 | 3   |
| 8.º  | Argentino Peñarol        | 24  | 20 | 5  | 9  | 6  | 19 | 20 | -1  |
| 9.º  | General Paz Juniors      | 19  | 20 | 3  | 10 | 7  | 21 | 30 | -9  |
| 10.º | Atenas (Río Cuarto)      | 16  | 20 | 3  | 7  | 10 | 18 | 27 | -9  |
| 11.º | Alianza de Moldes        | 12  | 20 | 3  | 3  | 14 | 20 | 38 | -18 |

|  | Clasificaron a la segunda fase del torneo. |
|  | Descendieron al Federal C 2016.            |

##### Resultados
| Fecha 1                         | Fecha 1   | Fecha 1             | Fecha 1 | Fecha 1 | Fecha 1 | Fecha 1 | Fecha 1 | Fecha 1 | Fecha 1 | Fecha 1 | Fecha 1 |
| Local                           | Resultado | Visitante           |         |         |         |         |         |         |         |         |         |
| ------------------------------- | --------- | ------------------- | ------- | ------- | ------- | ------- | ------- | ------- | ------- | ------- | ------- |
| Racing (C)                      | 1 - 1     | General Paz Juniors |         |         |         |         |         |         |         |         |         |
| Alianza (CM)                    | 0 - 2     | Atenas (RC)         |         |         |         |         |         |         |         |         |         |
| Argentino Peñarol               | 2 - 0     | Las Palmas          |         |         |         |         |         |         |         |         |         |
| Alumni (VM)                     | 0 - 1     | Sarmiento (L)       |         |         |         |         |         |         |         |         |         |
| Tiro Federal (M)                | 1 - 0     | San Jorge (SF)      |         |         |         |         |         |         |         |         |         |
| Libre: Estudiantes (Río Cuarto) |           |                     |         |         |         |         |         |         |         |         |         |

| Fecha 2                  | Fecha 2   | Fecha 2           | Fecha 2 | Fecha 2 | Fecha 2 | Fecha 2 | Fecha 2 | Fecha 2 | Fecha 2 | Fecha 2 | Fecha 2 |
| Local                    | Resultado | Visitante         |         |         |         |         |         |         |         |         |         |
| ------------------------ | --------- | ----------------- | ------- | ------- | ------- | ------- | ------- | ------- | ------- | ------- | ------- |
| Atenas (RC)              | 0 - 0     | Argentino Peñarol |         |         |         |         |         |         |         |         |         |
| Las Palmas               | 1 - 2     | Racing (C)        |         |         |         |         |         |         |         |         |         |
| Sarmiento (L)            | 0 - 0     | Tiro Federal (M)  |         |         |         |         |         |         |         |         |         |
| San Jorge (SF)           | 0 - 1     | Estudiantes (RC)  |         |         |         |         |         |         |         |         |         |
| General Paz Juniors      | 2 - 3     | Alumni (VM)       |         |         |         |         |         |         |         |         |         |
| Libre: Alianza de Moldes |           |                   |         |         |         |         |         |         |         |         |         |

| Fecha 3                     | Fecha 3   | Fecha 3             | Fecha 3 | Fecha 3 | Fecha 3 | Fecha 3 | Fecha 3 | Fecha 3 | Fecha 3 | Fecha 3 | Fecha 3 |
| Local                       | Resultado | Visitante           |         |         |         |         |         |         |         |         |         |
| --------------------------- | --------- | ------------------- | ------- | ------- | ------- | ------- | ------- | ------- | ------- | ------- | ------- |
| Alumni (VM)                 | 1 - 2     | Las Palmas          |         |         |         |         |         |         |         |         |         |
| Estudiantes (RC)            | 1 - 1     | Sarmiento (L)       |         |         |         |         |         |         |         |         |         |
| Tiro Federal (M)            | 1 - 0     | General Paz Juniors |         |         |         |         |         |         |         |         |         |
| Racing (C)                  | 2 - 2     | Atenas (RC)         |         |         |         |         |         |         |         |         |         |
| Argentino Peñarol           | 2 - 2     | Alianza (CM)        |         |         |         |         |         |         |         |         |         |
| Libre: San Jorge (Santa Fe) |           |                     |         |         |         |         |         |         |         |         |         |

| Fecha 4                  | Fecha 4   | Fecha 4          | Fecha 4 | Fecha 4 | Fecha 4 | Fecha 4 | Fecha 4 | Fecha 4 | Fecha 4 | Fecha 4 | Fecha 4 |
| Local                    | Resultado | Visitante        |         |         |         |         |         |         |         |         |         |
| ------------------------ | --------- | ---------------- | ------- | ------- | ------- | ------- | ------- | ------- | ------- | ------- | ------- |
| Las Palmas               | 0 - 0     | Tiro Federal (M) |         |         |         |         |         |         |         |         |         |
| General Paz Juniors      | 2 - 1     | Estudiantes (RC) |         |         |         |         |         |         |         |         |         |
| Atenas (RC)              | 1 - 2     | Alumni (VM)      |         |         |         |         |         |         |         |         |         |
| Sarmiento (L)            | 1 - 0     | San Jorge (SF)   |         |         |         |         |         |         |         |         |         |
| Alianza (CM)             | 1 - 2     | Racing (C)       |         |         |         |         |         |         |         |         |         |
| Libre: Argentino Peñarol |           |                  |         |         |         |         |         |         |         |         |         |

| Fecha 5                   | Fecha 5   | Fecha 5             | Fecha 5 | Fecha 5 | Fecha 5 | Fecha 5 | Fecha 5 | Fecha 5 | Fecha 5 | Fecha 5 | Fecha 5 |
| Local                     | Resultado | Visitante           |         |         |         |         |         |         |         |         |         |
| ------------------------- | --------- | ------------------- | ------- | ------- | ------- | ------- | ------- | ------- | ------- | ------- | ------- |
| Tiro Federal (M)          | 2 - 0     | Atenas (RC)         |         |         |         |         |         |         |         |         |         |
| Alumni (VM)               | 3 - 2     | Alianza (CM)        |         |         |         |         |         |         |         |         |         |
| Estudiantes (RC)          | 1 - 1     | Las Palmas          |         |         |         |         |         |         |         |         |         |
| San Jorge (SF)            | 2 - 2     | General Paz Juniors |         |         |         |         |         |         |         |         |         |
| Racing (C)                | 2 - 1     | Argentino Peñarol   |         |         |         |         |         |         |         |         |         |
| Libre: Sarmiento (Leones) |           |                     |         |         |         |         |         |         |         |         |         |

| Fecha 6                 | Fecha 6   | Fecha 6          | Fecha 6 | Fecha 6 | Fecha 6 | Fecha 6 | Fecha 6 | Fecha 6 | Fecha 6 | Fecha 6 | Fecha 6 |
| Local                   | Resultado | Visitante        |         |         |         |         |         |         |         |         |         |
| ----------------------- | --------- | ---------------- | ------- | ------- | ------- | ------- | ------- | ------- | ------- | ------- | ------- |
| Alianza (CM)            | 1 - 0     | Tiro Federal (M) |         |         |         |         |         |         |         |         |         |
| Atenas (RC)             | 0 - 3     | Estudiantes (RC) |         |         |         |         |         |         |         |         |         |
| Argentino Peñarol       | 1 - 0     | Alumni (VM)      |         |         |         |         |         |         |         |         |         |
| Las Palmas              | 0 - 3     | San Jorge (SF)   |         |         |         |         |         |         |         |         |         |
| General Paz Juniors     | 1 - 0     | Sarmiento (L)    |         |         |         |         |         |         |         |         |         |
| Libre: Racing (Córdoba) |           |                  |         |         |         |         |         |         |         |         |         |

| Fecha 7                    | Fecha 7   | Fecha 7           | Fecha 7 | Fecha 7 | Fecha 7 | Fecha 7 | Fecha 7 | Fecha 7 | Fecha 7 | Fecha 7 | Fecha 7 |
| Local                      | Resultado | Visitante         |         |         |         |         |         |         |         |         |         |
| -------------------------- | --------- | ----------------- | ------- | ------- | ------- | ------- | ------- | ------- | ------- | ------- | ------- |
| Tiro Federal (M)           | 1 - 1     | Argentino Peñarol |         |         |         |         |         |         |         |         |         |
| Alumni (VM)                | 2 - 2     | Racing (C)        |         |         |         |         |         |         |         |         |         |
| Estudiantes (RC)           | 2 - 1     | Alianza (CM)      |         |         |         |         |         |         |         |         |         |
| Sarmiento (L)              | 1 - 3     | Las Palmas        |         |         |         |         |         |         |         |         |         |
| San Jorge (SF)             | 1 - 0     | Atenas (RC)       |         |         |         |         |         |         |         |         |         |
| Libre: General Paz Juniors |           |                   |         |         |         |         |         |         |         |         |         |

| Fecha 8                     | Fecha 8   | Fecha 8             | Fecha 8 | Fecha 8 | Fecha 8 | Fecha 8 | Fecha 8 | Fecha 8 | Fecha 8 | Fecha 8 | Fecha 8 |
| Local                       | Resultado | Visitante           |         |         |         |         |         |         |         |         |         |
| --------------------------- | --------- | ------------------- | ------- | ------- | ------- | ------- | ------- | ------- | ------- | ------- | ------- |
| Las Palmas                  | 0 - 0     | General Paz Juniors |         |         |         |         |         |         |         |         |         |
| Argentino Peñarol           | 1 - 2     | Estudiantes (RC)    |         |         |         |         |         |         |         |         |         |
| Atenas (RC)                 | 1 - 2     | Sarmiento (L)       |         |         |         |         |         |         |         |         |         |
| Alianza (CM)                | 1 - 2     | San Jorge (SF)      |         |         |         |         |         |         |         |         |         |
| Racing (C)                  | 1 - 0     | Tiro Federal (M)    |         |         |         |         |         |         |         |         |         |
| Libre: Alumni (Villa María) |           |                     |         |         |         |         |         |         |         |         |         |

| Fecha 9             | Fecha 9   | Fecha 9           | Fecha 9 | Fecha 9 | Fecha 9 | Fecha 9 | Fecha 9 | Fecha 9 | Fecha 9 | Fecha 9 | Fecha 9 |
| Local               | Resultado | Visitante         |         |         |         |         |         |         |         |         |         |
| ------------------- | --------- | ----------------- | ------- | ------- | ------- | ------- | ------- | ------- | ------- | ------- | ------- |
| General Paz Juniors | 3 - 3     | Atenas (RC)       |         |         |         |         |         |         |         |         |         |
| Sarmiento (L)       | 1 - 0     | Alianza (CM)      |         |         |         |         |         |         |         |         |         |
| San Jorge (SF)      | 2 - 1     | Argentino Peñarol |         |         |         |         |         |         |         |         |         |
| Estudiantes (RC)    | 4 - 2     | Racing (C)        |         |         |         |         |         |         |         |         |         |
| Tiro Federal (M)    | 2 - 0     | Alumni (VM)       |         |         |         |         |         |         |         |         |         |
| Libre: Las Palmas   |           |                   |         |         |         |         |         |         |         |         |         |

| Fecha 10                       | Fecha 10  | Fecha 10            | Fecha 10 | Fecha 10 | Fecha 10 | Fecha 10 | Fecha 10 | Fecha 10 | Fecha 10 | Fecha 10 | Fecha 10 |
| Local                          | Resultado | Visitante           |          |          |          |          |          |          |          |          |          |
| ------------------------------ | --------- | ------------------- | -------- | -------- | -------- | -------- | -------- | -------- | -------- | -------- | -------- |
| Alumni (VM)                    | 2 - 1     | Estudiantes (RC)    |          |          |          |          |          |          |          |          |          |
| Argentino Peñarol              | 1 - 1     | Sarmiento (L)       |          |          |          |          |          |          |          |          |          |
| Alianza (CM)                   | 4 - 2     | General Paz Juniors |          |          |          |          |          |          |          |          |          |
| Atenas (RC)                    | 0 - 1     | Las Palmas          |          |          |          |          |          |          |          |          |          |
| Racing (C)                     | 2 - 2     | San Jorge (SF)      |          |          |          |          |          |          |          |          |          |
| Libre: Tiro Federal (Morteros) |           |                     |          |          |          |          |          |          |          |          |          |

| Fecha 11                   | Fecha 11  | Fecha 11          | Fecha 11 | Fecha 11 | Fecha 11 | Fecha 11 | Fecha 11 | Fecha 11 | Fecha 11 | Fecha 11 | Fecha 11 |
| Local                      | Resultado | Visitante         |          |          |          |          |          |          |          |          |          |
| -------------------------- | --------- | ----------------- | -------- | -------- | -------- | -------- | -------- | -------- | -------- | -------- | -------- |
| Las Palmas                 | 4 - 1     | Alianza (CM)      |          |          |          |          |          |          |          |          |          |
| General Paz Juniors        | 1 - 1     | Argentino Peñarol |          |          |          |          |          |          |          |          |          |
| San Jorge (SF)             | 1 - 0     | Alumni (VM)       |          |          |          |          |          |          |          |          |          |
| Sarmiento (L)              | 2 - 2     | Racing (C)        |          |          |          |          |          |          |          |          |          |
| Estudiantes (RC)           | 3 - 2     | Tiro Federal (M)  |          |          |          |          |          |          |          |          |          |
| Libre: Atenas (Río Cuarto) |           |                   |          |          |          |          |          |          |          |          |          |

| Fecha 12                        | Fecha 12  | Fecha 12          | Fecha 12 | Fecha 12 | Fecha 12 | Fecha 12 | Fecha 12 | Fecha 12 | Fecha 12 | Fecha 12 | Fecha 12 |
| Local                           | Resultado | Visitante         |          |          |          |          |          |          |          |          |          |
| ------------------------------- | --------- | ----------------- | -------- | -------- | -------- | -------- | -------- | -------- | -------- | -------- | -------- |
| General Paz Juniors             | 0 - 1     | Racing (C)        |          |          |          |          |          |          |          |          |          |
| Las Palmas                      | 1 - 1     | Argentino Peñarol |          |          |          |          |          |          |          |          |          |
| Atenas (RC)                     | 2 - 1     | Alianza (CM)      |          |          |          |          |          |          |          |          |          |
| San Jorge (SF)                  | 0 - 0     | Tiro Federal (M)  |          |          |          |          |          |          |          |          |          |
| Sarmiento (L)                   | 0 - 1     | Alumni (VM)       |          |          |          |          |          |          |          |          |          |
| Libre: Estudiantes (Río Cuarto) |           |                   |          |          |          |          |          |          |          |          |          |

| Fecha 13                 | Fecha 13  | Fecha 13            | Fecha 13 | Fecha 13 | Fecha 13 | Fecha 13 | Fecha 13 | Fecha 13 | Fecha 13 | Fecha 13 | Fecha 13 |
| Local                    | Resultado | Visitante           |          |          |          |          |          |          |          |          |          |
| ------------------------ | --------- | ------------------- | -------- | -------- | -------- | -------- | -------- | -------- | -------- | -------- | -------- |
| Argentino Peñarol        | 2 - 1     | Atenas (RC)         |          |          |          |          |          |          |          |          |          |
| Alumni (VM)              | 2 - 2     | General Paz Juniors |          |          |          |          |          |          |          |          |          |
| Estudiantes (RC)         | 1 - 1     | San Jorge (SF)      |          |          |          |          |          |          |          |          |          |
| Racing (C)               | 1 - 0     | Las Palmas          |          |          |          |          |          |          |          |          |          |
| Tiro Federal (M)         | 3 - 0     | Sarmiento (L)       |          |          |          |          |          |          |          |          |          |
| Libre: Alianza de Moldes |           |                     |          |          |          |          |          |          |          |          |          |

| Fecha 14                    | Fecha 14  | Fecha 14          | Fecha 14 | Fecha 14 | Fecha 14 | Fecha 14 | Fecha 14 | Fecha 14 | Fecha 14 | Fecha 14 | Fecha 14 |
| Local                       | Resultado | Visitante         |          |          |          |          |          |          |          |          |          |
| --------------------------- | --------- | ----------------- | -------- | -------- | -------- | -------- | -------- | -------- | -------- | -------- | -------- |
| Sarmiento (L)               | 1 - 3     | Estudiantes (RC)  |          |          |          |          |          |          |          |          |          |
| General Paz Juniors         | 1 - 1     | Tiro Federal (M)  |          |          |          |          |          |          |          |          |          |
| Atenas (RC)                 | 0 - 0     | Racing (C)        |          |          |          |          |          |          |          |          |          |
| Alianza (CM)                | 1 - 1     | Argentino Peñarol |          |          |          |          |          |          |          |          |          |
| Las Palmas                  | 0 - 0     | Alumni (VM)       |          |          |          |          |          |          |          |          |          |
| Libre: San Jorge (Santa Fe) |           |                   |          |          |          |          |          |          |          |          |          |

| Fecha 15                 | Fecha 15  | Fecha 15            | Fecha 15 | Fecha 15 | Fecha 15 | Fecha 15 | Fecha 15 | Fecha 15 | Fecha 15 | Fecha 15 | Fecha 15 |
| Local                    | Resultado | Visitante           |          |          |          |          |          |          |          |          |          |
| ------------------------ | --------- | ------------------- | -------- | -------- | -------- | -------- | -------- | -------- | -------- | -------- | -------- |
| Estudiantes (RC)         | 2 - 0     | General Paz Juniors |          |          |          |          |          |          |          |          |          |
| Racing (C)               | 1 - 0     | Alianza (CM)        |          |          |          |          |          |          |          |          |          |
| Alumni (VM)              | 1 - 0     | Atenas (RC)         |          |          |          |          |          |          |          |          |          |
| San Jorge (SF)           | 2 - 2     | Sarmiento (L)       |          |          |          |          |          |          |          |          |          |
| Tiro Federal (M)         | 3 - 0     | Las Palmas          |          |          |          |          |          |          |          |          |          |
| Libre: Argentino Peñarol |           |                     |          |          |          |          |          |          |          |          |          |

| Fecha 16                  | Fecha 16  | Fecha 16         | Fecha 16 | Fecha 16 | Fecha 16 | Fecha 16 | Fecha 16 | Fecha 16 | Fecha 16 | Fecha 16 | Fecha 16 |
| Local                     | Resultado | Visitante        |          |          |          |          |          |          |          |          |          |
| ------------------------- | --------- | ---------------- | -------- | -------- | -------- | -------- | -------- | -------- | -------- | -------- | -------- |
| General Paz Juniors       | 1 - 1     | San Jorge (SF)   |          |          |          |          |          |          |          |          |          |
| Atenas (RC)               | 0 - 0     | Tiro Federal (M) |          |          |          |          |          |          |          |          |          |
| Argentino Peñarol         | 0 - 0     | Racing (C)       |          |          |          |          |          |          |          |          |          |
| Las Palmas                | 2 - 2     | Estudiantes (RC) |          |          |          |          |          |          |          |          |          |
| Alianza (CM)              | 2 - 1     | Alumni (VM)      |          |          |          |          |          |          |          |          |          |
| Libre: Sarmiento (Leones) |           |                  |          |          |          |          |          |          |          |          |          |

| Fecha 17                | Fecha 17  | Fecha 17            | Fecha 17 | Fecha 17 | Fecha 17 | Fecha 17 | Fecha 17 | Fecha 17 | Fecha 17 | Fecha 17 | Fecha 17 |
| Local                   | Resultado | Visitante           |          |          |          |          |          |          |          |          |          |
| ----------------------- | --------- | ------------------- | -------- | -------- | -------- | -------- | -------- | -------- | -------- | -------- | -------- |
| San Jorge (SF)          | 1 - 2     | Las Palmas          |          |          |          |          |          |          |          |          |          |
| Alumni (VM)             | 1 - 0     | Argentino Peñarol   |          |          |          |          |          |          |          |          |          |
| Estudiantes (RC)        | 0 - 0     | Atenas (RC)         |          |          |          |          |          |          |          |          |          |
| Tiro Federal (M)        | 1 - 0     | Alianza (CM)        |          |          |          |          |          |          |          |          |          |
| Sarmiento (L)           | 3 - 1     | General Paz Juniors |          |          |          |          |          |          |          |          |          |
| Libre: Racing (Córdoba) |           |                     |          |          |          |          |          |          |          |          |          |

| Fecha 18                   | Fecha 18  | Fecha 18         | Fecha 18 | Fecha 18 | Fecha 18 | Fecha 18 | Fecha 18 | Fecha 18 | Fecha 18 | Fecha 18 | Fecha 18 |
| Local                      | Resultado | Visitante        |          |          |          |          |          |          |          |          |          |
| -------------------------- | --------- | ---------------- | -------- | -------- | -------- | -------- | -------- | -------- | -------- | -------- | -------- |
| Las Palmas                 | 1 - 0     | Sarmiento (L)    |          |          |          |          |          |          |          |          |          |
| Argentino Peñarol          | 1 - 0     | Tiro Federal (M) |          |          |          |          |          |          |          |          |          |
| Racing (C)                 | 2 - 0     | Alumni (VM)      |          |          |          |          |          |          |          |          |          |
| Alianza (CM)               | 1 - 1     | Estudiantes (RC) |          |          |          |          |          |          |          |          |          |
| Atenas (RC)                | 2 - 2     | San Jorge (SF)   |          |          |          |          |          |          |          |          |          |
| Libre: General Paz Juniors |           |                  |          |          |          |          |          |          |          |          |          |

| Fecha 19                    | Fecha 19  | Fecha 19          | Fecha 19 | Fecha 19 | Fecha 19 | Fecha 19 | Fecha 19 | Fecha 19 | Fecha 19 | Fecha 19 | Fecha 19 |
| Local                       | Resultado | Visitante         |          |          |          |          |          |          |          |          |          |
| --------------------------- | --------- | ----------------- | -------- | -------- | -------- | -------- | -------- | -------- | -------- | -------- | -------- |
| Tiro Federal (M)            | 0 - 0     | Racing (C)        |          |          |          |          |          |          |          |          |          |
| General Paz Juniors         | 1 - 1     | Las Palmas        |          |          |          |          |          |          |          |          |          |
| Estudiantes (RC)            | 3 - 2     | Argentino Peñarol |          |          |          |          |          |          |          |          |          |
| Sarmiento (L)               | 2 - 0     | Atenas (RC)       |          |          |          |          |          |          |          |          |          |
| San Jorge (SF)              | 3 - 1     | Alianza (CM)      |          |          |          |          |          |          |          |          |          |
| Libre: Alumni (Villa María) |           |                   |          |          |          |          |          |          |          |          |          |

| Fecha 20          | Fecha 20  | Fecha 20            | Fecha 20 | Fecha 20 | Fecha 20 | Fecha 20 | Fecha 20 | Fecha 20 | Fecha 20 | Fecha 20 | Fecha 20 |
| Local             | Resultado | Visitante           |          |          |          |          |          |          |          |          |          |
| ----------------- | --------- | ------------------- | -------- | -------- | -------- | -------- | -------- | -------- | -------- | -------- | -------- |
| Racing (C)        | 2 - 2     | Estudiantes (RC)    |          |          |          |          |          |          |          |          |          |
| Argentino Peñarol | 1 - 0     | San Jorge (SF)      |          |          |          |          |          |          |          |          |          |
| Atenas (RC)       | 3 - 0     | General Paz Juniors |          |          |          |          |          |          |          |          |          |
| Alumni (VM)       | 1 - 1     | Tiro Federal (M)    |          |          |          |          |          |          |          |          |          |
| Alianza (CM)      | 1 - 2     | Sarmiento (L)       |          |          |          |          |          |          |          |          |          |
| Libre: Las Palmas |           |                     |          |          |          |          |          |          |          |          |          |

| Fecha 21                       | Fecha 21  | Fecha 21          | Fecha 21 | Fecha 21 | Fecha 21 | Fecha 21 | Fecha 21 | Fecha 21 | Fecha 21 | Fecha 21 | Fecha 21 |
| Local                          | Resultado | Visitante         |          |          |          |          |          |          |          |          |          |
| ------------------------------ | --------- | ----------------- | -------- | -------- | -------- | -------- | -------- | -------- | -------- | -------- | -------- |
| General Paz Juniors            | 1 - 0     | Alianza (CM)      |          |          |          |          |          |          |          |          |          |
| Estudiantes (RC)               | 0 - 0     | Alumni (VM)       |          |          |          |          |          |          |          |          |          |
| Las Palmas                     | 3 - 1     | Atenas (RC)       |          |          |          |          |          |          |          |          |          |
| San Jorge (SF)                 | 1 - 2     | Racing (C)        |          |          |          |          |          |          |          |          |          |
| Sarmiento (L)                  | 2 - 0     | Argentino Peñarol |          |          |          |          |          |          |          |          |          |
| Libre: Tiro Federal (Morteros) |           |                   |          |          |          |          |          |          |          |          |          |

| Fecha 22                   | Fecha 22  | Fecha 22            | Fecha 22 | Fecha 22 | Fecha 22 | Fecha 22 | Fecha 22 | Fecha 22 | Fecha 22 | Fecha 22 | Fecha 22 |
| Local                      | Resultado | Visitante           |          |          |          |          |          |          |          |          |          |
| -------------------------- | --------- | ------------------- | -------- | -------- | -------- | -------- | -------- | -------- | -------- | -------- | -------- |
| Argentino Peñarol          | 0 - 0     | General Paz Juniors |          |          |          |          |          |          |          |          |          |
| Alumni (VM)                | 1 - 1     | San Jorge (SF)      |          |          |          |          |          |          |          |          |          |
| Racing (C)                 | 1 - 1     | Sarmiento (L)       |          |          |          |          |          |          |          |          |          |
| Tiro Federal (M)           | 1 - 1     | Estudiantes (RC)    |          |          |          |          |          |          |          |          |          |
| Alianza (CM)               | 0 - 5     | Las Palmas          |          |          |          |          |          |          |          |          |          |
| Libre: Atenas (Río Cuarto) |           |                     |          |          |          |          |          |          |          |          |          |

#### Tabla de los quintos puestos
| Pos | Equipo                            | Pts | PJ | PG | PE | PP | GF | GC | Dif |
| --- | --------------------------------- | --- | -- | -- | -- | -- | -- | -- | --- |
| 1.º | Huracán (San Rafael)              | 32  | 20 | 9  | 5  | 6  | 31 | 21 | 10  |
| 2.º | Sol de Mayo                       | 32  | 20 | 9  | 5  | 6  | 29 | 27 | 2   |
| 3.º | Coronel Aguirre                   | 30  | 20 | 7  | 9  | 4  | 23 | 18 | 5   |
| 4.º | Ex Alumnos Escuela N°185          | 30  | 20 | 8  | 6  | 6  | 27 | 25 | 2   |
| 5.º | Sarmiento (Leones)                | 30  | 20 | 8  | 6  | 6  | 23 | 22 | 1   |
| 6.º | Sarmiento (La Banda)              | 29  | 20 | 8  | 5  | 7  | 30 | 27 | 3   |
| 7.º | Progreso (Rosario de la Frontera) | 29  | 20 | 7  | 8  | 5  | 16 | 16 | 0   |
| 8.º | Luján SC                          | 28  | 20 | 7  | 7  | 6  | 25 | 23 | 2   |
| 9.º | Libertad (Concordia)              | 27  | 20 | 7  | 6  | 7  | 21 | 22 | -1  |

|  | Clasificaron a la segunda fase del torneo. |

### Segunda fase

#### Zona A

##### Tabla de posiciones final
| Pos | Equipo                       | Pts | PJ | PG | PE | PP | GF | GC | Dif |
| --- | ---------------------------- | --- | -- | -- | -- | -- | -- | -- | --- |
| 1.º | Villa Mitre                  | 13  | 6  | 4  | 1  | 1  | 12 | 6  | 6   |
| 2.º | Sansinena                    | 13  | 6  | 4  | 1  | 1  | 14 | 9  | 5   |
| 3.º | Germinal                     | 9   | 6  | 2  | 3  | 1  | 11 | 8  | 3   |
| 4.º | Boxing Club                  | 9   | 6  | 3  | 0  | 3  | 9  | 13 | -4  |
| 5.º | Huracán (Comodoro Rivadavia) | 7   | 6  | 2  | 1  | 3  | 5  | 6  | -1  |
| 6.º | Sol de Mayo                  | 5   | 6  | 1  | 2  | 3  | 9  | 14 | -5  |
| 7.º | Cruz del Sur (Bariloche)     | 3   | 6  | 1  | 0  | 5  | 10 | 14 | -4  |

|  | Clasificaron a la tercera fase |

##### Resultados
| Fecha 1                             | Fecha 1   | Fecha 1          | Fecha 1 | Fecha 1 | Fecha 1 | Fecha 1 | Fecha 1 | Fecha 1 | Fecha 1 | Fecha 1 | Fecha 1 |
| Local                               | Resultado | Visitante        |         |         |         |         |         |         |         |         |         |
| ----------------------------------- | --------- | ---------------- | ------- | ------- | ------- | ------- | ------- | ------- | ------- | ------- | ------- |
| Villa Mitre                         | 2 - 0     | Cruz del Sur (B) |         |         |         |         |         |         |         |         |         |
| Sol de Mayo                         | 4 - 0     | Boxing Club      |         |         |         |         |         |         |         |         |         |
| Sansinena                           | 3 - 1     | Germinal         |         |         |         |         |         |         |         |         |         |
| Libre: Huracán (Comodoro Rivadavia) |           |                  |         |         |         |         |         |         |         |         |         |

| Fecha 2            | Fecha 2   | Fecha 2      | Fecha 2 | Fecha 2 | Fecha 2 | Fecha 2 | Fecha 2 | Fecha 2 | Fecha 2 | Fecha 2 | Fecha 2 |
| Local              | Resultado | Visitante    |         |         |         |         |         |         |         |         |         |
| ------------------ | --------- | ------------ | ------- | ------- | ------- | ------- | ------- | ------- | ------- | ------- | ------- |
| Germinal           | 1 - 1     | Huracán (CR) |         |         |         |         |         |         |         |         |         |
| Cruz del Sur (B)   | 3 - 4     | Sansinena    |         |         |         |         |         |         |         |         |         |
| Boxing Club        | 3 - 0     | Villa Mitre  |         |         |         |         |         |         |         |         |         |
| Libre: Sol de Mayo |           |              |         |         |         |         |         |         |         |         |         |

| Fecha 3         | Fecha 3   | Fecha 3          | Fecha 3 | Fecha 3 | Fecha 3 | Fecha 3 | Fecha 3 | Fecha 3 | Fecha 3 | Fecha 3 | Fecha 3 |
| Local           | Resultado | Visitante        |         |         |         |         |         |         |         |         |         |
| --------------- | --------- | ---------------- | ------- | ------- | ------- | ------- | ------- | ------- | ------- | ------- | ------- |
| Sansinena       | 4 - 2     | Boxing Club      |         |         |         |         |         |         |         |         |         |
| Villa Mitre     | 5 - 1     | Sol de Mayo      |         |         |         |         |         |         |         |         |         |
| Huracán (CR)    | 1 - 0     | Cruz del Sur (B) |         |         |         |         |         |         |         |         |         |
| Libre: Germinal |           |                  |         |         |         |         |         |         |         |         |         |

| Fecha 4            | Fecha 4   | Fecha 4      | Fecha 4 | Fecha 4 | Fecha 4 | Fecha 4 | Fecha 4 | Fecha 4 | Fecha 4 | Fecha 4 | Fecha 4 |
| Local              | Resultado | Visitante    |         |         |         |         |         |         |         |         |         |
| ------------------ | --------- | ------------ | ------- | ------- | ------- | ------- | ------- | ------- | ------- | ------- | ------- |
| Sol de Mayo        | 1 - 1     | Sansinena    |         |         |         |         |         |         |         |         |         |
| Cruz del Sur (B)   | 2 - 3     | Germinal     |         |         |         |         |         |         |         |         |         |
| Boxing Club        | 1 - 0     | Huracán (CR) |         |         |         |         |         |         |         |         |         |
| Libre: Villa Mitre |           |              |         |         |         |         |         |         |         |         |         |

| Fecha 5                         | Fecha 5   | Fecha 5     | Fecha 5 | Fecha 5 | Fecha 5 | Fecha 5 | Fecha 5 | Fecha 5 | Fecha 5 | Fecha 5 | Fecha 5 |
| Local                           | Resultado | Visitante   |         |         |         |         |         |         |         |         |         |
| ------------------------------- | --------- | ----------- | ------- | ------- | ------- | ------- | ------- | ------- | ------- | ------- | ------- |
| Germinal                        | 4 - 0     | Boxing Club |         |         |         |         |         |         |         |         |         |
| Sansinena                       | 1 - 2     | Villa Mitre |         |         |         |         |         |         |         |         |         |
| Huracán (CR)                    | 3 - 1     | Sol de Mayo |         |         |         |         |         |         |         |         |         |
| Libre: Cruz del Sur (Bariloche) |           |             |         |         |         |         |         |         |         |         |         |

| Fecha 6          | Fecha 6   | Fecha 6          | Fecha 6 | Fecha 6 | Fecha 6 | Fecha 6 | Fecha 6 | Fecha 6 | Fecha 6 | Fecha 6 | Fecha 6 |
| Local            | Resultado | Visitante        |         |         |         |         |         |         |         |         |         |
| ---------------- | --------- | ---------------- | ------- | ------- | ------- | ------- | ------- | ------- | ------- | ------- | ------- |
| Sol de Mayo      | 1 - 1     | Germinal         |         |         |         |         |         |         |         |         |         |
| Boxing Club      | 3 - 1     | Cruz del Sur (B) |         |         |         |         |         |         |         |         |         |
| Villa Mitre      | 2 - 0     | Huracán (CR)     |         |         |         |         |         |         |         |         |         |
| Libre: Sansinena |           |                  |         |         |         |         |         |         |         |         |         |

| Germinal           | 1 - 1 | Villa Mitre |
| Huracán (CR)       | 0 - 1 | Sansinena   |
| Cruz del Sur (B)   | 4 - 1 | Sol de Mayo |
| Libre: Boxing Club |       |             |

#### Zona B

##### Tabla de posiciones final
| Pos | Equipo                 | Pts | PJ | PG | PE | PP | GF | GC | Dif |
| --- | ---------------------- | --- | -- | -- | -- | -- | -- | -- | --- |
| 1.º | Sarmiento (Ayacucho)   | 13  | 6  | 4  | 1  | 1  | 12 | 7  | 5   |
| 2.º | Agropecuario           | 12  | 6  | 4  | 1  | 1  | 14 | 6  | 8   |
| 3.º | Liniers (Bahía Blanca) | 9   | 6  | 2  | 3  | 1  | 4  | 3  | 1   |
| 4.º | Rivadavia (Lincoln)    | 9   | 6  | 2  | 3  | 1  | 5  | 5  | 0   |
| 5.º | El Linqueño            | 8   | 6  | 2  | 2  | 2  | 9  | 10 | -1  |
| 6.º | Jorge Newbery (Junín)  | 4   | 6  | 1  | 1  | 4  | 6  | 12 | -6  |
| 7.º | Kimberley              | 3   | 6  | 1  | 0  | 5  | 3  | 10 | -7  |

|  | Clasificaron a la tercera fase |

##### Resultados
| Fecha 1                       | Fecha 1   | Fecha 1           | Fecha 1 | Fecha 1 | Fecha 1 | Fecha 1 | Fecha 1 | Fecha 1 | Fecha 1 | Fecha 1 | Fecha 1 |
| Local                         | Resultado | Visitante         |         |         |         |         |         |         |         |         |         |
| ----------------------------- | --------- | ----------------- | ------- | ------- | ------- | ------- | ------- | ------- | ------- | ------- | ------- |
| Rivadavia (L)                 | 1 - 0     | Jorge Newbery (J) |         |         |         |         |         |         |         |         |         |
| Sarmiento (A)                 | 2 - 0     | Kimberley         |         |         |         |         |         |         |         |         |         |
| Agropecuario                  | 2 - 0     | El Linqueño       |         |         |         |         |         |         |         |         |         |
| Libre: Liniers (Bahía Blanca) |           |                   |         |         |         |         |         |         |         |         |         |

| Fecha 2             | Fecha 2   | Fecha 2       | Fecha 2 | Fecha 2 | Fecha 2 | Fecha 2 | Fecha 2 | Fecha 2 | Fecha 2 | Fecha 2 | Fecha 2 |
| Local               | Resultado | Visitante     |         |         |         |         |         |         |         |         |         |
| ------------------- | --------- | ------------- | ------- | ------- | ------- | ------- | ------- | ------- | ------- | ------- | ------- |
| Kimberley           | 1 - 2     | Rivadavia (L) |         |         |         |         |         |         |         |         |         |
| El Linqueño         | 3 - 2     | Sarmiento (A) |         |         |         |         |         |         |         |         |         |
| Jorge Newbery (J)   | 0 - 0     | Liniers (BB)  |         |         |         |         |         |         |         |         |         |
| Libre: Agropecuario |           |               |         |         |         |         |         |         |         |         |         |

| Fecha 3                      | Fecha 3   | Fecha 3      | Fecha 3 | Fecha 3 | Fecha 3 | Fecha 3 | Fecha 3 | Fecha 3 | Fecha 3 | Fecha 3 | Fecha 3 |
| Local                        | Resultado | Visitante    |         |         |         |         |         |         |         |         |         |
| ---------------------------- | --------- | ------------ | ------- | ------- | ------- | ------- | ------- | ------- | ------- | ------- | ------- |
| Liniers (BB)                 | 1 - 0     | Kimberley    |         |         |         |         |         |         |         |         |         |
| Rivadavia (L)                | 1 - 1     | El Linqueño  |         |         |         |         |         |         |         |         |         |
| Sarmiento (A)                | 4 - 3     | Agropecuario |         |         |         |         |         |         |         |         |         |
| Libre: Jorge Newbery (Junín) |           |              |         |         |         |         |         |         |         |         |         |

| Fecha 4                     | Fecha 4   | Fecha 4           | Fecha 4 | Fecha 4 | Fecha 4 | Fecha 4 | Fecha 4 | Fecha 4 | Fecha 4 | Fecha 4 | Fecha 4 |
| Local                       | Resultado | Visitante         |         |         |         |         |         |         |         |         |         |
| --------------------------- | --------- | ----------------- | ------- | ------- | ------- | ------- | ------- | ------- | ------- | ------- | ------- |
| Kimberley                   | 2 - 0     | Jorge Newbery (J) |         |         |         |         |         |         |         |         |         |
| Agropecuario                | 2 - 0     | Rivadavia (L)     |         |         |         |         |         |         |         |         |         |
| El Linqueño                 | 1 - 1     | Liniers           |         |         |         |         |         |         |         |         |         |
| Libre: Sarmiento (Ayacucho) |           |                   |         |         |         |         |         |         |         |         |         |

| Fecha 5           | Fecha 5   | Fecha 5       | Fecha 5 | Fecha 5 | Fecha 5 | Fecha 5 | Fecha 5 | Fecha 5 | Fecha 5 | Fecha 5 | Fecha 5 |
| Local             | Resultado | Visitante     |         |         |         |         |         |         |         |         |         |
| ----------------- | --------- | ------------- | ------- | ------- | ------- | ------- | ------- | ------- | ------- | ------- | ------- |
| Jorge Newbery (J) | 4 - 2     | El Linqueño   |         |         |         |         |         |         |         |         |         |
| Rivadavia (L)     | 0 - 0     | Sarmiento (A) |         |         |         |         |         |         |         |         |         |
| Liniers (BB)      | 1 - 0     | Agropecuario  |         |         |         |         |         |         |         |         |         |
| Libre: Kimberley  |           |               |         |         |         |         |         |         |         |         |         |

| Fecha 6                    | Fecha 6   | Fecha 6           | Fecha 6 | Fecha 6 | Fecha 6 | Fecha 6 | Fecha 6 | Fecha 6 | Fecha 6 | Fecha 6 | Fecha 6 |
| Local                      | Resultado | Visitante         |         |         |         |         |         |         |         |         |         |
| -------------------------- | --------- | ----------------- | ------- | ------- | ------- | ------- | ------- | ------- | ------- | ------- | ------- |
| Sarmiento (A)              | 1 - 0     | Liniers (BB)      |         |         |         |         |         |         |         |         |         |
| Agropecuario               | 4 - 1     | Jorge Newbery (J) |         |         |         |         |         |         |         |         |         |
| El Linqueño                | 2 - 0     | Kimberley         |         |         |         |         |         |         |         |         |         |
| Libre: Rivadavia (Lincoln) |           |                   |         |         |         |         |         |         |         |         |         |

| Kimberley          | 0 - 3 | Agropecuario  |
| Jorge Newbery (J)  | 1 - 3 | Sarmiento (A) |
| Liniers (BB)       | 1 - 1 | Rivadavia (L) |
| Libre: El Linqueño |       |               |

#### Zona C

##### Tabla de posiciones final
| Pos | Equipo                             | Pts | PJ | PG | PE | PP | GF | GC | Dif |
| --- | ---------------------------------- | --- | -- | -- | -- | -- | -- | -- | --- |
| 1.º | Sportivo Rivadavia (Venado Tuerto) | 11  | 6  | 3  | 2  | 1  | 9  | 2  | 7   |
| 2.º | La Emilia                          | 11  | 6  | 3  | 2  | 1  | 8  | 5  | 3   |
| 3.º | Defensores de Pronunciamiento      | 11  | 6  | 3  | 2  | 1  | 8  | 5  | 3   |
| 4.º | Atlético Camioneros                | 9   | 6  | 3  | 0  | 3  | 6  | 9  | -3  |
| 5.º | Defensores de Salto                | 8   | 6  | 2  | 2  | 2  | 4  | 7  | -3  |
| 6.º | Coronel Aguirre                    | 2   | 5  | 0  | 2  | 3  | 4  | 7  | -3  |
| 7.º | Belgrano (San Nicolás)             | 2   | 5  | 0  | 2  | 3  | 3  | 7  | -4  |

|  | Clasificaron a la tercera fase |

##### Resultados
| Fecha 1                              | Fecha 1   | Fecha 1                 | Fecha 1 | Fecha 1 | Fecha 1 | Fecha 1 | Fecha 1 | Fecha 1 | Fecha 1 | Fecha 1 | Fecha 1 |
| Local                                | Resultado | Visitante               |         |         |         |         |         |         |         |         |         |
| ------------------------------------ | --------- | ----------------------- | ------- | ------- | ------- | ------- | ------- | ------- | ------- | ------- | ------- |
| La Emilia                            | 1 - 1     | Belgrano (SN)           |         |         |         |         |         |         |         |         |         |
| Defensores de Salto                  | 1 - 0     | Atlético Camioneros     |         |         |         |         |         |         |         |         |         |
| Coronel Aguirre                      | 0 - 0     | Sportivo Rivadavia (VT) |         |         |         |         |         |         |         |         |         |
| Libre: Defensores de Pronunciamiento |           |                         |         |         |         |         |         |         |         |         |         |

| Fecha 2                 | Fecha 2   | Fecha 2                       | Fecha 2 | Fecha 2 | Fecha 2 | Fecha 2 | Fecha 2 | Fecha 2 | Fecha 2 | Fecha 2 | Fecha 2 |
| Local                   | Resultado | Visitante                     |         |         |         |         |         |         |         |         |         |
| ----------------------- | --------- | ----------------------------- | ------- | ------- | ------- | ------- | ------- | ------- | ------- | ------- | ------- |
| Belgrano (SN)           | 0 - 1     | Defensores de Pronunciamiento |         |         |         |         |         |         |         |         |         |
| Atlético Camioneros     | 2 - 1     | La Emilia                     |         |         |         |         |         |         |         |         |         |
| Sportivo Rivadavia (VT) | 3 - 0     | Defensores de Salto           |         |         |         |         |         |         |         |         |         |
| Libre: Coronel Aguirre  |           |                               |         |         |         |         |         |         |         |         |         |

| Fecha 3                       | Fecha 3   | Fecha 3                 | Fecha 3 | Fecha 3 | Fecha 3 | Fecha 3 | Fecha 3 | Fecha 3 | Fecha 3 | Fecha 3 | Fecha 3 |
| Local                         | Resultado | Visitante               |         |         |         |         |         |         |         |         |         |
| ----------------------------- | --------- | ----------------------- | ------- | ------- | ------- | ------- | ------- | ------- | ------- | ------- | ------- |
| Defensores de Pronunciamiento | 1 - 0     | Atlético Camioneros     |         |         |         |         |         |         |         |         |         |
| La Emilia                     | 0 - 0     | Sportivo Rivadavia (VT) |         |         |         |         |         |         |         |         |         |
| Defensores de Salto           | 1 - 0     | Coronel Aguirre         |         |         |         |         |         |         |         |         |         |
| Libre: Belgrano (SN)          |           |                         |         |         |         |         |         |         |         |         |         |

| Fecha 4                    | Fecha 4   | Fecha 4                       | Fecha 4 | Fecha 4 | Fecha 4 | Fecha 4 | Fecha 4 | Fecha 4 | Fecha 4 | Fecha 4 | Fecha 4 |
| Local                      | Resultado | Visitante                     |         |         |         |         |         |         |         |         |         |
| -------------------------- | --------- | ----------------------------- | ------- | ------- | ------- | ------- | ------- | ------- | ------- | ------- | ------- |
| Atlético Camioneros        | 2 - 1     | Belgrano (SN)                 |         |         |         |         |         |         |         |         |         |
| Sportivo Rivadavia (VT)    | 0 - 2     | Defensores de Pronunciamiento |         |         |         |         |         |         |         |         |         |
| Coronel Aguirre            | 1 - 2     | La Emilia                     |         |         |         |         |         |         |         |         |         |
| Libre: Defensores de Salto |           |                               |         |         |         |         |         |         |         |         |         |

| Fecha 5                       | Fecha 5   | Fecha 5                 | Fecha 5 | Fecha 5 | Fecha 5 | Fecha 5 | Fecha 5 | Fecha 5 | Fecha 5 | Fecha 5 | Fecha 5 |
| Local                         | Resultado | Visitante               |         |         |         |         |         |         |         |         |         |
| ----------------------------- | --------- | ----------------------- | ------- | ------- | ------- | ------- | ------- | ------- | ------- | ------- | ------- |
| Belgrano (SN)                 | 0 - 2     | Sportivo Rivadavia (VT) |         |         |         |         |         |         |         |         |         |
| Defensores de Pronunciamiento | 2 - 2     | Coronel Aguirre         |         |         |         |         |         |         |         |         |         |
| La Emilia                     | 2 - 0     | Defensores de Salto     |         |         |         |         |         |         |         |         |         |
| Libre: Atlético Camioneros    |           |                         |         |         |         |         |         |         |         |         |         |

| Fecha 6                 | Fecha 6   | Fecha 6                       | Fecha 6 | Fecha 6 | Fecha 6 | Fecha 6 | Fecha 6 | Fecha 6 | Fecha 6 | Fecha 6 | Fecha 6 |
| Local                   | Resultado | Visitante                     |         |         |         |         |         |         |         |         |         |
| ----------------------- | --------- | ----------------------------- | ------- | ------- | ------- | ------- | ------- | ------- | ------- | ------- | ------- |
| Defensores de Salto     | 1 - 1     | Defensores de Pronunciamiento |         |         |         |         |         |         |         |         |         |
| Sportivo Rivadavia (VT) | 4 - 0     | Atlético Camioneros           |         |         |         |         |         |         |         |         |         |
| Coronel Aguirre         | -         | Belgrano (SN)                 |         |         |         |         |         |         |         |         |         |
| Libre: La Emilia        |           |                               |         |         |         |         |         |         |         |         |         |

| Belgrano (SN)                             | 1 - 1 | Defensores de Salto |
| Defensores de Pronunciamiento             | 1 - 2 | La Emilia           |
| Atlético Camioneros                       | 2 - 1 | Coronel Aguirre     |
| Libre: Sportivo Rivadavia (Venado Tuerto) |       |                     |

#### Zona D

##### Tabla de posiciones final
| Pos | Equipo                         | Pts | PJ | PG | PE | PP | GF | GC | Dif |
| --- | ------------------------------ | --- | -- | -- | -- | -- | -- | -- | --- |
| 1.º | Estudiantes (Río Cuarto)       | 13  | 6  | 4  | 1  | 1  | 9  | 4  | 5   |
| 2.º | Sarmiento (Leones)             | 10  | 6  | 3  | 1  | 2  | 6  | 6  | 0   |
| 3.º | Jorge Newbery (Villa Mercedes) | 9   | 6  | 3  | 0  | 3  | 10 | 8  | 2   |
| 4.º | Tiro Federal (Morteros)        | 9   | 6  | 2  | 3  | 1  | 9  | 7  | 2   |
| 5.º | Racing (Córdoba)               | 7   | 6  | 1  | 4  | 1  | 5  | 7  | -2  |
| 6.º | Deportivo Montecaseros         | 5   | 6  | 1  | 2  | 3  | 5  | 7  | -2  |
| 7.º | Las Palmas                     | 4   | 6  | 1  | 1  | 4  | 7  | 12 | -5  |

|  | Clasificaron a la tercera fase |

##### Resultados
| Fecha 1                       | Fecha 1   | Fecha 1          | Fecha 1 | Fecha 1 | Fecha 1 | Fecha 1 | Fecha 1 | Fecha 1 | Fecha 1 | Fecha 1 | Fecha 1 |
| Local                         | Resultado | Visitante        |         |         |         |         |         |         |         |         |         |
| ----------------------------- | --------- | ---------------- | ------- | ------- | ------- | ------- | ------- | ------- | ------- | ------- | ------- |
| Racing (C)                    | 1 - 1     | Las Palmas       |         |         |         |         |         |         |         |         |         |
| Estudiantes (RC)              | 2 - 1     | Tiro Federal (M) |         |         |         |         |         |         |         |         |         |
| Jorge Newbery (VM)            | 2 - 0     | Sarmiento (L)    |         |         |         |         |         |         |         |         |         |
| Libre: Deportivo Montecaseros |           |                  |         |         |         |         |         |         |         |         |         |

| Fecha 2                               | Fecha 2   | Fecha 2                | Fecha 2 | Fecha 2 | Fecha 2 | Fecha 2 | Fecha 2 | Fecha 2 | Fecha 2 | Fecha 2 | Fecha 2 |
| Local                                 | Resultado | Visitante              |         |         |         |         |         |         |         |         |         |
| ------------------------------------- | --------- | ---------------------- | ------- | ------- | ------- | ------- | ------- | ------- | ------- | ------- | ------- |
| Sarmiento (L)                         | 1 - 0     | Estudiantes (RC)       |         |         |         |         |         |         |         |         |         |
| Tiro Federal (M)                      | 0 - 0     | Racing (C)             |         |         |         |         |         |         |         |         |         |
| Las Palmas                            | 1 - 0     | Deportivo Montecaseros |         |         |         |         |         |         |         |         |         |
| Libre: Jorge Newbery (Villa Mercedes) |           |                        |         |         |         |         |         |         |         |         |         |

| Fecha 3                | Fecha 3   | Fecha 3            | Fecha 3 | Fecha 3 | Fecha 3 | Fecha 3 | Fecha 3 | Fecha 3 | Fecha 3 | Fecha 3 | Fecha 3 |
| Local                  | Resultado | Visitante          |         |         |         |         |         |         |         |         |         |
| ---------------------- | --------- | ------------------ | ------- | ------- | ------- | ------- | ------- | ------- | ------- | ------- | ------- |
| Estudiantes (RC)       | 2 - 0     | Jorge Newbery (VM) |         |         |         |         |         |         |         |         |         |
| Racing (C)             | 1 - 0     | Sarmiento (L)      |         |         |         |         |         |         |         |         |         |
| Deportivo Montecaseros | 0 - 0     | Tiro Federal (M)   |         |         |         |         |         |         |         |         |         |
| Libre: Las Palmas      |           |                    |         |         |         |         |         |         |         |         |         |

| Fecha 4                         | Fecha 4   | Fecha 4                | Fecha 4 | Fecha 4 | Fecha 4 | Fecha 4 | Fecha 4 | Fecha 4 | Fecha 4 | Fecha 4 | Fecha 4 |
| Local                           | Resultado | Visitante              |         |         |         |         |         |         |         |         |         |
| ------------------------------- | --------- | ---------------------- | ------- | ------- | ------- | ------- | ------- | ------- | ------- | ------- | ------- |
| Sarmiento (L)                   | 2 - 1     | Deportivo Montecaseros |         |         |         |         |         |         |         |         |         |
| Tiro Federal (M)                | 3 - 1     | Las Palmas             |         |         |         |         |         |         |         |         |         |
| Jorge Newbery (VM)              | 3 - 0     | Racing (C)             |         |         |         |         |         |         |         |         |         |
| Libre: Estudiantes (Río Cuarto) |           |                        |         |         |         |         |         |         |         |         |         |

| Fecha 5                        | Fecha 5   | Fecha 5            | Fecha 5 | Fecha 5 | Fecha 5 | Fecha 5 | Fecha 5 | Fecha 5 | Fecha 5 | Fecha 5 | Fecha 5 |
| Local                          | Resultado | Visitante          |         |         |         |         |         |         |         |         |         |
| ------------------------------ | --------- | ------------------ | ------- | ------- | ------- | ------- | ------- | ------- | ------- | ------- | ------- |
| Las Palmas                     | 0 - 1     | Sarmiento (L)      |         |         |         |         |         |         |         |         |         |
| Racing (C)                     | 0 - 0     | Estudiantes (RC)   |         |         |         |         |         |         |         |         |         |
| Deportivo Montecaseros         | 1 - 0     | Jorge Newbery (VM) |         |         |         |         |         |         |         |         |         |
| Libre: Tiro Federal (Morteros) |           |                    |         |         |         |         |         |         |         |         |         |

| Fecha 6            | Fecha 6   | Fecha 6                | Fecha 6 | Fecha 6 | Fecha 6 | Fecha 6 | Fecha 6 | Fecha 6 | Fecha 6 | Fecha 6 | Fecha 6 |
| Local              | Resultado | Visitante              |         |         |         |         |         |         |         |         |         |
| ------------------ | --------- | ---------------------- | ------- | ------- | ------- | ------- | ------- | ------- | ------- | ------- | ------- |
| Sarmiento (L)      | 2 - 2     | Tiro Federal (M)       |         |         |         |         |         |         |         |         |         |
| Estudiantes (RC)   | 1 - 0     | Deportivo Montecaseros |         |         |         |         |         |         |         |         |         |
| Jorge Newbery (VM) | 3 - 2     | Las Palmas             |         |         |         |         |         |         |         |         |         |
| Libre: Racing (C)  |           |                        |         |         |         |         |         |         |         |         |         |

| Tiro Federal (M)          | 3 - 2 | Jorge Newbery (VM) |
| Las Palmas                | 2 - 4 | Estudiantes (RC)   |
| Deportivo Montecaseros    | 3 - 3 | Racing (C)         |
| Libre: Sarmiento (Leones) |       |                    |

#### Zona E

##### Tabla de posiciones final
| Pos | Equipo                     | Pts | PJ | PG | PE | PP | GF | GC | Dif |
| --- | -------------------------- | --- | -- | -- | -- | -- | -- | -- | --- |
| 1.º | San Martín (Mendoza)       | 11  | 6  | 3  | 2  | 1  | 11 | 7  | 4   |
| 2.º | Desamparados               | 9   | 6  | 2  | 3  | 1  | 9  | 6  | 3   |
| 3.º | Huracán (San Rafael)       | 9   | 6  | 2  | 3  | 1  | 8  | 7  | 1   |
| 4.º | Huracán Las Heras          | 9   | 6  | 2  | 3  | 1  | 7  | 6  | 1   |
| 5.º | Juventud Alianza           | 8   | 6  | 2  | 2  | 2  | 4  | 5  | -1  |
| 6.º | Trinidad                   | 5   | 6  | 1  | 2  | 3  | 5  | 9  | -4  |
| 7.º | Sportivo Peñarol (Chimbas) | 3   | 6  | 0  | 3  | 3  | 6  | 10 | -4  |

|  | Clasificaron a la tercera fase |

##### Resultados
| Fecha 1           | Fecha 1   | Fecha 1              | Fecha 1 | Fecha 1 | Fecha 1 | Fecha 1 | Fecha 1 | Fecha 1 | Fecha 1 | Fecha 1 | Fecha 1 |
| Local             | Resultado | Visitante            |         |         |         |         |         |         |         |         |         |
| ----------------- | --------- | -------------------- | ------- | ------- | ------- | ------- | ------- | ------- | ------- | ------- | ------- |
| Juventud Alianza  | 1 - 0     | Sportivo Peñarol (C) |         |         |         |         |         |         |         |         |         |
| Huracán Las Heras | 1 - 1     | San Martín (M)       |         |         |         |         |         |         |         |         |         |
| Desamparados      | 2 - 0     | Huracán (SR)         |         |         |         |         |         |         |         |         |         |
| Libre: Trinidad   |           |                      |         |         |         |         |         |         |         |         |         |

| Fecha 2                  | Fecha 2   | Fecha 2          | Fecha 2 | Fecha 2 | Fecha 2 | Fecha 2 | Fecha 2 | Fecha 2 | Fecha 2 | Fecha 2 | Fecha 2 |
| Local                    | Resultado | Visitante        |         |         |         |         |         |         |         |         |         |
| ------------------------ | --------- | ---------------- | ------- | ------- | ------- | ------- | ------- | ------- | ------- | ------- | ------- |
| Sportivo Peñarol (C)     | 1 - 1     | Desamparados     |         |         |         |         |         |         |         |         |         |
| San Martín (M)           | 2 - 0     | Juventud Alianza |         |         |         |         |         |         |         |         |         |
| Huracán (SR)             | 2 - 0     | Trinidad         |         |         |         |         |         |         |         |         |         |
| Libre: Huracán Las Heras |           |                  |         |         |         |         |         |         |         |         |         |

| Fecha 3                     | Fecha 3   | Fecha 3              | Fecha 3 | Fecha 3 | Fecha 3 | Fecha 3 | Fecha 3 | Fecha 3 | Fecha 3 | Fecha 3 | Fecha 3 |
| Local                       | Resultado | Visitante            |         |         |         |         |         |         |         |         |         |
| --------------------------- | --------- | -------------------- | ------- | ------- | ------- | ------- | ------- | ------- | ------- | ------- | ------- |
| Desamparados                | 3 - 1     | San Martín (M)       |         |         |         |         |         |         |         |         |         |
| Trinidad                    | 0 - 0     | Sportivo Peñarol (C) |         |         |         |         |         |         |         |         |         |
| Juventud Alianza            | 0 - 0     | Huracán Las Heras    |         |         |         |         |         |         |         |         |         |
| Libre: Huracán (San Rafael) |           |                      |         |         |         |         |         |         |         |         |         |

| Fecha 4                 | Fecha 4   | Fecha 4      | Fecha 4 | Fecha 4 | Fecha 4 | Fecha 4 | Fecha 4 | Fecha 4 | Fecha 4 | Fecha 4 | Fecha 4 |
| Local                   | Resultado | Visitante    |         |         |         |         |         |         |         |         |         |
| ----------------------- | --------- | ------------ | ------- | ------- | ------- | ------- | ------- | ------- | ------- | ------- | ------- |
| Huracán Las Heras       | 1 - 0     | Desamparados |         |         |         |         |         |         |         |         |         |
| San Martín (M)          | 2 - 0     | Trinidad     |         |         |         |         |         |         |         |         |         |
| Sportivo Peñarol (C)    | 2 - 2     | Huracán (SR) |         |         |         |         |         |         |         |         |         |
| Libre: Juventud Alianza |           |              |         |         |         |         |         |         |         |         |         |

| Fecha 5                           | Fecha 5   | Fecha 5           | Fecha 5 | Fecha 5 | Fecha 5 | Fecha 5 | Fecha 5 | Fecha 5 | Fecha 5 | Fecha 5 | Fecha 5 |
| Local                             | Resultado | Visitante         |         |         |         |         |         |         |         |         |         |
| --------------------------------- | --------- | ----------------- | ------- | ------- | ------- | ------- | ------- | ------- | ------- | ------- | ------- |
| Trinidad                          | 2 - 1     | Huracán Las Heras |         |         |         |         |         |         |         |         |         |
| Desamparados                      | 1 - 1     | Juventud Alianza  |         |         |         |         |         |         |         |         |         |
| Huracán (SR)                      | 3 - 3     | San Martín (M)    |         |         |         |         |         |         |         |         |         |
| Libre: Sportivo Peñarol (Chimbas) |           |                   |         |         |         |         |         |         |         |         |         |

| Fecha 6             | Fecha 6   | Fecha 6              | Fecha 6 | Fecha 6 | Fecha 6 | Fecha 6 | Fecha 6 | Fecha 6 | Fecha 6 | Fecha 6 | Fecha 6 |
| Local               | Resultado | Visitante            |         |         |         |         |         |         |         |         |         |
| ------------------- | --------- | -------------------- | ------- | ------- | ------- | ------- | ------- | ------- | ------- | ------- | ------- |
| Huracán Las Heras   | 0 - 0     | Huracán (SR)         |         |         |         |         |         |         |         |         |         |
| Juventud Alianza    | 2 - 1     | Trinidad             |         |         |         |         |         |         |         |         |         |
| San Martín (M)      | 2 - 0     | Sportivo Peñarol (C) |         |         |         |         |         |         |         |         |         |
| Libre: Desamparados |           |                      |         |         |         |         |         |         |         |         |         |

| Trinidad                    | 2 - 2 | Desamparados      |
| Sportivo Peñarol (C)        | 3 - 4 | Huracán Las Heras |
| Huracán (SR)                | 1 - 0 | Juventud Alianza  |
| Libre: San Martín (Mendoza) |       |                   |

#### Zona F

##### Tabla de posiciones final
| Pos | Equipo                       | Pts | PJ | PG | PE | PP | GF | GC | Dif |
| --- | ---------------------------- | --- | -- | -- | -- | -- | -- | -- | --- |
| 1.º | Unión Santiago               | 13  | 6  | 4  | 1  | 1  | 8  | 5  | 3   |
| 2.º | Güemes (Santiago del Estero) | 10  | 6  | 2  | 4  | 0  | 10 | 4  | 6   |
| 3.º | Almirante Brown (Lules)      | 10  | 6  | 3  | 1  | 2  | 6  | 8  | -2  |
| 4.º | 9 de Julio (Rafaela)         | 9   | 6  | 2  | 3  | 1  | 8  | 7  | 1   |
| 5.º | Villa Cubas                  | 7   | 6  | 2  | 1  | 3  | 10 | 10 | 0   |
| 6.º | Ben Hur                      | 4   | 6  | 1  | 1  | 4  | 6  | 7  | -1  |
| 7.º | Atlético Amalia              | 4   | 6  | 1  | 1  | 4  | 9  | 16 | -7  |

|  | Clasificaron a la tercera fase |

##### Resultados
| Fecha 1             | Fecha 1   | Fecha 1         | Fecha 1 | Fecha 1 | Fecha 1 | Fecha 1 | Fecha 1 | Fecha 1 | Fecha 1 | Fecha 1 | Fecha 1 |
| Local               | Resultado | Visitante       |         |         |         |         |         |         |         |         |         |
| ------------------- | --------- | --------------- | ------- | ------- | ------- | ------- | ------- | ------- | ------- | ------- | ------- |
| Almirante Brown (L) | 3 - 2     | Atlético Amalia |         |         |         |         |         |         |         |         |         |
| Güemes (SdE)        | 0 - 0     | Unión Santiago  |         |         |         |         |         |         |         |         |         |
| 9 de Julio (R)      | 0 - 0     | Ben Hur         |         |         |         |         |         |         |         |         |         |
| Libre: Villa Cubas  |           |                 |         |         |         |         |         |         |         |         |         |

| Fecha 2                     | Fecha 2   | Fecha 2             | Fecha 2 | Fecha 2 | Fecha 2 | Fecha 2 | Fecha 2 | Fecha 2 | Fecha 2 | Fecha 2 | Fecha 2 |
| Local                       | Resultado | Visitante           |         |         |         |         |         |         |         |         |         |
| --------------------------- | --------- | ------------------- | ------- | ------- | ------- | ------- | ------- | ------- | ------- | ------- | ------- |
| Unión Santiago              | 1 - 0     | Villa Cubas         |         |         |         |         |         |         |         |         |         |
| Ben Hur                     | 1 - 2     | Almirante Brown (L) |         |         |         |         |         |         |         |         |         |
| Atlético Amalia             | 0 - 0     | Güemes (SdE)        |         |         |         |         |         |         |         |         |         |
| Libre: 9 de Julio (Rafaela) |           |                     |         |         |         |         |         |         |         |         |         |

| Fecha 3               | Fecha 3   | Fecha 3         | Fecha 3 | Fecha 3 | Fecha 3 | Fecha 3 | Fecha 3 | Fecha 3 | Fecha 3 | Fecha 3 | Fecha 3 |
| Local                 | Resultado | Visitante       |         |         |         |         |         |         |         |         |         |
| --------------------- | --------- | --------------- | ------- | ------- | ------- | ------- | ------- | ------- | ------- | ------- | ------- |
| Güemes (SdE)          | 2 - 0     | Ben Hur         |         |         |         |         |         |         |         |         |         |
| Almirante Brown (L)   | 0 - 0     | 9 de Julio (R)  |         |         |         |         |         |         |         |         |         |
| Villa Cubas           | 5 - 3     | Atlético Amalia |         |         |         |         |         |         |         |         |         |
| Libre: Unión Santiago |           |                 |         |         |         |         |         |         |         |         |         |

| Fecha 4                        | Fecha 4   | Fecha 4        | Fecha 4 | Fecha 4 | Fecha 4 | Fecha 4 | Fecha 4 | Fecha 4 | Fecha 4 | Fecha 4 | Fecha 4 |
| Local                          | Resultado | Visitante      |         |         |         |         |         |         |         |         |         |
| ------------------------------ | --------- | -------------- | ------- | ------- | ------- | ------- | ------- | ------- | ------- | ------- | ------- |
| Atlético Amalia                | 2 - 3     | Unión Santiago |         |         |         |         |         |         |         |         |         |
| 9 de Julio (R)                 | 2 - 2     | Güemes (SdE)   |         |         |         |         |         |         |         |         |         |
| Ben Hur                        | 0 - 1     | Villa Cubas    |         |         |         |         |         |         |         |         |         |
| Libre: Almirante Brown (Lules) |           |                |         |         |         |         |         |         |         |         |         |

| Fecha 5                | Fecha 5   | Fecha 5             | Fecha 5 | Fecha 5 | Fecha 5 | Fecha 5 | Fecha 5 | Fecha 5 | Fecha 5 | Fecha 5 | Fecha 5 |
| Local                  | Resultado | Visitante           |         |         |         |         |         |         |         |         |         |
| ---------------------- | --------- | ------------------- | ------- | ------- | ------- | ------- | ------- | ------- | ------- | ------- | ------- |
| Villa Cubas            | 2 - 3     | 9 de Julio (R)      |         |         |         |         |         |         |         |         |         |
| Unión Santiago         | 2 - 0     | Ben Hur             |         |         |         |         |         |         |         |         |         |
| Güemes (SdE)           | 4 - 0     | Almirante Brown (L) |         |         |         |         |         |         |         |         |         |
| Libre: Atlético Amalia |           |                     |         |         |         |         |         |         |         |         |         |

| Fecha 6                             | Fecha 6   | Fecha 6         | Fecha 6 | Fecha 6 | Fecha 6 | Fecha 6 | Fecha 6 | Fecha 6 | Fecha 6 | Fecha 6 | Fecha 6 |
| Local                               | Resultado | Visitante       |         |         |         |         |         |         |         |         |         |
| ----------------------------------- | --------- | --------------- | ------- | ------- | ------- | ------- | ------- | ------- | ------- | ------- | ------- |
| 9 de Julio (R)                      | 3 - 1     | Unión Santiago  |         |         |         |         |         |         |         |         |         |
| Ben Hur                             | 5 - 0     | Atlético Amalia |         |         |         |         |         |         |         |         |         |
| Almirante Brown (L)                 | 1 - 0     | Villa Cubas     |         |         |         |         |         |         |         |         |         |
| Libre: Güemes (Santiago del Estero) |           |                 |         |         |         |         |         |         |         |         |         |

| Unión Santiago  | 1 - 0 | Almirante Brown (L) |
| Villa Cubas     | 2 - 2 | Güemes (SdE)        |
| Atlético Amalia | 2 - 0 | 9 de Julio (R)      |
| Libre: Ben Hur  |       |                     |

#### Zona G

##### Tabla de posiciones final
| Pos | Equipo                | Pts | PJ | PG | PE | PP | GF | GC | Dif |
| --- | --------------------- | --- | -- | -- | -- | -- | -- | -- | --- |
| 1.º | Sportivo Guzmán       | 13  | 6  | 4  | 1  | 1  | 13 | 4  | 9   |
| 2.º | Talleres (Perico)     | 13  | 6  | 4  | 1  | 1  | 11 | 6  | 5   |
| 3.º | Central Norte (Salta) | 11  | 6  | 3  | 2  | 1  | 13 | 4  | 9   |
| 4.º | Deportivo Tabacal     | 11  | 6  | 3  | 2  | 1  | 8  | 6  | 2   |
| 5.º | Mitre (Salta)         | 7   | 6  | 2  | 1  | 3  | 5  | 8  | -3  |
| 6.º | Deportivo Lastenia    | 2   | 6  | 0  | 2  | 4  | 3  | 14 | -11 |
| 7.º | Tiro y Gimnasia       | 1   | 6  | 0  | 1  | 5  | 7  | 18 | -11 |

|  | Clasificaron a la tercera fase |

##### Resultados
| Fecha 1                  | Fecha 1   | Fecha 1           | Fecha 1 | Fecha 1 | Fecha 1 | Fecha 1 | Fecha 1 | Fecha 1 | Fecha 1 | Fecha 1 | Fecha 1 |
| Local                    | Resultado | Visitante         |         |         |         |         |         |         |         |         |         |
| ------------------------ | --------- | ----------------- | ------- | ------- | ------- | ------- | ------- | ------- | ------- | ------- | ------- |
| Deportivo Lastenia       | 1 - 3     | Sportivo Guzmán   |         |         |         |         |         |         |         |         |         |
| Deportivo Tabacal        | 3 - 2     | Tiro y Gimnasia   |         |         |         |         |         |         |         |         |         |
| Mitre (S)                | 0 - 3     | Central Norte (S) |         |         |         |         |         |         |         |         |         |
| Libre: Talleres (Perico) |           |                   |         |         |         |         |         |         |         |         |         |

| Fecha 2                  | Fecha 2   | Fecha 2            | Fecha 2 | Fecha 2 | Fecha 2 | Fecha 2 | Fecha 2 | Fecha 2 | Fecha 2 | Fecha 2 | Fecha 2 |
| Local                    | Resultado | Visitante          |         |         |         |         |         |         |         |         |         |
| ------------------------ | --------- | ------------------ | ------- | ------- | ------- | ------- | ------- | ------- | ------- | ------- | ------- |
| Central Norte (S)        | 1 - 1     | Talleres (P)       |         |         |         |         |         |         |         |         |         |
| Tiro y Gimnasia          | 2 - 2     | Deportivo Lastenia |         |         |         |         |         |         |         |         |         |
| Sportivo Guzmán          | 3 - 1     | Mitre (S)          |         |         |         |         |         |         |         |         |         |
| Libre: Deportivo Tabacal |           |                    |         |         |         |         |         |         |         |         |         |

| Fecha 3                      | Fecha 3   | Fecha 3           | Fecha 3 | Fecha 3 | Fecha 3 | Fecha 3 | Fecha 3 | Fecha 3 | Fecha 3 | Fecha 3 | Fecha 3 |
| Local                        | Resultado | Visitante         |         |         |         |         |         |         |         |         |         |
| ---------------------------- | --------- | ----------------- | ------- | ------- | ------- | ------- | ------- | ------- | ------- | ------- | ------- |
| Deportivo Lastenia           | 0 - 0     | Deportivo Tabacal |         |         |         |         |         |         |         |         |         |
| Mitre (S)                    | 3 - 1     | Tiro y Gimnasia   |         |         |         |         |         |         |         |         |         |
| Talleres (P)                 | 2 - 1     | Sportivo Guzmán   |         |         |         |         |         |         |         |         |         |
| Libre: Central Norte (Salta) |           |                   |         |         |         |         |         |         |         |         |         |

| Fecha 4                   | Fecha 4   | Fecha 4           | Fecha 4 | Fecha 4 | Fecha 4 | Fecha 4 | Fecha 4 | Fecha 4 | Fecha 4 | Fecha 4 | Fecha 4 |
| Local                     | Resultado | Visitante         |         |         |         |         |         |         |         |         |         |
| ------------------------- | --------- | ----------------- | ------- | ------- | ------- | ------- | ------- | ------- | ------- | ------- | ------- |
| Tiro y Gimnasia           | 1 - 3     | Talleres (P)      |         |         |         |         |         |         |         |         |         |
| Sportivo Guzmán           | 0 - 0     | Central Norte (S) |         |         |         |         |         |         |         |         |         |
| Deportivo Tabacal         | 0 - 0     | Mitre (S)         |         |         |         |         |         |         |         |         |         |
| Libre: Deportivo Lastenia |           |                   |         |         |         |         |         |         |         |         |         |

| Fecha 5                | Fecha 5   | Fecha 5            | Fecha 5 | Fecha 5 | Fecha 5 | Fecha 5 | Fecha 5 | Fecha 5 | Fecha 5 | Fecha 5 | Fecha 5 |
| Local                  | Resultado | Visitante          |         |         |         |         |         |         |         |         |         |
| ---------------------- | --------- | ------------------ | ------- | ------- | ------- | ------- | ------- | ------- | ------- | ------- | ------- |
| Mitre (S)              | 1 - 0     | Deportivo Lastenia |         |         |         |         |         |         |         |         |         |
| Central Norte (S)      | 3 - 1     | Tiro y Gimnasia    |         |         |         |         |         |         |         |         |         |
| Talleres (P)           | 2 - 3     | Deportivo Tabacal  |         |         |         |         |         |         |         |         |         |
| Libre: Sportivo Guzmán |           |                    |         |         |         |         |         |         |         |         |         |

| Fecha 6              | Fecha 6   | Fecha 6           | Fecha 6 | Fecha 6 | Fecha 6 | Fecha 6 | Fecha 6 | Fecha 6 | Fecha 6 | Fecha 6 | Fecha 6 |
| Local                | Resultado | Visitante         |         |         |         |         |         |         |         |         |         |
| -------------------- | --------- | ----------------- | ------- | ------- | ------- | ------- | ------- | ------- | ------- | ------- | ------- |
| Tiro y Gimnasia      | 0 - 4     | Sportivo Guzmán   |         |         |         |         |         |         |         |         |         |
| Deportivo Lastenia   | 0 - 2     | Talleres (P)      |         |         |         |         |         |         |         |         |         |
| Deportivo Tabacal    | 2 - 0     | Central Norte (S) |         |         |         |         |         |         |         |         |         |
| Libre: Mitre (Salta) |           |                   |         |         |         |         |         |         |         |         |         |

| Sportivo Guzmán        | 2 - 0 | Deportivo Tabacal  |
| Talleres (P)           | 1 - 0 | Mitre (S)          |
| Central Norte (S)      | 6 - 0 | Deportivo Lastenia |
| Libre: Tiro y Gimnasia |       |                    |

#### Zona H

##### Tabla de posiciones final
| Pos | Equipo                          | Pts | PJ | PG | PE | PP | GF | GC | Dif |
| --- | ------------------------------- | --- | -- | -- | -- | -- | -- | -- | --- |
| 1.º | Resistencia Central             | 10  | 6  | 3  | 1  | 2  | 11 | 8  | 3   |
| 2.º | San Martín (Formosa)            | 10  | 6  | 2  | 4  | 0  | 9  | 6  | 3   |
| 3.º | Huracán de Goya                 | 10  | 6  | 3  | 1  | 2  | 10 | 10 | 0   |
| 4.º | Comercio (Santa Sylvina)        | 8   | 6  | 2  | 2  | 2  | 11 | 8  | 3   |
| 5.º | Deportivo Fontana (Resistencia) | 8   | 6  | 2  | 2  | 2  | 10 | 11 | -1  |
| 6.º | Deportivo Achirense             | 7   | 6  | 1  | 4  | 1  | 8  | 8  | 0   |
| 7.º | Ex Alumnos Escuela N°185        | 2   | 6  | 0  | 2  | 4  | 5  | 13 | -8  |

|  | Clasificaron a la tercera fase |

##### Resultados
| Fecha 1                     | Fecha 1   | Fecha 1                  | Fecha 1 | Fecha 1 | Fecha 1 | Fecha 1 | Fecha 1 | Fecha 1 | Fecha 1 | Fecha 1 | Fecha 1 |
| Local                       | Resultado | Visitante                |         |         |         |         |         |         |         |         |         |
| --------------------------- | --------- | ------------------------ | ------- | ------- | ------- | ------- | ------- | ------- | ------- | ------- | ------- |
| Deportivo Fontana (R)       | 3 - 2     | Resistencia Central      |         |         |         |         |         |         |         |         |         |
| Deportivo Achirense         | 2 - 2     | Ex Alumnos Escuela N°185 |         |         |         |         |         |         |         |         |         |
| Huracán de Goya             | 3 - 2     | Comercio (SS)            |         |         |         |         |         |         |         |         |         |
| Libre: San Martín (Formosa) |           |                          |         |         |         |         |         |         |         |         |         |

| Fecha 2                  | Fecha 2   | Fecha 2               | Fecha 2 | Fecha 2 | Fecha 2 | Fecha 2 | Fecha 2 | Fecha 2 | Fecha 2 | Fecha 2 | Fecha 2 |
| Local                    | Resultado | Visitante             |         |         |         |         |         |         |         |         |         |
| ------------------------ | --------- | --------------------- | ------- | ------- | ------- | ------- | ------- | ------- | ------- | ------- | ------- |
| Resistencia Central      | 0 - 0     | San Martín (F)        |         |         |         |         |         |         |         |         |         |
| Ex Alumnos Escuela N°185 | 1 - 2     | Deportivo Fontana (R) |         |         |         |         |         |         |         |         |         |
| Comercio (SS)            | 1 - 1     | Deportivo Achirense   |         |         |         |         |         |         |         |         |         |
| Libre: Huracán de Goya   |           |                       |         |         |         |         |         |         |         |         |         |

| Fecha 3                    | Fecha 3   | Fecha 3                  | Fecha 3 | Fecha 3 | Fecha 3 | Fecha 3 | Fecha 3 | Fecha 3 | Fecha 3 | Fecha 3 | Fecha 3 |
| Local                      | Resultado | Visitante                |         |         |         |         |         |         |         |         |         |
| -------------------------- | --------- | ------------------------ | ------- | ------- | ------- | ------- | ------- | ------- | ------- | ------- | ------- |
| Deportivo Fontana (R)      | 0 - 2     | Comercio (SS)            |         |         |         |         |         |         |         |         |         |
| San Martín (F)             | 0 - 0     | Ex Alumnos Escuela N°185 |         |         |         |         |         |         |         |         |         |
| Deportivo Achirense        | 2 - 0     | Huracán de Goya          |         |         |         |         |         |         |         |         |         |
| Libre: Resistencia Central |           |                          |         |         |         |         |         |         |         |         |         |

| Fecha 4                    | Fecha 4   | Fecha 4               | Fecha 4 | Fecha 4 | Fecha 4 | Fecha 4 | Fecha 4 | Fecha 4 | Fecha 4 | Fecha 4 | Fecha 4 |
| Local                      | Resultado | Visitante             |         |         |         |         |         |         |         |         |         |
| -------------------------- | --------- | --------------------- | ------- | ------- | ------- | ------- | ------- | ------- | ------- | ------- | ------- |
| Ex Alumnos Escuela N°185   | 2 - 3     | Resistencia Central   |         |         |         |         |         |         |         |         |         |
| Comercio (SS)              | 1 - 1     | San Martín (F)        |         |         |         |         |         |         |         |         |         |
| Huracán de Goya            | 2 - 2     | Deportivo Fontana (R) |         |         |         |         |         |         |         |         |         |
| Libre: Deportivo Achirense |           |                       |         |         |         |         |         |         |         |         |         |

| Fecha 5                         | Fecha 5   | Fecha 5             | Fecha 5 | Fecha 5 | Fecha 5 | Fecha 5 | Fecha 5 | Fecha 5 | Fecha 5 | Fecha 5 | Fecha 5 |
| Local                           | Resultado | Visitante           |         |         |         |         |         |         |         |         |         |
| ------------------------------- | --------- | ------------------- | ------- | ------- | ------- | ------- | ------- | ------- | ------- | ------- | ------- |
| Resistencia Central             | 3 - 1     | Comercio (SS)       |         |         |         |         |         |         |         |         |         |
| San Martín (F)                  | 3 - 1     | Huracán de Goya     |         |         |         |         |         |         |         |         |         |
| Deportivo Fontana (R)           | 1 - 1     | Deportivo Achirense |         |         |         |         |         |         |         |         |         |
| Libre: Ex Alumnos Escuela N°185 |           |                     |         |         |         |         |         |         |         |         |         |

| Fecha 6                                | Fecha 6   | Fecha 6                  | Fecha 6 | Fecha 6 | Fecha 6 | Fecha 6 | Fecha 6 | Fecha 6 | Fecha 6 | Fecha 6 | Fecha 6 |
| Local                                  | Resultado | Visitante                |         |         |         |         |         |         |         |         |         |
| -------------------------------------- | --------- | ------------------------ | ------- | ------- | ------- | ------- | ------- | ------- | ------- | ------- | ------- |
| Deportivo Achirense                    | 2 - 2     | San Martín (F)           |         |         |         |         |         |         |         |         |         |
| Comercio (SS)                          | 4 - 0     | Ex Alumnos Escuela N°185 |         |         |         |         |         |         |         |         |         |
| Huracán de Goya                        | 2 - 1     | Resistencia Central      |         |         |         |         |         |         |         |         |         |
| Libre: Deportivo Fontana (Resistencia) |           |                          |         |         |         |         |         |         |         |         |         |

| Resistencia Central             | 2 - 0 | Deportivo Achirense   |
| San Martín (F)                  | 3 - 2 | Deportivo Fontana (R) |
| Ex Alumnos Escuela N°185        | 0 - 2 | Huracán de Goya       |
| Libre: Comercio (Santa Sylvina) |       |                       |

## Fase Eliminatoria

### Cuadros de desarrollo

#### Primer ascenso
|  | Tercera fase                      | Tercera fase                      | Tercera fase                      | Tercera fase                      |             |                         | Cuarta fase             | Cuarta fase         | Cuarta fase         | Cuarta fase         |  |             | Quinta fase          | Quinta fase          | Quinta fase          | Quinta fase          |  |
|  | 28 de noviembre al 3 de diciembre | 28 de noviembre al 3 de diciembre | 28 de noviembre al 3 de diciembre | 28 de noviembre al 3 de diciembre |             |                         | 9 y 13 de diciembre     | 9 y 13 de diciembre | 9 y 13 de diciembre | 9 y 13 de diciembre |  |             | 16 y 20 de diciembre | 16 y 20 de diciembre | 16 y 20 de diciembre | 16 y 20 de diciembre |  |
|  |                                   |                                   |                                   |                                   |             |                         |                         |                     |                     |                     |  |             |                      |                      |                      |                      |  |
|  |                                   |                                   |                                   |                                   |             |                         |                         |                     |                     |                     |  |             |                      |                      |                      |                      |  |
|  | 1                                 | Villa Mitre                       |                                   |                                   |             |                         |                         |                     |                     |                     |  |             |                      |                      |                      |                      |  |
|  | 1                                 | Villa Mitre                       |                                   |                                   |             |                         |                         |                     |                     |                     |  |             |                      |                      |                      |                      |  |
|  | 8                                 | Liniers (BB)                      |                                   |                                   |             |                         |                         |                     |                     |                     |  |             |                      |                      |                      |                      |  |
|  | 8                                 | Liniers (BB)                      |                                   | Villa Mitre                       | Villa Mitre | 1                       | 1                       |                     |                     |                     |  |             |                      |                      |                      |                      |  |
|  |                                   |                                   |                                   |                                   | Villa Mitre | 1                       | 1                       |                     |                     |                     |  |             |                      |                      |                      |                      |  |
|  |                                   |                                   | Germinal                          | Germinal                          | 1           | 0                       |                         |                     |                     |                     |  |             |                      |                      |                      |                      |  |
|  | 5                                 | Sarmiento (A)                     | Germinal                          | Germinal                          | 1           | 0                       | 0                       | 1                   |                     |                     |  |             |                      |                      |                      |                      |  |
|  | 5                                 | Sarmiento (A)                     |                                   |                                   |             |                         |                         |                     |                     |                     |  |             |                      |                      |                      |                      |  |
|  | 4                                 | Germinal                          | 2                                 | 1                                 |             |                         |                         |                     |                     |                     |  |             |                      |                      |                      |                      |  |
|  | 4                                 | Germinal                          | 2                                 | 1                                 |             |                         |                         |                     |                     |                     |  | Villa Mitre | Villa Mitre          | 0                    | 3                    |                      |  |
|  |                                   |                                   |                                   |                                   |             |                         |                         |                     |                     |                     |  | Villa Mitre | Villa Mitre          | 0                    | 3                    |                      |  |
|  |                                   |                                   | Sportivo Rivadavia (VT)           | Sportivo Rivadavia (VT)           | 1           |                         |                         |                     |                     |                     |  |             |                      |                      |                      |                      |  |
|  | 3                                 | Sportivo Rivadavia (VT)           | Sportivo Rivadavia (VT)           | Sportivo Rivadavia (VT)           | 1           | 1                       | 4                       |                     |                     |                     |  |             |                      |                      |                      |                      |  |
|  | 3                                 | Sportivo Rivadavia (VT)           |                                   |                                   |             |                         |                         |                     |                     |                     |  |             |                      |                      |                      |                      |  |
|  | 6                                 | Jorge Newbery (VM)                | 1                                 | 1                                 |             |                         |                         |                     |                     |                     |  |             |                      |                      |                      |                      |  |
|  | 6                                 | Jorge Newbery (VM)                | 1                                 | 1                                 |             | Sportivo Rivadavia (VT) | Sportivo Rivadavia (VT) | 3                   | 1                   |                     |  |             |                      |                      |                      |                      |  |
|  |                                   |                                   |                                   |                                   |             | Sportivo Rivadavia (VT) | Sportivo Rivadavia (VT) | 3                   | 1                   |                     |  |             |                      |                      |                      |                      |  |
|  |                                   |                                   | Sansinena                         | Sansinena                         | 0           | 3                       |                         |                     |                     |                     |  |             |                      |                      |                      |                      |  |
|  | 7                                 | Sansinena                         | Sansinena                         | Sansinena                         | 0           | 3                       | 1                       | 1                   |                     |                     |  |             |                      |                      |                      |                      |  |
|  | 7                                 | Sansinena                         |                                   |                                   |             |                         |                         |                     |                     |                     |  |             |                      |                      |                      |                      |  |
|  | 2                                 | Agropecuario                      | 0                                 | 1                                 |             |                         |                         |                     |                     |                     |  |             |                      |                      |                      |                      |  |
|  | 2                                 | Agropecuario                      | 0                                 | 1                                 |             |                         |                         |                     |                     |                     |  |             |                      |                      |                      |                      |  |
|  |                                   |                                   |                                   |                                   |             |                         |                         |                     |                     |                     |  |             |                      |                      |                      |                      |  |

#### Segundo ascenso
|  | Tercera fase                      | Tercera fase                      | Tercera fase                      | Tercera fase                      |   |                | Cuarta fase          | Cuarta fase          | Cuarta fase          | Cuarta fase          |  |                | Quinta fase          | Quinta fase          | Quinta fase          | Quinta fase          |  |
|  | 28 de noviembre al 3 de diciembre | 28 de noviembre al 3 de diciembre | 28 de noviembre al 3 de diciembre | 28 de noviembre al 3 de diciembre |   |                | 9 al 22 de diciembre | 9 al 22 de diciembre | 9 al 22 de diciembre | 9 al 22 de diciembre |  |                | 27 y 30 de diciembre | 27 y 30 de diciembre | 27 y 30 de diciembre | 27 y 30 de diciembre |  |
|  |                                   |                                   |                                   |                                   |   |                |                      |                      |                      |                      |  |                |                      |                      |                      |                      |  |
|  |                                   |                                   |                                   |                                   |   |                |                      |                      |                      |                      |  |                |                      |                      |                      |                      |  |
|  | 1                                 | Unión Santiago                    | 0                                 | 3                                 |   |                |                      |                      |                      |                      |  |                |                      |                      |                      |                      |  |
|  | 1                                 | Unión Santiago                    | 0                                 | 3                                 |   |                |                      |                      |                      |                      |  |                |                      |                      |                      |                      |  |
|  | 8                                 | Huracán (SR)                      | 2                                 | 0                                 |   |                |                      |                      |                      |                      |  |                |                      |                      |                      |                      |  |
|  | 8                                 | Huracán (SR)                      | 2                                 | 0                                 |   | Unión Santiago | Unión Santiago       | 1                    | 1                    |                      |  |                |                      |                      |                      |                      |  |
|  |                                   |                                   |                                   |                                   |   | Unión Santiago | Unión Santiago       | 1                    | 1                    |                      |  |                |                      |                      |                      |                      |  |
|  |                                   |                                   | San Martín (M)                    | San Martín (M)                    | 4 | 1              |                      |                      |                      |                      |  |                |                      |                      |                      |                      |  |
|  | 5                                 | San Martín (M)                    | San Martín (M)                    | San Martín (M)                    | 4 | 1              | 2                    | 4                    |                      |                      |  |                |                      |                      |                      |                      |  |
|  | 5                                 | San Martín (M)                    |                                   |                                   |   |                |                      |                      |                      |                      |  |                |                      |                      |                      |                      |  |
|  | 4                                 | Almirante Brown (L)               | 1                                 | 1                                 |   |                |                      |                      |                      |                      |  |                |                      |                      |                      |                      |  |
|  | 4                                 | Almirante Brown (L)               | 1                                 | 1                                 |   |                |                      |                      |                      |                      |  | San Martín (M) | San Martín (M)       | 1                    | 0                    |                      |  |
|  |                                   |                                   |                                   |                                   |   |                |                      |                      |                      |                      |  | San Martín (M) | San Martín (M)       | 1                    | 0                    |                      |  |
|  |                                   |                                   | Depro                             | Depro                             | 2 | 1              |                      |                      |                      |                      |  |                |                      |                      |                      |                      |  |
|  | 3                                 | La Emilia                         | Depro                             | Depro                             | 2 | 1              | 2                    | 5                    |                      |                      |  |                |                      |                      |                      |                      |  |
|  | 3                                 | La Emilia                         |                                   |                                   |   |                |                      |                      |                      |                      |  |                |                      |                      |                      |                      |  |
|  | 6                                 | Sarmiento (L)                     | 3                                 | 0                                 |   |                |                      |                      |                      |                      |  |                |                      |                      |                      |                      |  |
|  | 6                                 | Sarmiento (L)                     | 3                                 | 0                                 |   | La Emilia      | La Emilia            | 0                    | 1                    |                      |  |                |                      |                      |                      |                      |  |
|  |                                   |                                   |                                   |                                   |   | La Emilia      | La Emilia            | 0                    | 1                    |                      |  |                |                      |                      |                      |                      |  |
|  |                                   |                                   | Depro                             | Depro                             | 2 | 1              |                      |                      |                      |                      |  |                |                      |                      |                      |                      |  |
|  | 7                                 | Estudiantes (RC)                  | Depro                             | Depro                             | 2 | 1              | 1                    | 0                    |                      |                      |  |                |                      |                      |                      |                      |  |
|  | 7                                 | Estudiantes (RC)                  |                                   |                                   |   |                |                      |                      |                      |                      |  |                |                      |                      |                      |                      |  |
|  | 2                                 | Depro                             | 1                                 | 1                                 |   |                |                      |                      |                      |                      |  |                |                      |                      |                      |                      |  |
|  | 2                                 | Depro                             | 1                                 | 1                                 |   |                |                      |                      |                      |                      |  |                |                      |                      |                      |                      |  |
|  |                                   |                                   |                                   |                                   |   |                |                      |                      |                      |                      |  |                |                      |                      |                      |                      |  |

#### Tercer ascenso
|  | Tercera fase                     | Tercera fase                     | Tercera fase                     | Tercera fase                     |   |                 | Cuarta fase         | Cuarta fase         | Cuarta fase         | Cuarta fase         |  |                   | Quinta fase          | Quinta fase          | Quinta fase          | Quinta fase          |  |
|  | 28 de noviembre y 3 de diciembre | 28 de noviembre y 3 de diciembre | 28 de noviembre y 3 de diciembre | 28 de noviembre y 3 de diciembre |   |                 | 9 y 13 de diciembre | 9 y 13 de diciembre | 9 y 13 de diciembre | 9 y 13 de diciembre |  |                   | 22 y 27 de diciembre | 22 y 27 de diciembre | 22 y 27 de diciembre | 22 y 27 de diciembre |  |
|  |                                  |                                  |                                  |                                  |   |                 |                     |                     |                     |                     |  |                   |                      |                      |                      |                      |  |
|  |                                  |                                  |                                  |                                  |   |                 |                     |                     |                     |                     |  |                   |                      |                      |                      |                      |  |
|  | 1                                | Sportivo Guzmán                  | 1                                | 2                                |   |                 |                     |                     |                     |                     |  |                   |                      |                      |                      |                      |  |
|  | 1                                | Sportivo Guzmán                  | 1                                | 2                                |   |                 |                     |                     |                     |                     |  |                   |                      |                      |                      |                      |  |
|  | 8                                | Huracán de Goya                  | 1                                | 0                                |   |                 |                     |                     |                     |                     |  |                   |                      |                      |                      |                      |  |
|  | 8                                | Huracán de Goya                  | 1                                | 0                                |   | Sportivo Guzmán | Sportivo Guzmán     | 0                   | 0                   |                     |  |                   |                      |                      |                      |                      |  |
|  |                                  |                                  |                                  |                                  |   | Sportivo Guzmán | Sportivo Guzmán     | 0                   | 0                   |                     |  |                   |                      |                      |                      |                      |  |
|  |                                  |                                  | Güemes (SdE)                     | Güemes (SdE)                     | 2 | 1               |                     |                     |                     |                     |  |                   |                      |                      |                      |                      |  |
|  | 5                                | Güemes (SdE) (p.)                | Güemes (SdE)                     | Güemes (SdE)                     | 2 | 1               | 0                   | 0(9)                |                     |                     |  |                   |                      |                      |                      |                      |  |
|  | 5                                | Güemes (SdE) (p.)                |                                  |                                  |   |                 |                     |                     |                     |                     |  |                   |                      |                      |                      |                      |  |
|  | 4                                | Desamparados                     | 0                                | 0(8)                             |   |                 |                     |                     |                     |                     |  |                   |                      |                      |                      |                      |  |
|  | 4                                | Desamparados                     | 0                                | 0(8)                             |   |                 |                     |                     |                     |                     |  | Güemes (SdE) (p.) | Güemes (SdE) (p.)    | 0                    | 4(6)                 |                      |  |
|  |                                  |                                  |                                  |                                  |   |                 |                     |                     |                     |                     |  | Güemes (SdE) (p.) | Güemes (SdE) (p.)    | 0                    | 4(6)                 |                      |  |
|  |                                  |                                  | San Martín (F)                   | San Martín (F)                   | 4 | 0(5)            |                     |                     |                     |                     |  |                   |                      |                      |                      |                      |  |
|  | 3                                | Talleres (P)                     | San Martín (F)                   | San Martín (F)                   | 4 | 0(5)            | 0                   | 0                   |                     |                     |  |                   |                      |                      |                      |                      |  |
|  | 3                                | Talleres (P)                     |                                  |                                  |   |                 |                     |                     |                     |                     |  |                   |                      |                      |                      |                      |  |
|  | 6                                | San Martín (F)                   | 2                                | 0                                |   |                 |                     |                     |                     |                     |  |                   |                      |                      |                      |                      |  |
|  | 6                                | San Martín (F)                   | 2                                | 0                                |   | San Martín (F)  | San Martín (F)      | 0                   | 1                   |                     |  |                   |                      |                      |                      |                      |  |
|  |                                  |                                  |                                  |                                  |   | San Martín (F)  | San Martín (F)      | 0                   | 1                   |                     |  |                   |                      |                      |                      |                      |  |
|  |                                  |                                  | Central Norte (S)                | Central Norte (S)                | 0 | 0               |                     |                     |                     |                     |  |                   |                      |                      |                      |                      |  |
|  | 7                                | Resistencia Central              | Central Norte (S)                | Central Norte (S)                | 0 | 0               | 0                   | 1(3)                |                     |                     |  |                   |                      |                      |                      |                      |  |
|  | 7                                | Resistencia Central              |                                  |                                  |   |                 |                     |                     |                     |                     |  |                   |                      |                      |                      |                      |  |
|  | 2                                | Central Norte (S) (p.)           | 0                                | 1(4)                             |   |                 |                     |                     |                     |                     |  |                   |                      |                      |                      |                      |  |
|  | 2                                | Central Norte (S) (p.)           | 0                                | 1(4)                             |   |                 |                     |                     |                     |                     |  |                   |                      |                      |                      |                      |  |
|  |                                  |                                  |                                  |                                  |   |                 |                     |                     |                     |                     |  |                   |                      |                      |                      |                      |  |

### Tercera fase

#### Primer ascenso
| Llave | Equipo 1                | Global | Equipo 2           |
| ----- | ----------------------- | ------ | ------------------ |
| 1     | Villa Mitre             | 3 - 0  | Liniers (BB)       |
| 2     | Sarmiento (A)           | 1 - 3  | Germinal           |
| 3     | Sansinena               | 2 - 1  | Agropecuario       |
| 4     | Sportivo Rivadavia (VT) | 5 - 2  | Jorge Newbery (VM) |

##### Resultados
| Liniers (BB)       | 0 - 1 | Villa Mitre             |
| Germinal           | 2 - 0 | Sarmiento (A)           |
| Agropecuario       | 0 - 1 | Sansinena               |
| Jorge Newbery (VM) | 1 - 1 | Sportivo Rivadavia (VT) |

| Villa Mitre             | 2 - 0 | Liniers (BB)       |
| Sarmiento (A)           | 1 - 1 | Germinal           |
| Sansinena               | 1 - 1 | Agropecuario       |
| Sportivo Rivadavia (VT) | 4 - 1 | Jorge Newbery (VM) |

#### Segundo ascenso
| Llave | Equipo 1         | Global | Equipo 2                      |
| ----- | ---------------- | ------ | ----------------------------- |
| 1     | Estudiantes (RC) | 1 - 2  | Defensores de Pronunciamiento |
| 2     | La Emilia        | 7 - 3  | Sarmiento (L)                 |
| 3     | San Martín (M)   | 6 - 2  | Almirante Brown (L)           |
| 4     | Unión Santiago   | 3 - 2  | Huracán (SR)                  |

##### Resultados
| Defensores de Pronunciamiento | 1 - 1 | Estudiantes (RC) |
| Sarmiento (L)                 | 3 - 2 | La Emilia        |
| Almirante Brown (L)           | 1 - 2 | San Martín (M)   |
| Huracán (SR)                  | 2 - 0 | Unión Santiago   |

| Estudiantes (RC) | 0 - 1 | Defensores de Pronunciamiento |
| La Emilia        | 5 - 0 | Sarmiento (L)                 |
| San Martín (M)   | 4 - 1 | Almirante Brown (L)           |
| Unión Santiago   | 3 - 0 | Huracán (SR)                  |

#### Tercer ascenso
| Llave | Equipo 1            | Global        | Equipo 2          |
| ----- | ------------------- | ------------- | ----------------- |
| 1     | Güemes (SdE)        | (9) 0 - 0 (8) | Desamparados      |
| 2     | Sportivo Guzmán     | 3 - 1         | Huracán de Goya   |
| 3     | Resistencia Central | (3) 1 - 1 (4) | Central Norte (S) |
| 4     | Talleres (P)        | 0 - 2         | San Martín (F)    |

##### Resultados
| Desamparados      | 0 - 0 | Güemes (SdE)        |
| Huracán de Goya   | 1 - 1 | Sportivo Guzmán     |
| Central Norte (S) | 0 - 0 | Resistencia Central |
| San Martín (F)    | 2 - 0 | Talleres (P)        |

| Güemes (SdE)        | 0 - 0 | Desamparados      |
| Sportivo Guzmán     | 2 - 0 | Huracán de Goya   |
| Resistencia Central | 1 - 1 | Central Norte (S) |
| Talleres (P)        | 0 - 0 | San Martín (F)    |

### Cuarta fase

#### Primer ascenso
| Llave | Equipo 1                | Global | Equipo 2  |
| ----- | ----------------------- | ------ | --------- |
| 1     | Villa Mitre             | 2 - 1  | Germinal  |
| 2     | Sportivo Rivadavia (VT) | 4 - 3  | Sansinena |

##### Resultados
| Germinal  | 1 - 1 | Villa Mitre             |
| Sansinena | 0 - 3 | Sportivo Rivadavia (VT) |

| Villa Mitre             | 1 - 0 | Germinal  |
| Sportivo Rivadavia (VT) | 1 - 3 | Sansinena |

#### Segundo ascenso
| Llave | Equipo 1       | Global | Equipo 2                      |
| ----- | -------------- | ------ | ----------------------------- |
| 1     | La Emilia      | 1 - 3  | Defensores de Pronunciamiento |
| 2     | Unión Santiago | 2 - 5  | San Martín (M)                |

##### Resultados
| Defensores de Pronunciamiento | 2 - 0 | La Emilia      |
| San Martín (M)                | 4 - 1 | Unión Santiago |

| La Emilia      | 1 - 1 | Defensores de Pronunciamiento |
| Unión Santiago | 1 - 1 | San Martín (M)                |

#### Tercer ascenso
| Llave | Equipo 1        | Global | Equipo 2          |
| ----- | --------------- | ------ | ----------------- |
| 1     | Sportivo Guzmán | 0 - 3  | Güemes (SdE)      |
| 2     | San Martín (F)  | 1 - 0  | Central Norte (S) |

##### Resultados
| Güemes (SdE)      | 2 - 0 | Sportivo Guzmán |
| Central Norte (S) | 0 - 0 | San Martín (F)  |

| Sportivo Guzmán | 0 - 1 | Güemes (SdE)      |
| San Martín (F)  | 1 - 0 | Central Norte (S) |

### Quinta fase

#### Primer ascenso
| Equipo 1    | Global | Equipo 2                |
| ----------- | ------ | ----------------------- |
| Villa Mitre | 3 - 2  | Sportivo Rivadavia (VT) |

##### Resultados
| Sportivo Rivadavia (VT) | 1 - 0 | Villa Mitre |

| Villa Mitre | 3 - 1 | Sportivo Rivadavia (VT) |

#### Segundo ascenso
| Equipo 1       | Global | Equipo 2                      |
| -------------- | ------ | ----------------------------- |
| San Martín (M) | 1 - 3  | Defensores de Pronunciamiento |

##### Resultados
| Defensores de Pronunciamiento | 2 - 1 | San Martín (M) |

| San Martín (M) | 0 - 1 | Defensores de Pronunciamiento |

#### Tercer ascenso
| Equipo 1     | Global        | Equipo 2       |
| ------------ | ------------- | -------------- |
| Güemes (SdE) | (6) 4 - 4 (5) | San Martín (F) |

##### Resultados
| San Martín (F) | 4 - 0 | Güemes (SdE) |

| Güemes (SdE) | 4 - 0 | San Martín (F) |

## Goleadores
| Pos. | Jugador              | Jugador          | Goles | Equipo            |
| ---- | -------------------- | ---------------- | ----- | ----------------- |
| 1.º  | Bandera de Argentina | Javier Villaseca | 19    | San Martín (M)    |
| 1.º  | Bandera de Argentina | Emiliano Tabone  | 19    | Rivadavia (L)     |
| 3.º  | Bandera de Argentina | Santiago Davio   | 17    | Desamparados      |
| 4.º  | Bandera de Argentina | Diego Giménez    | 16    | Agropecuario      |
| 4.º  | Bandera de Argentina | Fabricio Reyes   | 16    | Deportivo Tabacal |

Fuente: www.soloascenso.com.ar